# Thé
Pour les articles homonymes, voir Thé (homonymie).

Peinture de 1825 représentant la production du thé dans le sud de la Chine, figurant les plantations, la manufacture et la vente à des négociants hollandais, Musée national du Danemark.

Le thé est une boisson aromatique préparée par infusion des feuilles séchées du théier, un arbuste à feuilles persistantes originaire des piémonts orientaux de l'Himalaya (Assam, Yunnan, nord du Myanmar et de la Thaïlande).
Cette boisson aqueuse est obtenue à partir de feuilles séchées ayant des niveaux d'oxydation et de fermentation différents qui déterminent les caractéristiques du thé produit. Les thés obtenus sont différenciés par leur « couleur ». Ainsi, un thé non oxydé est appelé thé vert, un thé oxydé est appelé thé blanc (oxydation faible), thé Oolong ou bleu (oxydation intermédiaire) ou thé noir (oxydation complète), et un thé ayant subi une fermentation est appelé thé jaune (fermentation légère) ou thé sombre (maturation longue).
L'importante variété de thés existant au monde s'explique par le grand nombre de terroirs, de cultivars, de modes de culture ainsi que par les traitements subis après la récolte. Selon les traditions, les portions liquides sont bues chaudes, tièdes ou froides, en quantités très variables, diluées, faiblement ou fortement concentrées, et parfois additionnées de diverses matières d'origine végétale ou animale.
Le thé est consommé en Chine depuis l'Antiquité, puis s'est étendu au Japon et au monde arabe au IXe siècle et à l'Europe au XVIe siècle. Le thé est au XXIe siècle la boisson la plus bue au monde après l'eau. Il peut prendre des formes très diverses, procurant une vaste gamme de boissons aromatiques, gustatives ou désaltérantes, obtenues par infusion ou percolation d'eau sur diverses préparations à partir des petites feuilles et des bourgeons du théier.
Riche en gallocatéchol, en gallate d'épigallocatéchine, en théanine et en caféine, le thé est à la fois recherché pour son goût, ses vertus énergisantes et relaxantes, et pour ses effets positifs sur la santé, particulièrement dans le cas du thé vert.

## Étymologie

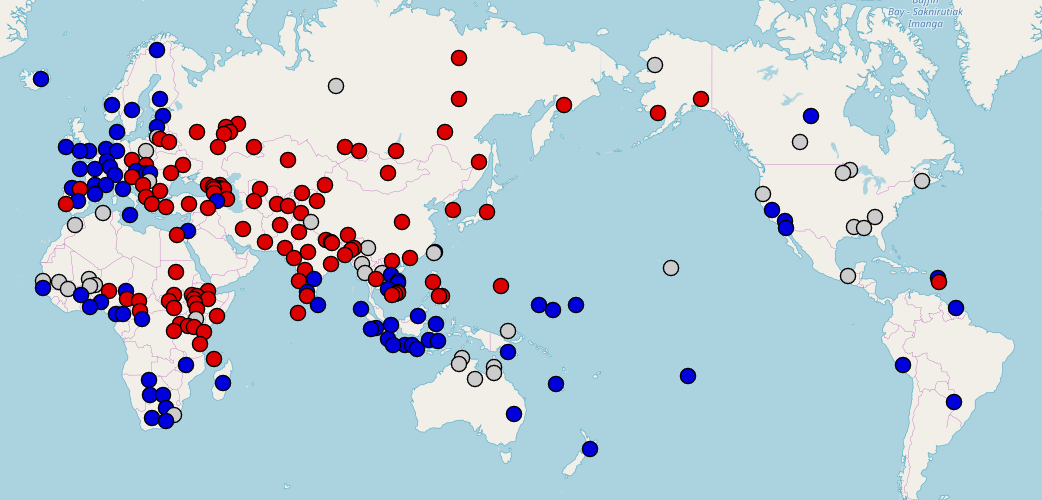
Carte des noms pour le thé. Les dérivés de cha sont en rouge, ceux de tea en bleu.

Le sinogramme pour thé est 茶, qui a de nombreuses prononciations suivant les langues et dialectes. La prononciation en mandarin standard moderne est chá, prononciation similaire dans d'autres langues du nord et du sud-ouest de la Chine, comme le cantonais. En revanche, dans les langues du groupe min méridional, ou minnan, parlées dans le Fujian, le mot se prononce te. Dans presque toutes les langues du monde, le mot désignant le thé dérive de l'une ou l'autre de ces prononciations.
La prononciation chá s’étend entre autres au japonais (茶, ちゃ, cha), au bengali (châ), au thaï (cha), au tibétain (ja), au vietnamien (trà), ainsi qu’au portugais (chá). Ces langues sont parlées dans des régions en contact avec le Japon et le Tibet, ou avec les marchands portugais qui accostaient dans les ports de la région de Canton. De cette prononciation dérive le terme chai, très courant en Eurasie : persan (چای tchây), russe (чай, tchaï), tchèque et le slovaque (tchaï), arabe (شاي /ʃaj/, chaï), ourdou (چای tchaï), hindi (चाय chaï), turc (çay), albanais (/tʃaj/, çaj), etc. Ce terme s'est diffusé à travers l'Asie centrale, en commençant peut-être par le persan qui servait de langue véhiculaire à l'époque médiévale le long de la route de la soie.
Parmi les langues dans lesquelles le mot dérive de te se trouvent celles dont les marchands se fournissaient à compter du début du XVIIe siècle en thé dans les ports du sud du Fujian, autour d'Amoy (Xiamen), en premier les Hollandais, puis ceux qui sont venus après eux et les autres pays qui ont connu cette boisson par eux : néerlandais (thee), français thé, anglais tea, allemand Tee, malais the, etc. Le polonais herbata et le lituanien arbata dérivent du néerlandais herba thee. Certaines langues combinent deux termes provenant de ces deux origines : coréen (ta, cha), vietnamien (trà, chè).
De nombreuses plantes, fleurs et fruits sont utilisés en infusions et sont parfois improprement appelés « thé », tel le rooibos, parfois appelé « thé rouge ». En France, afin de ne pas tromper le consommateur, l'utilisation de l'appellation « thé » pour tout produit ne contenant pas de feuilles de théier est cependant interdite par la législation.
Enfin, la tisane est une infusion à valeur médicinale ou gustative, sans thé.

## Histoire
L'origine du thé fait l'objet de plusieurs légendes. La première raconte que le thé apparut en l'an 2737 avant notre ère, quand des feuilles se détachèrent d'un arbre pour tomber dans l'eau chaude de l'empereur Shennong. Une autre légende originaire d'Inde attribue l'invention du thé à Bodhidharma, fondateur en Chine de l'école Chan : ce moine bouddhiste se serait endormi après avoir médité pendant neuf ans devant un mur. À son réveil, il se serait senti si coupable qu'il se serait coupé les paupières pour éviter de se rendormir et les aurait jetées au sol, donnant naissance au théier.
Des chercheurs ont identifié des restes de thé dans un bol provenant d'une tombe de la ville de Zoucheng, datée d'environ 400 av. J.-C.. On retrouve des traces de thé dans la tombe d'un empereur Han à l'ouest du Tibet vers 200 av. J.-C.[réf. nécessaire]. Des récipients à thé datant de la fin de l'Antiquité ont été découverts, et un texte de Wang Bao, écrit en 59 av. J.-C., mentionne des serviteurs allant chercher des caisses de thé. À l'origine, on s'en sert pour parfumer l'eau que l'on fait bouillir avant de la boire. Il est d'emblée apprécié pour ses vertus thérapeutiques, comme soulageant les fatigues, fortifiant la volonté et ranimant la vue. Il devient une boisson quotidienne en Chine sous la dynastie des Han de l'Est (25 - 220) et à l'époque des Trois Royaumes (220-280).

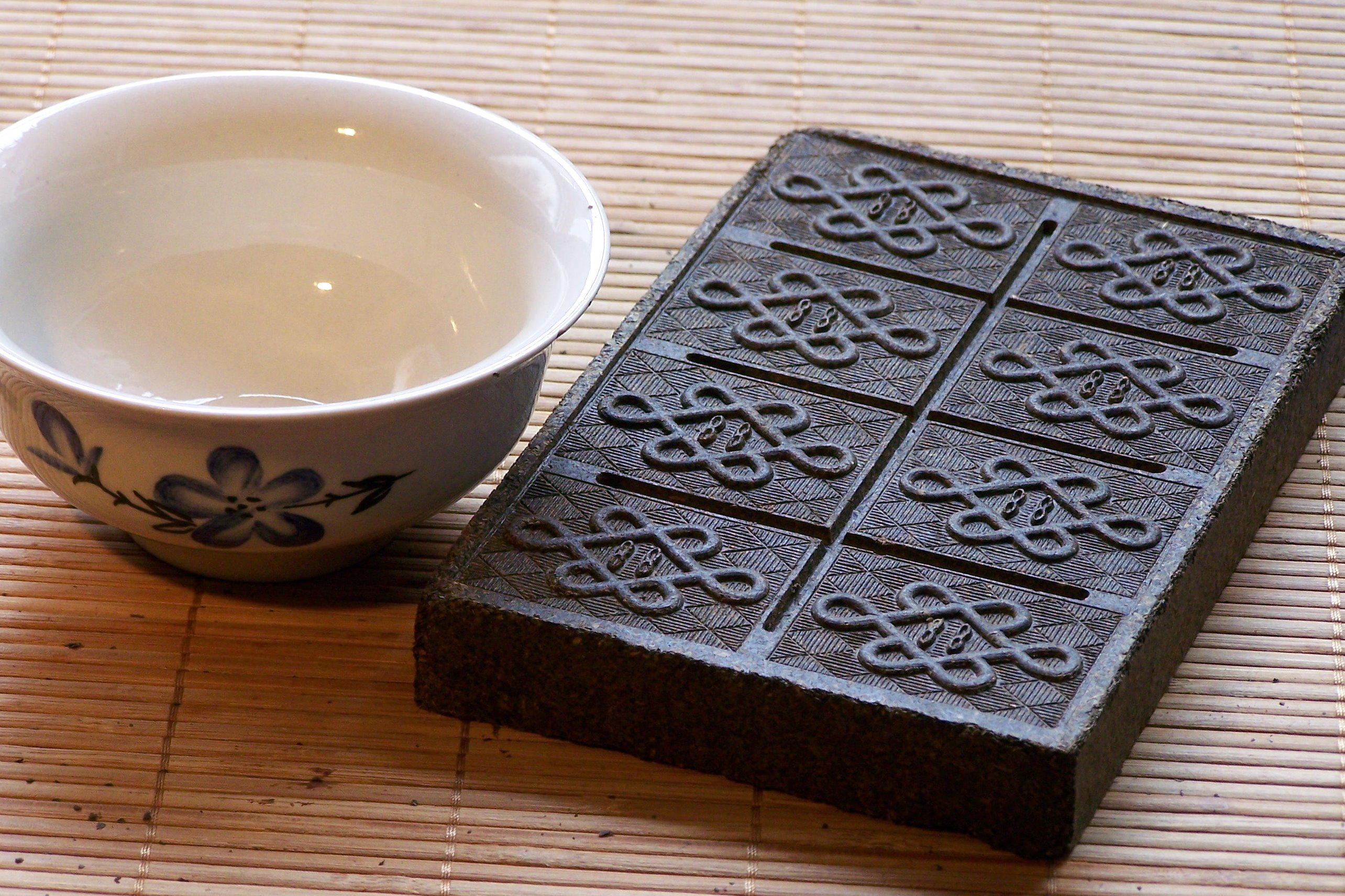
Thé en briques.

Le thé devient une boisson à la mode sous la dynastie Tang (618-907). C'est aussi l'époque à laquelle il arrive au Japon, en 729, et en Corée du Sud dans la période de Silla unifié (668-935). Ses feuilles sont importées par un ambassadeur à la cour Tang. À l'époque de Nara, le Japon entame une politique d'imitation délibérée et systématique de la culture chinoise, incluant le thé. Des prêtres bouddhistes diffusent les textes sacrés au Japon, et des moines japonais ramènent du thé sur l'archipel. Le moine Saicho, compagnon de voyage de Kukai, rapporte des plants de thé et en plante à Sakamoto. Le tout premier ouvrage au monde traitant du thé, écrit par Lu Yu entre les années 760 et 780 de notre ère, est Le Classique du Thé. Dans cet ouvrage, l'auteur traite de la plante elle-même, mais aussi des outils à employer pour la récolte, de la qualité des feuilles, des accessoires nécessaires à sa préparation, de l’histoire des plantations et de quelques buveurs de thé célèbres. À l’époque de la dynastie Tang, le thé se consomme sous forme de brique. Quand il est amolli par la chaleur, on le torrefie jusqu’à ce qu’il devienne tendre, puis il est pulvérisé. Lorsque l’eau commence à frémir, on y ajoute du sel : quand elle bout, on y verse le thé.
Sous la dynastie des Song du Nord (960-1279), on prépare le thé battu. Les feuilles sont broyées sous une meule afin d'obtenir une poudre très fine, que l'on fouette ensuite dans l'eau chaude pour obtenir une mousse substantielle. Ce thé est aussi servi dans un grand bol commun à plusieurs convives. En 1012, Tsai Hsiang compose le Ch’a lu (茶录, chá lù), l’art du thé impérial. Le thé est introduit au Japon au début du XIIe siècle par le prêtre bouddhiste zen (nom japonais du Chan) Eisai, et ce mode de préparation y est encore pratiqué lors de la cérémonie du thé (chanoyu).
Sous les Ming et les Qing (1368 - 1911), les feuilles de thé sont infusées dans l'eau chaude. Le thé est introduit au début du XVIIe siècle en Europe par les commerçants portugais et hollandais. La Russie s'adonne au thé dès le XVIIe siècle. On ne peut jusqu'à la fin du siècle suivant s'en procurer qu'à Moscou ou à Nijni Novgorod. Vers le milieu du XIXe siècle, le thé se répand dans tout l'empire.

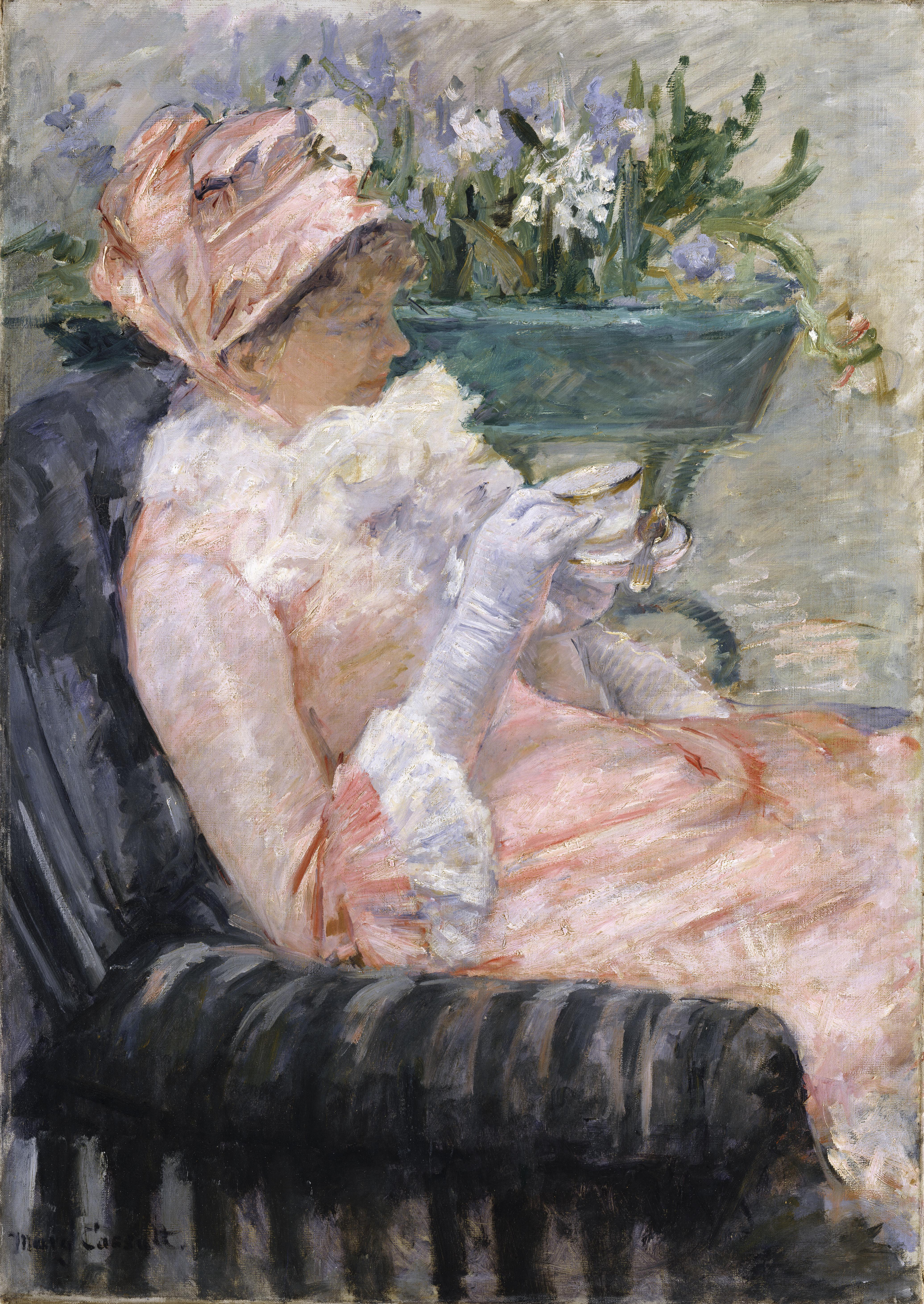
La Tasse de thé, œuvre de Mary Cassatt (1880), peinte à une époque où le thé est un rituel social pour les femmes de la classe moyenne supérieure.

À la fin des années 1780, l'Angleterre importe de plus en plus de thé de Canton. Elle asseoit sa domination du marché du thé chinois en développant la culture du pavot au Bengale. Le pavot indien est transformé en opium, qui est envoyé en Chine en échange de thé. L'opium devient illégal en Chine à la suite d'un édit impérial en 1779, mais passe par de grands canaux de contrebande ouvertement maintenus et financés par le gouvernement britannique, ce qui mènera aux guerres de l'opium. Les Anglais souhaitent alors se lancer dans la production du thé pour s’affranchir totalement de la Chine. Le botaniste écossais Robert Fortune (1812-1880), mandaté par la Compagnie britannique des Indes orientales, s’infiltre en 1848 dans la Chine alors interdite. Parlant parfaitement le mandarin et grimé en Chinois, il découvrit les différents procédés de la culture du camélia sinensis et envoie 20 000 pieds de théiers et des grandes quantités de graines en Inde britannique, accompagnés d’ouvriers chinois spécialisés dans son élaboration. L’Angleterre développe ensuite des plantations dans ses colonies, notamment en Inde et à Ceylan, la Hollande fait de même en Indonésie.
En 1880, la production de thé de l'Inde du Nord s'élève à 21 500 tonnes, dont 17 000 tonnes de l'Assam et 3 200 tonnes du Bengale occidental. Le marché reste presque exclusivement britannique, l'Australie préférant acheter en Chine, comme les États-Unis. Enfin, le thé de Ceylan, où les premiers plants ont été installés dans les années 1870, commence à très bien se vendre sur plusieurs marchés et est exploité par l'entreprise Lipton. Au même siècle, le thé fait son apparition en Afrique, où des colons plantent des théiers d'abord au Malawi puis dans d'autres pays, dont le Kenya.
En 1914, l'Inde est de très loin le premier fournisseur de thé de l'Europe, mais la consommation y est encore faible. Avant la Seconde Guerre mondiale, le thé arrive dans les petites villes par le biais des marchés, des gares et des écoles. Enfin, le thé commence à être consommé en campagne seulement à la fin du vingtième siècle.
La production africaine de thé augmente de 10 % entre 2014 et 2016, alors que la consommation sur le continent se développe en parallèle de la production.

## Demande mondiale
Le thé est aujourd'hui la boisson la plus bue au monde juste après l'eau.
En 2015, plus de deux milliards de personnes réparties dans 125 pays différents boivent du thé.
La demande a fortement progressé au début du XXIe siècle, avec une augmentation de plus de 4 % par an en moyenne. Cette augmentation vient principalement des pays producteurs, tels que la Chine et l'Inde, est aussi portée par des pays où le marché explose, tels que le Rwanda (+26 %), le Malawi (+19,8 %) et l'Ouganda (+16,5 %). L'augmentation de la demande vient de l'urbanisation et de l'élévation du niveau de vie dans les pays émergents d'Asie de l'Est, Afrique, Amérique Latine et Caraïbes, tandis que l'Europe voit sa demande décliner en volume.
La nature de la demande change elle aussi : en Allemagne, en France et en Belgique, les thés noirs mélangés à d'autres ingrédients, ou specialty teas, sont en pleine croissance par rapport aux thés noirs et verts simples. Le thé noir nature, en particulier, voit sa part de marché diminuer au profit du thé vert, des infusions et des thés mélangés depuis le début du siècle.

## Production
L'essentiel du thé est produit par de grandes exploitations en Inde, en Chine, au Sri Lanka, au Kenya, au Viêt Nam et en Turquie, à destination des grandes entreprises du secteur agroalimentaire. À l'opposé de cette production industrielle, de nombreux « jardins », plantations parfois minuscules, cultivent des thés très recherchés des amateurs.

### Théier

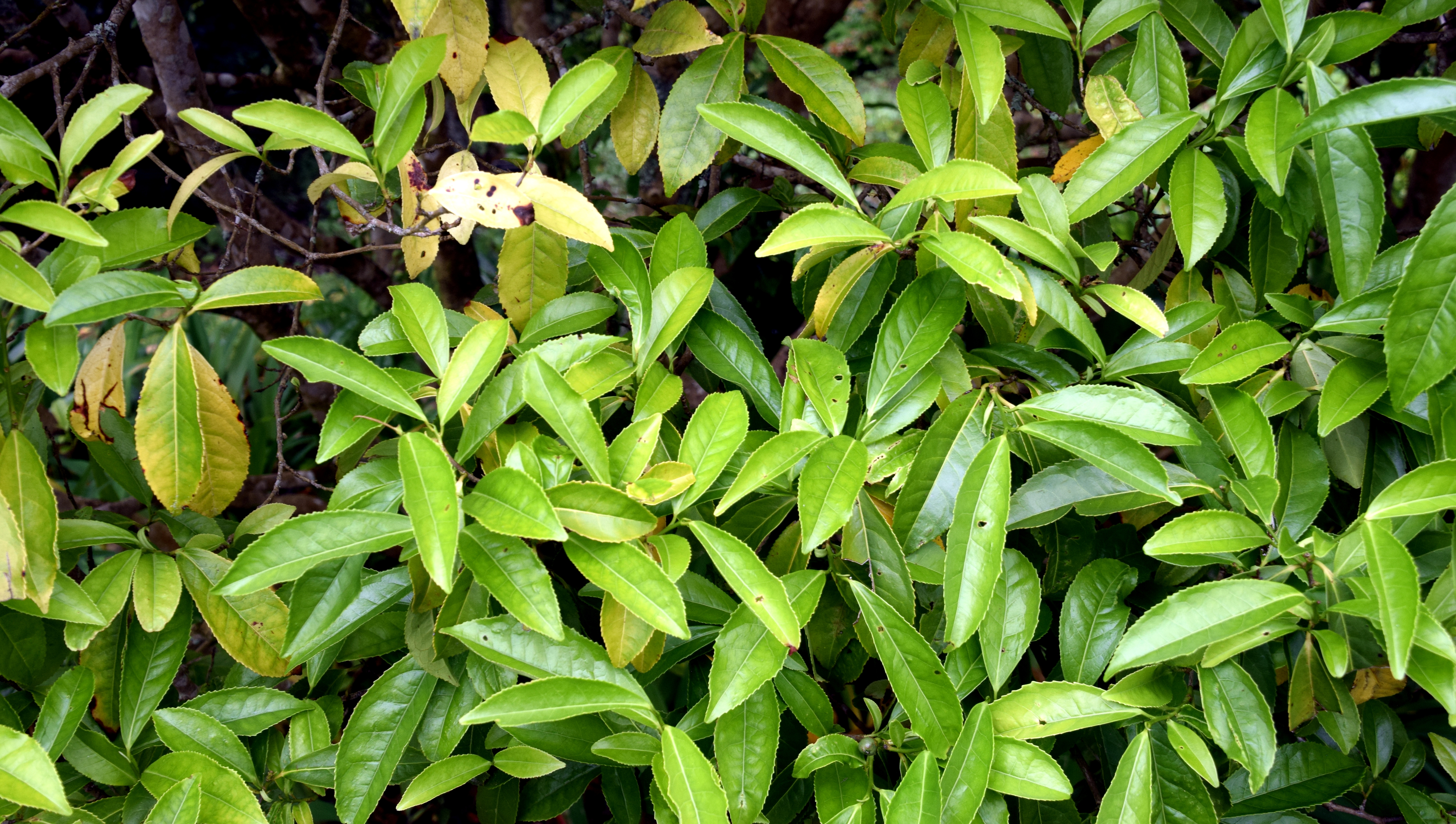
Théier (Camellia sinensis) var. assamica cultivé dans le jardin botanique d'Auckland.

Le théier est l'espèce Camellia sinensis du genre Camellia et de la famille des Théacées. Elle se décline en trois variétés botaniques : Camellia sinensis var. assamica, Camellia sinensis var. sinensis (Yunnan) et Camellia sinensis var. cambodiensis, lui même hybride naturel fixé des deux premiers. Suivant les classifications, on recense entre 300 et 600 types d'hybrides entre les deux premières variétés utilisés dans l'agriculture. Les feuilles de var. sinensis ont une taille de 4–9(–14,4) cm de long et 1,6–(–5) cm de large. Celles de var. assamica ont 8–14(–29) cm de long par 3,5–7,5(–10) cm de large.
Arbuste tropical originaire d'Extrême-Orient, il alterne des phases de dormance et de croissance végétative. Cultivé, il est maintenu dans ce dernier état afin de stimuler la croissance des bourgeons et des jeunes feuilles, qui sont la partie de la plante consommée.
L'expression « théiers sauvages » désigne des théiers du Yunnan qui auraient été plantés par des minorités ethniques de la région il y a des centaines d'années et laissés depuis à l'abandon. Poussant au milieu d'arbres d'autres espèces, leur récolte nécessite une grande dextérité, puisque les nouveaux bourgeons ne sont pas à hauteur d'humain mais nécessitent de grimper dans les arbres. Ils sont commercialisés comme produits de luxe sous forme de galettes de thé vert compressé.

### Plantations
Dans les régions où la cueillette du thé est exclusivement féminine, l'entretien des plantations, qui comprend le travail des sols et la taille des théiers, est dévolu aux hommes.

#### Reproduction des théiers

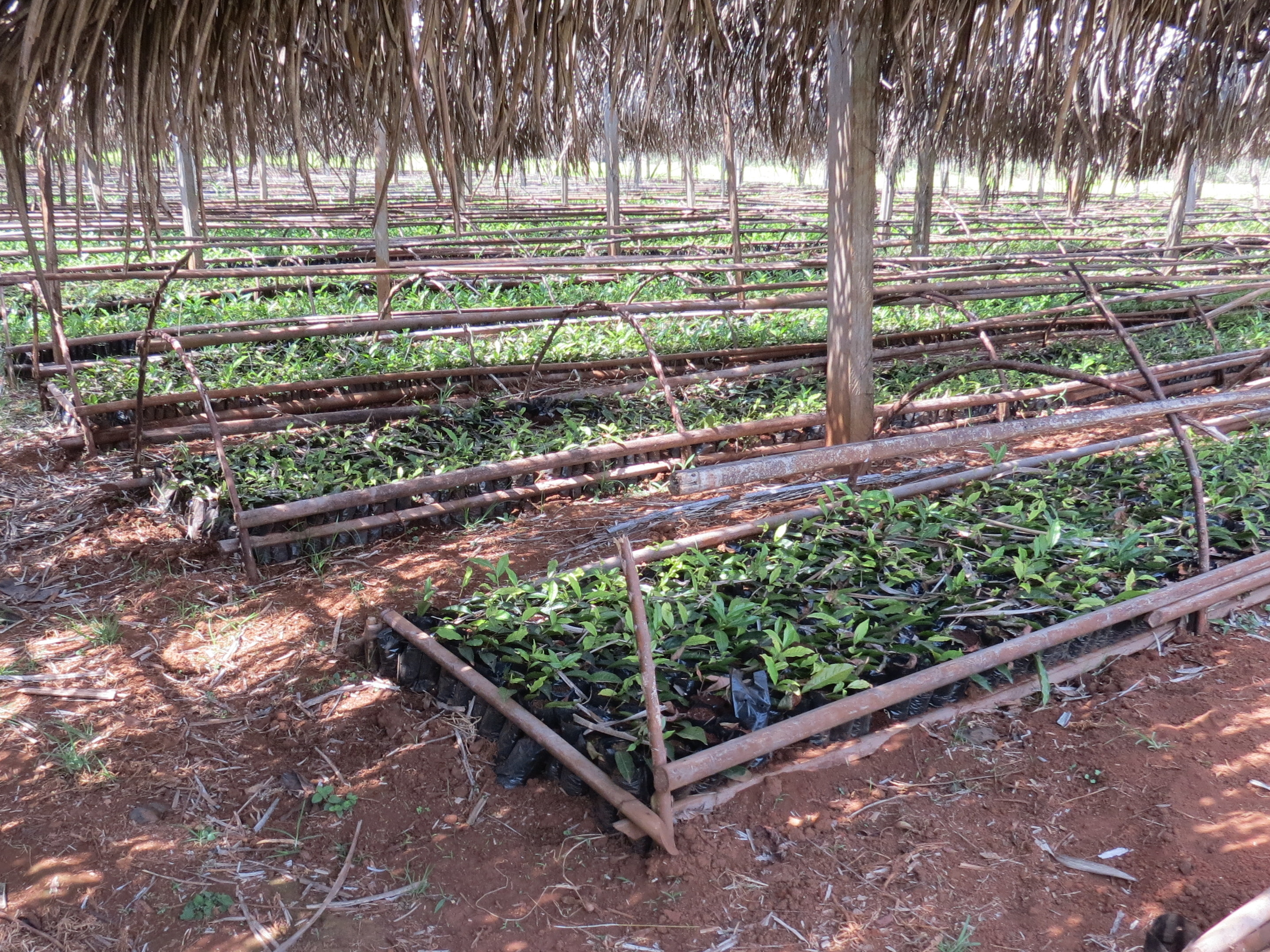
Pépinière de théiers, plantation Ndawara, pays Fulani, Cameroun.

La première phase d'entretien des plantations de thé consiste à la reproduction des théiers. Celle-ci peut se faire par prélèvement de graines ou par bouture. La bouture a l'avantage de mieux conserver les sols, car la régularité des plantes les expose moins, tandis que les graines permettent une plus grande diversité génétique rendant les plantations globalement plus résistantes aux nuisibles.
Les graines sont prélevées au sol dès leur chute naturelle, puis plongées dans l'eau pour éliminer celles qui flottent, impropres au semis. Les graines sont ensuite mises à germer dans un lit de germination. Les graines sont ensuite mises à germer dans une pépinière ombragée, puis endurcies, c'est-à-dire régulièrement replantées à mesure de la croissance de la plante dans des espaces de plus en plus lumineux, jusqu'aux conditions locale de plein champ,.
Pour la bouture, une tige contenant un œil et une feuille de quelques centimètres est prélevée sur le théier mère avant d'être repiquée en pépinière. Les plants développent progressivement des racines avant de subir de la même façon que les semis une phase d'endurcissement puis d'être repiqués en champ.

#### Taille
Plusieurs types de taille existent, ayant chacun une fonction spécifique. Les tailles de formation servent à donner une forme spécifique au théier : une charpente basse et large composée d'un tronc central et de nombreuses ramifications, permettant de multiplier les bourgeons végétatifs et donc les points de récolte. Les tailles de production maintiennent les théiers à une hauteur de 0,8 à 1 m afin de maximiser la productivité des cueilleurs et cueilleuses, qui n'ont ainsi pas besoin de se pencher ou de monter sur une échelle pour récolter ; dans le même style, le skiff, rare car éprouvant pour la plante, vise à rétablir la régularité de la table de cueillette endommagée par la grêle, le gel ou une croissance non maîtrisée de la plante. Les tailles de régénération, enfin, servent à redonner de la vigueur à la plante : le rim-lung, pratiqué au Kenya, consiste ainsi en la taille des branches du centre de théier en laissant celles du pourtour afin de laisser la plante respirer,.

#### Entretien de la plantation

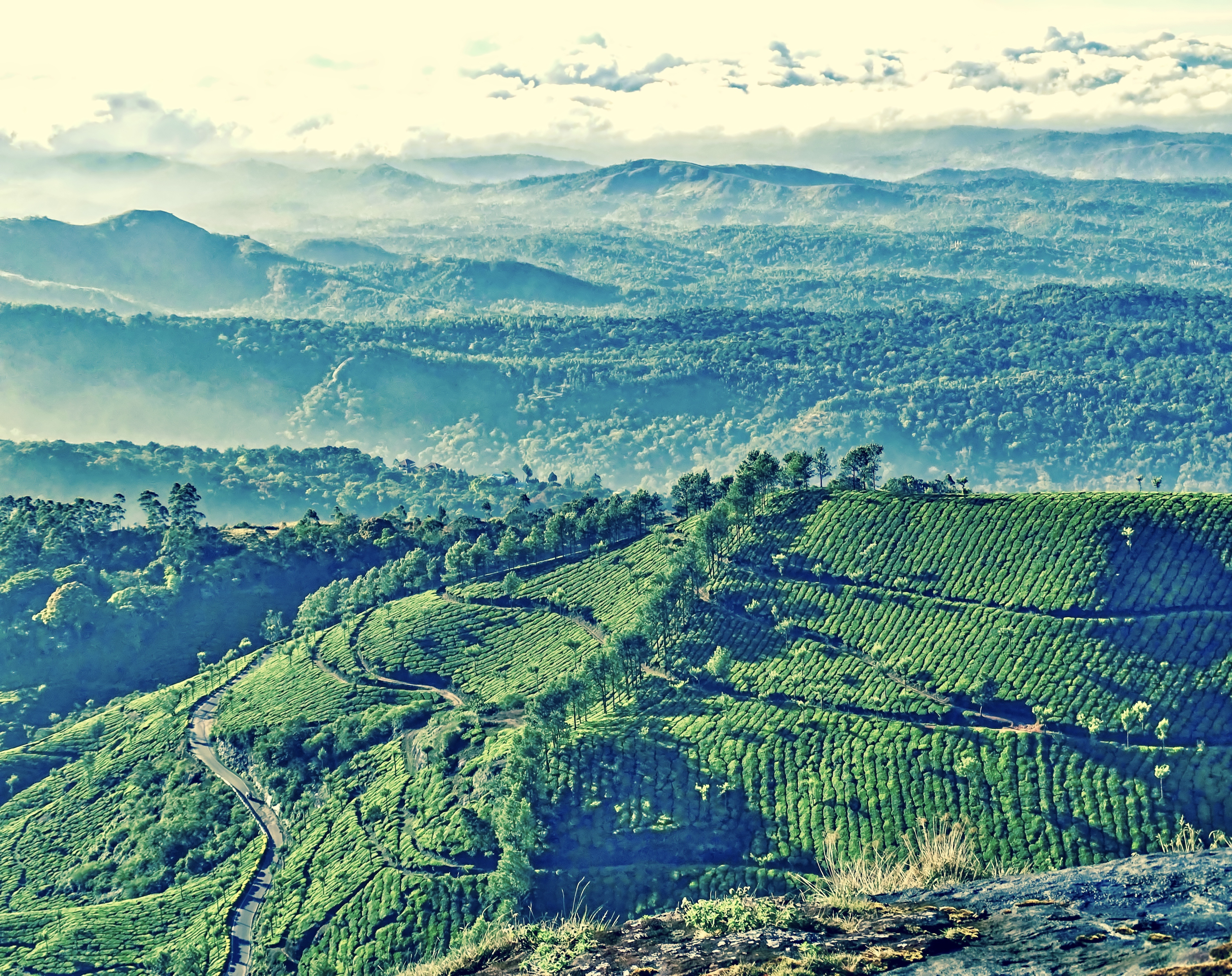
Les arbres protègent les théiers du vent et du soleil (Munnar, Inde).

L'entretien de la plantation consiste en l'entretien des sols par le drainage et la lutte contre l'érosion, l'irrigation, la fertilisation, la lutte contre les nuisibles (maladies, insectes), la plantation des arbres et plantes auxiliaires pour l'ombrage ou permettant directement ou indirectement la lutte contre les parasites et les adventices.
Les grands arbres servent à protéger les théiers des pluies, du soleil et du vent, tandis que des herbes servent à préserver le sol : dans les deux cas, on les choisit de la famille des légumineuses afin qu'elles fixent l'azote dans le sol et ne le fatiguent pas.
Comme toute monoculture permanente, les plantations de thé sont très affectées par les parasites : chenilles, larves, vers, insectes volants, pucerons, cochenilles, criquets, moustiques, termites, fourmis et acariens. Pour lutter contre eux, des insecticides sont épandus, que ce soit par pulvérisation, soit à l'aide d'un réservoir porté par un travailleur sur le dos, soit par voie aérienne, ou par poudrage. En revanche, d'autres insectes, comme les araignées rouges (es) du Sri Lanka et les mouches vertes de Darjeeling, modifient la chimie du chloroplaste, produisant ainsi des arômes recherchés. L'emploi d'insectes auxiliaires prédateurs des ravageurs des théiers est de plus en plus répandu[Quand ?].
Le théier peut être touché par de nombreuses maladies, aux conséquences variables : si Botrytis cinerea ne touche que les fleurs et a donc peu d'impact, les maladies des feuilles comme la cloque ou celles des racines, difficilement détectables, ont des conséquences désastreuses sur les récoltes. Pour se prémunir des maladies des racines, il est nécessaire de bien défricher la terre pour en enlever les anciennes racines ; en revanche, une fois la maladie installée, elle est difficilement détectable et détruit sans préavis les théiers, et il n'est plus possible que de les brûler et de laisser la terre en friche pour contenir la propagation. La lutte biologique par épandage préventif de mycorhize est expérimentée avec un succès variable selon les conditions locales.

#### Conditions de culture
Les théiers ont besoin d'un sol ni calcaire ni argileux, mais alluvionnaire, sédimentaire ou volcanique. Le sol doit être acide, profondément meuble, perméable, riche en mull nutriments (azote, acide phosphorique et potasse. Pour qu'elle reste meuble, la terre est labourée deux fois avant de planter des légumineuses qui fixeront l'azote dans le sol avant l'installation de théiers,.
Le théier a besoin d'une température comprise en 10 et 30 °C (la plante meurt en dessous de −50 °C), de pluies fréquentes de 1 500 à 3 000 mm/an, d'un taux d'hygrométrie compris entre 70 % et 90 % et idéalement de cinq heures d'ensoleillement par jour. Les meilleurs feuilles sont obtenues dans les climats contrastés aux journées chaudes et aux nuits fraîches,.

### Pays producteurs
- Plus de 1 000 000 t
- Entre 100 000 et 1 000 000 t
- Entre 20 000 et 100 000 t
- Entre 2 000 et 20 000 t
- Moins de 2 000 t.

Répartition de la production mondiale de thé en 2017 :
Plus de 1000000 t
Entre 100000 et 1000000 t
Entre 20000 et 100000 t
Entre 2000 et 20000 t
Moins de 2000 t.

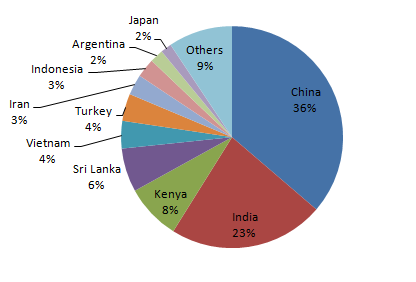
Parts de la production mondiale de thé par pays en 2013.

Le principal pays producteur est la Chine, suivie par l'Inde, le Kenya, le Sri Lanka, le Viêt Nam et la Turquie, ces six pays produisant plus de 200 000 tonnes par an.
La production de thé se fait essentiellement en Asie (83,4 %), l'Afrique représentant 12,3 % de la production de thé mondiale, tandis que l'Amérique (2,2 %), l'Europe (1,9 %) et l'Océanie (0,2 %) n'en produisent que marginalement.
De 2006 à 2016, la production mondiale de thé augmente de 4,4 % par an en moyenne, arrivant à 5,73 millions de tonnes en 2016. Cette augmentation s'explique en partie par le fait que la production chinoise a plus que doublé entre 2007 et 2016, en particulier parce que sa demande domestique explose en parallèle.
La croissance de la production devrait s'accélérer de 2014 à 2024, davantage pour le thé vert (+7,7 % par an) que pour le thé noir (+2,9 %).
| Pays                       | Continent | Production (en tonnes) | Superficie (en hectares) | Rendement (en kg/ha) |
| -------------------------- | --------- | ---------------------- | ------------------------ | -------------------- |
| Afrique du Sud             | Afrique   | 1 585                  | 773                      | 2 050,4              |
| Argentine                  | Amérique  | 80 608                 | 39 600                   | 2 035,5              |
| Azerbaïdjan                | Asie      | 775                    | 642                      | 1 207,1              |
| Bangladesh                 | Asie      | 81 850                 | 53 856                   | 1 519,7              |
| Bolivie                    | Amérique  | 1 177                  | 272                      | 4 327,2              |
| Brésil                     | Amérique  | 459                    | 185                      | 2 481,0              |
| Burundi                    | Afrique   | 54 210                 | 13 836                   | 3 918,0              |
| Cameroun                   | Afrique   | 5 639                  | 2 075                    | 2 717,5              |
| Chine (Taiwan inclus)      | Asie      | 2 473 443              | 2 224 261                | 1 112,0              |
| Chine continentale         | Asie      | 2 460 000              | 2 212 750                | 1 111,7              |
| Taiwan                     | Asie      | 13 443                 | 11 511                   | 1 167,8              |
| Colombie                   | Amérique  | 149                    | 60                       | 2 483,3              |
| RD Congo                   | Afrique   | 3 585                  | 12 000                   | 298,7                |
| Corée du Sud               | Asie      | 2 505                  | 2 256                    | 1 110,3              |
| El Salvador                | Amérique  | 669                    | 337                      | 1 985,1              |
| Équateur                   | Amérique  | 1 356                  | 566                      | 2 395,7              |
| Éthiopie                   | Afrique   | 10 777                 | 9 782                    | 1 101,7              |
| Géorgie                    | Asie      | 2 300                  | 2 302                    | 999,1                |
| Guatemala                  | Amérique  | 525                    | 1 238                    | 424,0                |
| Inde                       | Asie      | 1 325 050              | 621 610                  | 2 131,6              |
| Indonésie                  | Asie      | 139 362                | 113 692                  | 1 225,7              |
| Iran                       | Asie      | 100 580                | 15 848                   | 6 346,5              |
| Japon                      | Asie      | 81 119                 | 43 245                   | 1 875,8              |
| Kenya                      | Afrique   | 439 857                | 218 538                  | 2 012,7              |
| Laos                       | Asie      | 7 660                  | 3 990                    | 1 919,7              |
| Madagascar                 | Afrique   | 390                    | 1 206                    | 323,3                |
| Malaisie                   | Asie      | 10 385                 | 1 845                    | 5 628,7              |
| Malawi                     | Afrique   | 48 412                 | 17 849                   | 2 712,3              |
| Mali                       | Afrique   | 96                     | 93                       | 1 032,2              |
| Maurice                    | Afrique   | 1 379                  | 622                      | 2 217,0              |
| Monténégro                 | Europe    | 100                    | 124                      | 806,4                |
| Mozambique                 | Afrique   | 32 000                 | 31 190                   | 1 025,9              |
| Myanmar                    | Asie      | 104 743                | 88 806                   | 1 179,4              |
| Népal                      | Asie      | 24 653                 | 28 522                   | 864,3                |
| Ouganda                    | Afrique   | 63 633                 | 29 929                   | 2 126,1              |
| Papouasie- Nouvelle-Guinée | Océanie   | 5 729                  | 3 952                    | 1 449,6              |
| Pérou                      | Amérique  | 2 177                  | 1 578                    | 1 379,5              |
| Portugal                   | Europe    | 62                     | 14                       | 4 428,5              |
| la Réunion (France)        | Afrique   | 853                    | 587                      | 1 453,1              |
| Russie                     | Asie      | 554                    | 470                      | 1 178,7              |
| Rwanda                     | Afrique   | 25 931                 | 16 889                   | 1 535,3              |
| Seychelles                 | Afrique   | 13                     | 28                       | 464,2                |
| Sri Lanka                  | Asie      | 349 699                | 233 909                  | 1 495,0              |
| Tanzanie                   | Afrique   | 36 614                 | 15 548                   | 2 354,9              |
| Thaïlande                  | Asie      | 58 015                 | 8 819                    | 6 578,4              |
| Turquie                    | Asie      | 234 000                | 82 108                   | 2 849,9              |
| Viet Nam                   | Asie      | 260 000                | 123 188                  | 2 110,5              |
| Zambie                     | Afrique   | 948                    | 659                      | 1 438,5              |
| Zimbabwe                   | Afrique   | 25 434                 | 7 201                    | 3 532,0              |
| Total                      |           | 6 101 060              | 4 076 100                | 1 496,7              |

#### Asie

##### Production liée à la Chine et sa sphère d'influence culturelle

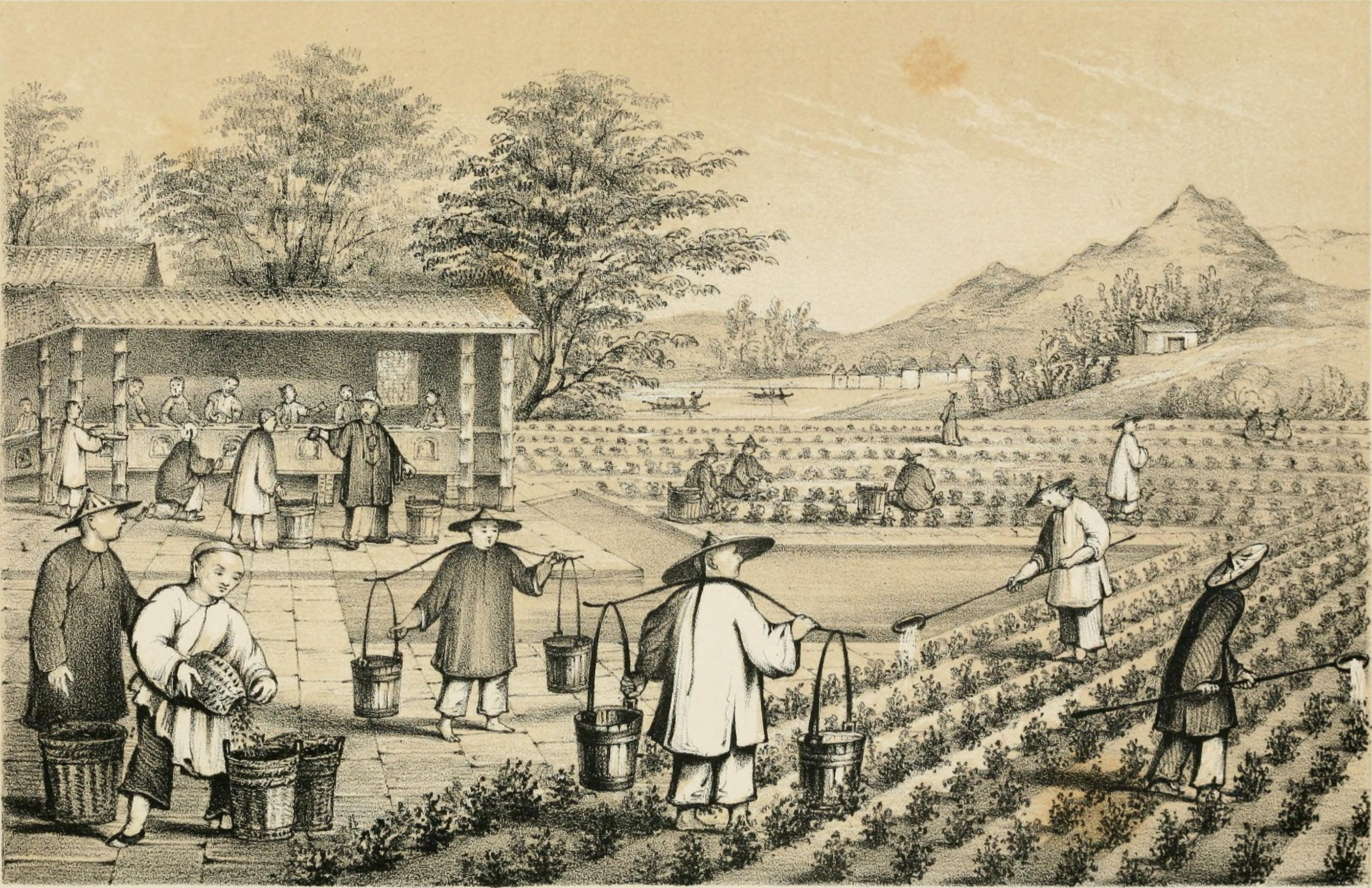
Culture et préparation du thé en Chine, dessin de The history of China & India, pictorial & descriptive, 1840.

Le théier est originaire des piémonts orientaux de l'Himalaya (Assam, Yunnan, nord de la Birmanie et de la Thaïlande) et sa date de domestication reste indéterminée : elle se situerait vers la première moitié du IIe millénaire av. J.-C. dans le sud-ouest de la Chine, mais en l'état actuel des choses, les études génétiques ne permettent pas d'être plus précis.
Le thé se cultive en Chine au Sichuan, Hunan et Hubei puis s'étend, durant la période de division, à toute la partie Sud de la Chine, le long du Yangzi et en suivant l’expansion du bouddhisme, avant de s'étendre à tout le pays sous la dynastie Tang. Les régions de Fuliang dans le Jiangxi, et le Mont Guzhu près du Lac Tai dans le Jiangnan s'enrichissent grâce à la production de thé à destination de l'empereur et sa cour. Le pouvoir impérial s'octroie alors le monopole du commerce du thé. Il était alors fumé, plié et compacté sous forme de briquettes puis destiné à être moulu avant d'être consommé. C'est sous la dynastie Song que se développe la production de thé sous forme de feuilles entières ainsi que les plantations contrôlées par l’État et qu'est inventée la technique du roulage des feuilles. Les thés parfumés sont créés sous la dynastie Yuan (camphre, musc). Sous la dynastie Ming, le tribut du thé que les provinces versent à l'empire n'est plus exigé sous forme de briquette, permettant l'essor de la production de thé sous forme de feuilles. C'est aussi à cette période qu'est inventée la technique de séchage dans des cuves qui sera en usage jusqu'au XXe siècle, ainsi que le thé blanc et le thé jaune. Le oolong, le thé noir, les thés post-fermentés, et de nouveaux parfums de thé (jasmin, orange, lotus, orchidée, mandarine) sont inventés sous la dynastie Qing. La production de thé en Chine connait ensuite une grande phase de déclin, provoquée par la domination occidentale du pays, l'établissement de plantations de thés dans les colonies anglaises à partir de théiers volés en Chine. Malgré la volonté de la république populaire de Chine de rétablir la production du thé dès 1940, ce n'est qu'après le grand Bond en avant et la révolution culturelle que celle-ci redécolle, au point de repasser première, devant l'Inde, en 2006.

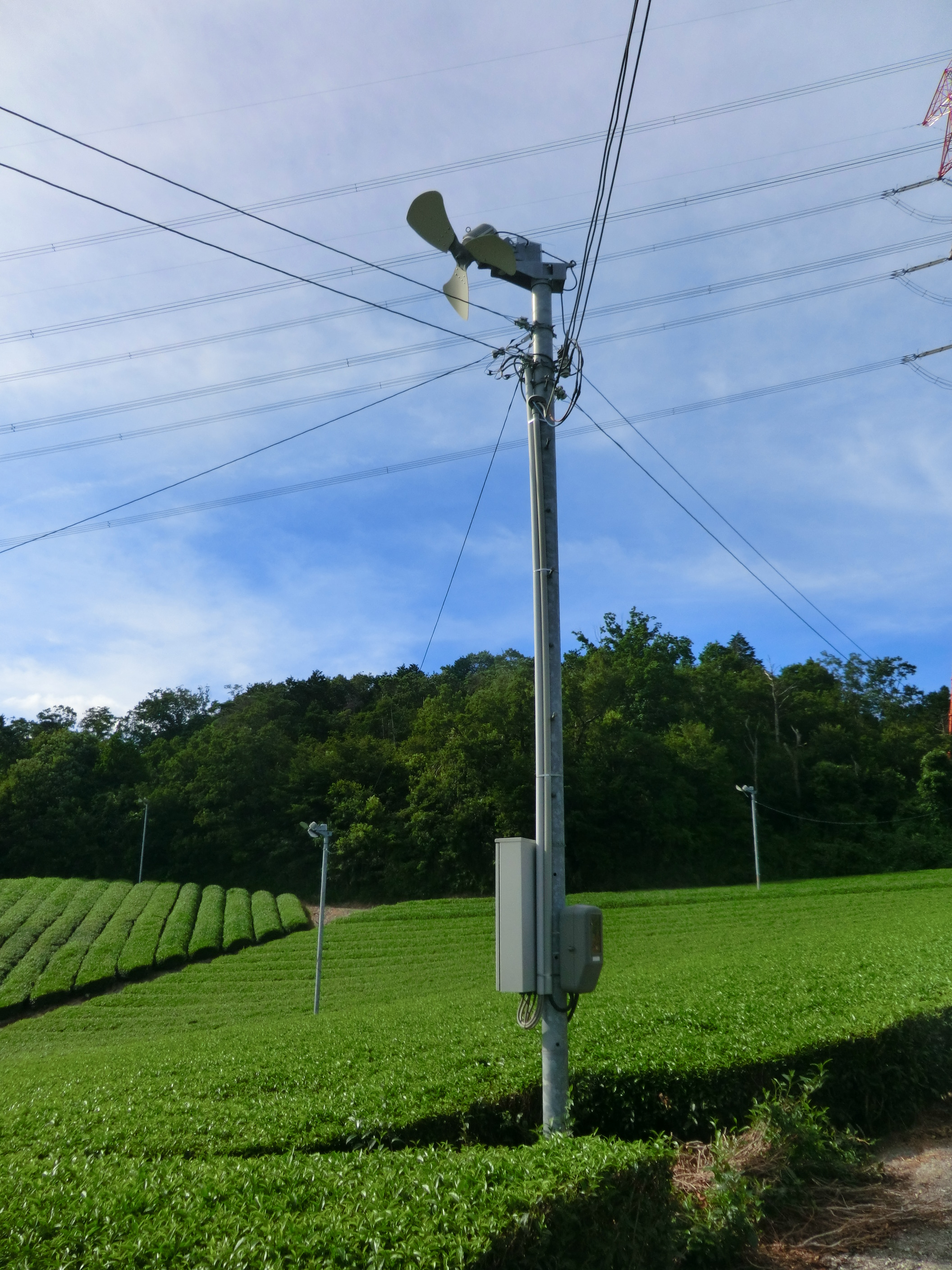
Ventilateur protégeant les théiers contre le gel, Shiga, Japon.

Au Viêt Nam, la production de thé est très ancienne, même si elle ne se destine pas à la production de boissons mais plutôt à être consommée comme feuille à mâcher, herbe médicinale ou légume. Durant sa colonisation du pays, la France tente d'y développer les plantations de thé en vue d'en exporter la production, mais celle-ci est essentiellement absorbée par la consommation intérieure. Si la guerre du Viet Nam détruit 30 % des plantations, cela n'empêche pas le Vietnam d'augmenter lentement sa production au cours du XXe siècle et plus rapidement au XXIe siècle,. Le Vietnam produit deux spécialités : les fleurs de thé (en), et le thé au lotus.
En Corée, la production du thé remonte au règne de la reine Seondeok, la plante étant rapportée de Chine par des moines bouddhistes. D'autres situent l'arrivée de la plante au voyage de Kim Dae Ryeum, l'ambassadeur du roi Heungdeok (en) à la cour des Tang. La consommation locale, et donc sa production, baisse continuement du XVe au XIXe siècle, et est pratiquement arrêtée durant la colonisation japonaise. La production de thé reprend après 1945, avec deux accélérations au début des années 1990 et en 2007. Celle-ci est destinée essentiellement à la consommation locale et produit des thés de haute qualité, principalement verts (Jeoncha (en), Woojeon (en), Sejak (en)) à l'exception du Jukro, noir et provient des plantations de la province du Gyeongsang du Sud, des districts du Jirisan et de Boseong et de l'île de Jeju.
Le thé est rapporté au Japon de Chine en 806 par le moine bouddhiste Saichō, mais la culture s'y développe surtout sous la décision de l'empereur Saga, en 815, de construire des plantations de thé. Sous l'influence de Le Classique du thé, le Japon invente le matcha. À la fin du XIIe siècle, le moine Eisai rapporte de nouvelles graines de théier de Chine et développe la culture du thé à Hirado et Kyūshū. Pendant l'époque de Muromachi, la production se développe en raison de l'augmentation de la demande domestique. Lors de l'époque d'Edo est inventé le sencha. Après avoir connu un apogée dans les années 1980, les surfaces cultivées au Japon ne cessent de diminuer depuis.

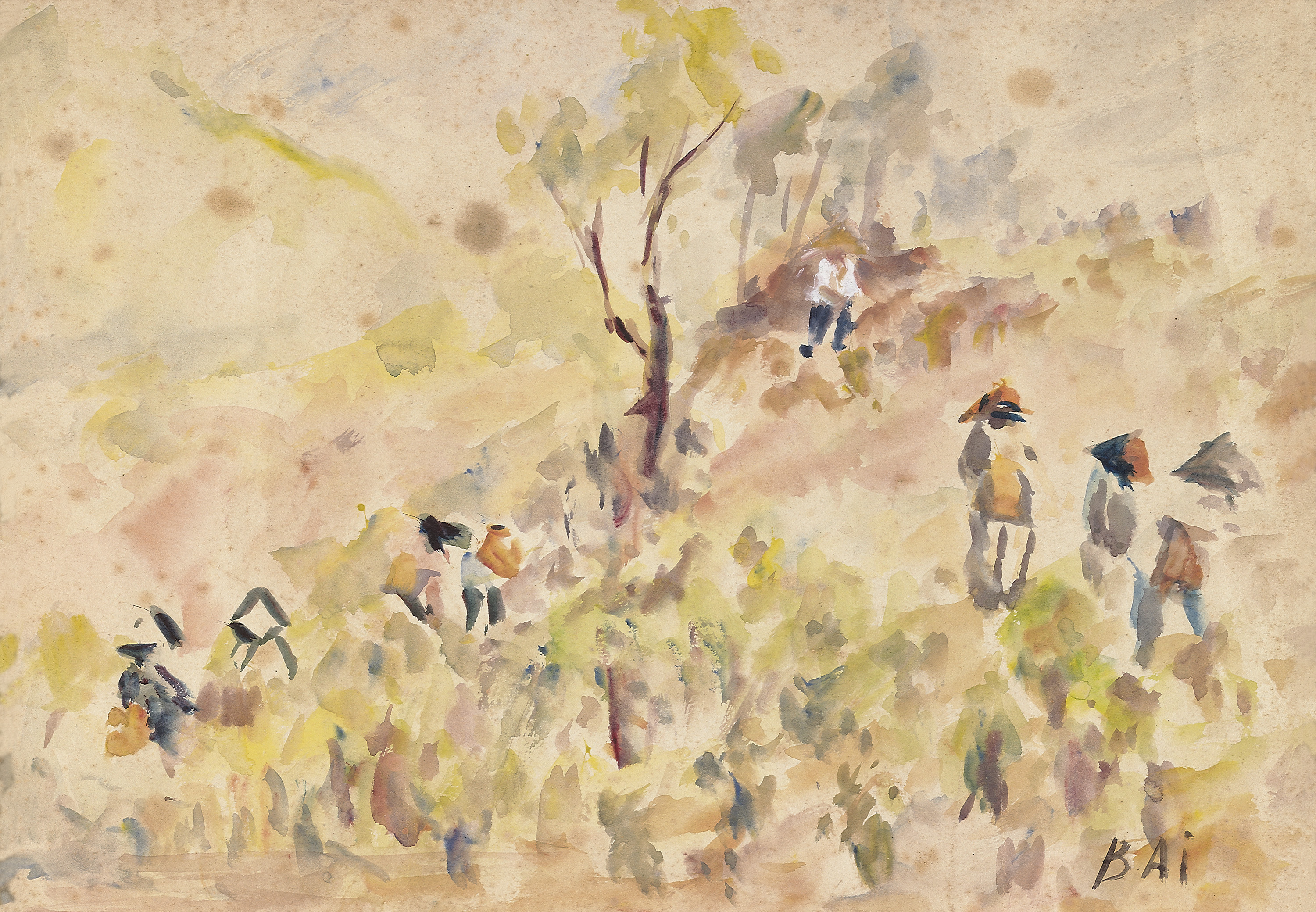
La cueillette du thé, aquarelle du peintre taïwanais Li Mei-shu.

La culture du thé commence à Taïwan en 1810 avec l'arrivée de graines en provenance du Fujian. Les premières exportations ont lieu en 1865, mais le succès n'est pas au rendez-vous. Taïwan invente alors le thé Pouchong et réussit finalement à se trouver une place sur le marché mondial, exportant en 1893 plus de 100 fois plus de thé qu'en 1865. Sous la colonisation japonaise, se développe sur l'île le thé noir destiné à l'export vers les pays anglo-saxons. Depuis au moins les années 1960, la production et les surfaces cultivées ne cessent de diminuer.

##### Production liée aux colonisations britanniques et néerlandaises
La production du thé en Inde vient de la colonisation britannique. L'Angleterre, voulant drastiquement réduire le déficit de sa balance commerciale envers la Chine, cherche au XIXe siècle à produire du thé dans ses colonies. En 1823, Robert Bruce (en), un gentleman écossais, apprend de Maniram Dewan (en) que les Jingpo d'Assam produisent du thé. Ceux-ci lui font don de plantes et de graines, qui seront à l'origine des plantations d'Assam. Parallèlement, Robert Fortune récupère en mission d'espionnage des plants de théiers en Chine qui permettent de fonder les Nilgiri en 1840 et le jardin de Darjeeling en 1859. C'est en Assam, en 1930, que le procédé CTC est inventé. L'Inde est au XXe siècle le premier producteur de thé au monde, avant d'être dépassée par la Chine au XXIe siècle. Plus d'un million de personnes travaillent dans la production de thé.

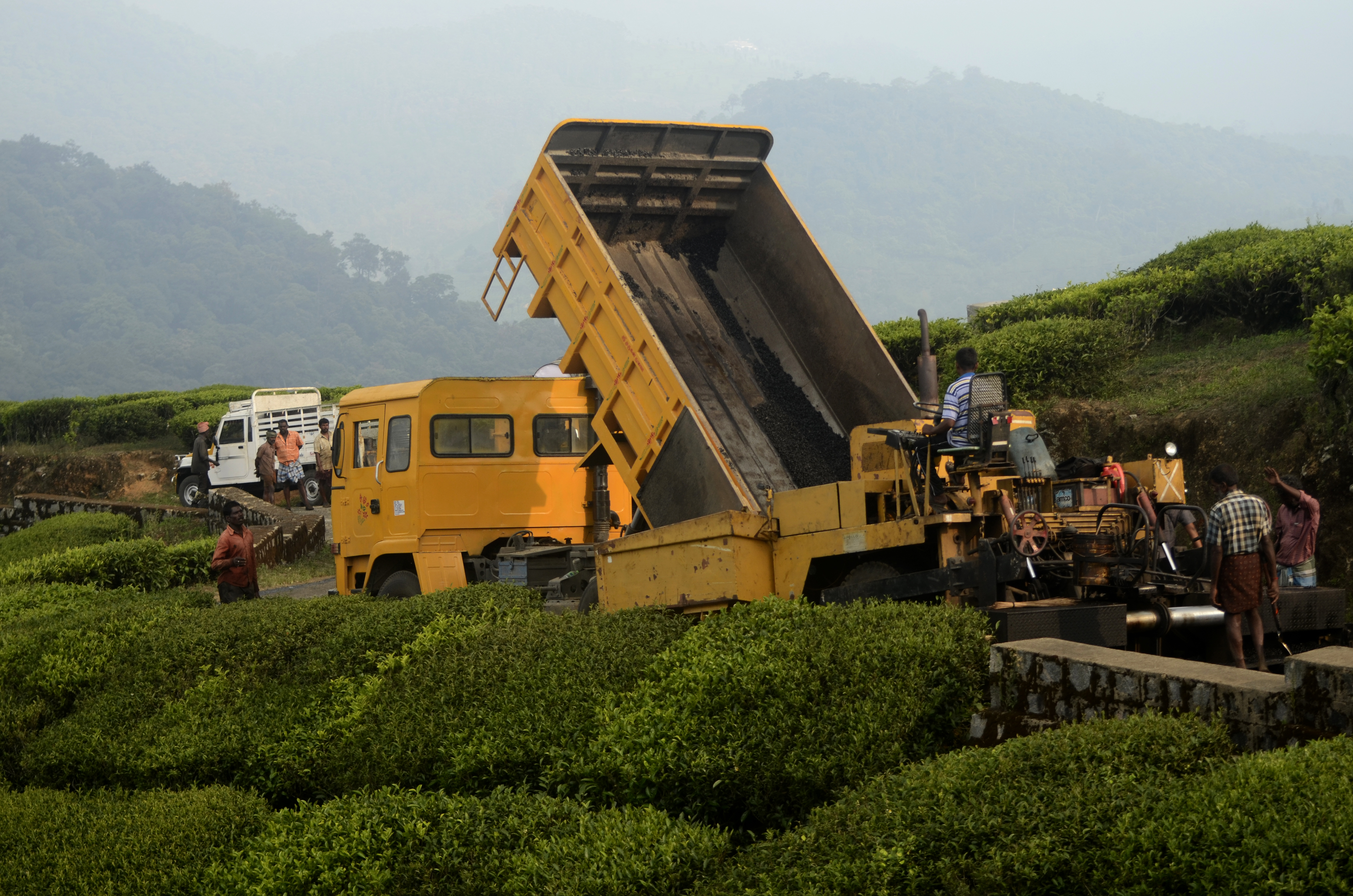
Construction de route dans les plantations de Tamil Nadu, Inde, 2017.

Le district de Sylhet, au Bangladesh, fait partie des Indes britanniques et plus particulièrement de l'Assam jusqu'en 1947 et partage donc son histoire. Lors de la séparation, en 1971, entre le Pakistan Occidental (actuel Pakistan) et le Pakistan Oriental (actuel Bangladesh), la production de thé est durement touchée : la guerre de libération se déroule dans les régions théières, les jardins appartenant à des Pakistanais ferment et beaucoup de moyens de transports sont détruits. Par la suite, grâce notamment à des investissements venus d'Inde, de Grande-Bretagne et de l'Union européenne, les plantations bengalis se modernisent, augmentant à la fois la qualité et la quantité du thé produit.
Colonie britannique, le Sri Lanka a reçu ses premiers théiers au jardin botanique de Peradeniya en 1841, en provenance du Bengale mais la production ne décolle qu'entre 1869 la fin du XIXe siècle, quand les cultures de café du pays succombent à un parasite. Au milieu du XXe siècle, le pays est le second producteur mondial. C'est au Sri Lanka que James Taylor (en) invente la première machine à rouler les feuilles. Le pays connait au XXe siècle deux bouleversements, qui font suite à son indépendance : la nationalisation des plantations en 1975, et la privatisation à la fin du XXe siècle, qui fragilise le thé srilankais, déjà mis à rude concurrence par la baisse de qualité de sa production. Le thé srilankais est exclusivement noir, et produit à 90 % en méthode orthodoxe.
Le thé arrive en Malaisie en 1929, aux Cameron Highlands, sous l'impulsion d'un colon britannique et d'un planteur de thé du Sri Lanka.
En Indonésie, sous la domination de la compagnie néerlandaise des Indes orientales a lieu en 1728 une tentative d'acclimatation de théiers venus de Chine et du Japon sur l'île de Java, sans succès. 150 ans plus tard, la même expérience est réalisée à partir de graines de théiers d'Assam, qui permet à l'Indonésie de devenir à la fin du XIXe siècle un producteur majeur du thé, avec des plantations à Java, Sumatra (dès 1911) et Sulawesi (fin du XXe siècle). Malgré un fort recul lors de la Seconde Guerre mondiale où les plantations de subsistance remplacent les théiers, l'Indonésie demeure un acteur de premier plan du thé au XXe et XXIe siècles.

##### Autres origines

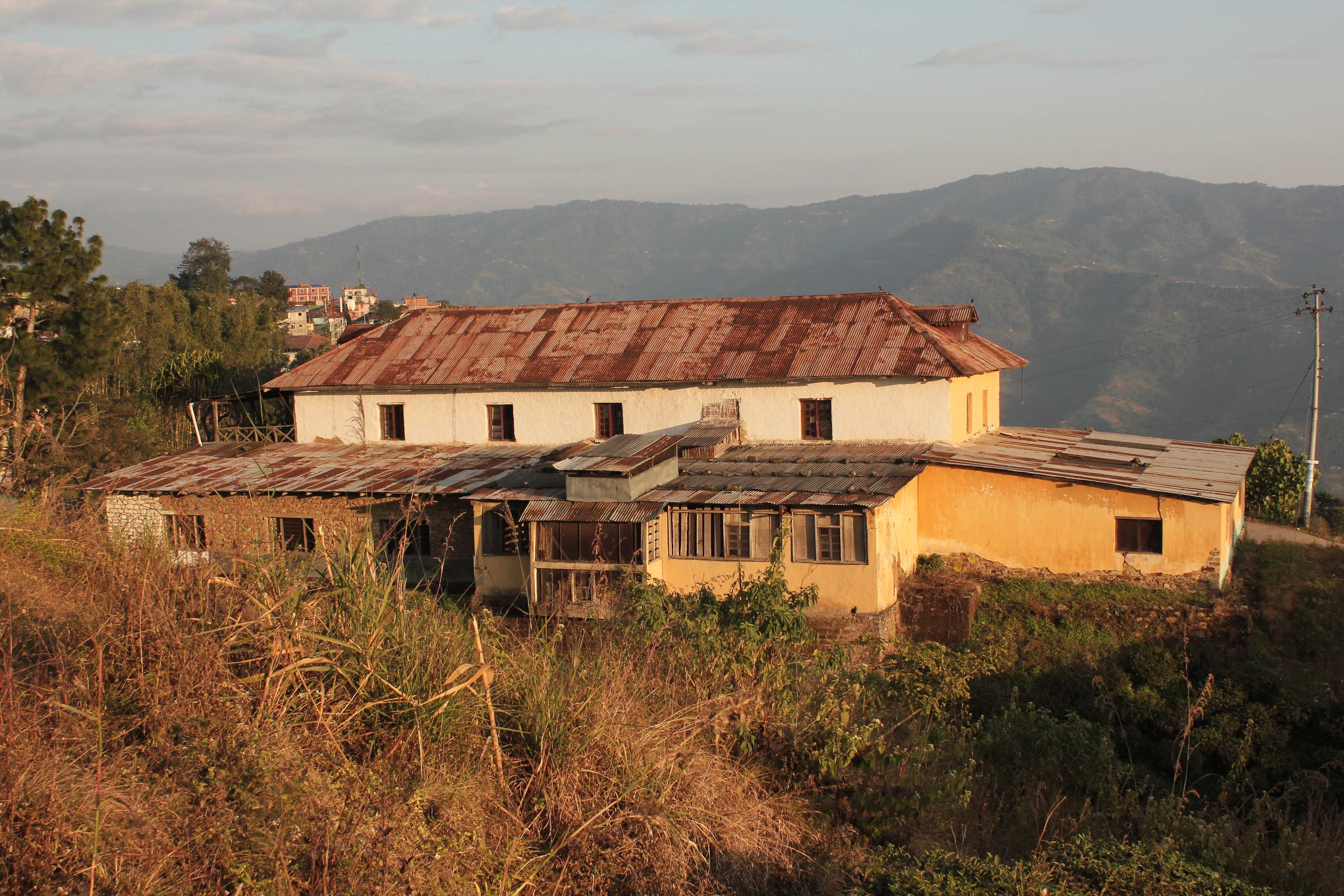
Manufacture de thé dans le district d'Ilam.

Les premières plantations de thé au Népal voient le jour en 1920, dans le district d'Ilam, sous l'initiative du gouvernement népalais. Le gouvernement amplifie sa politique de production du thé en 1980, avant de privatiser le secteur à la fin du XXe siècle, ce qui s'accompagne d'une forte augmentation de la production,. Le thé produit en plaine est majoritairement CTC, celui en altitude orthodoxe, et destiné à l'exportation.
En Iran, plusieurs tentatives ont lieu à la fin du XIXe siècle d'acclimater du thé afin de satisfaire à la demande locale. En 1882, Haj Mohammad Hossein Esfahani ramène des graines d'Inde, mais la tentative échoue. Plus tard, Mohammad Mirza tente la même expérience près de Lahijan et rencontre le succès : les plantations se développent au Guilan et au Mazandran. En 1996, la production est majoritairement orthodoxe, manuelle, et issue de petites plantations. Si la production explose en 1991, elle suit une lente descente au XXIe siècle.
La première plantation de thé en Russie est située au jardin botanique Nikitski en 1814. La première plantation de production est établie en 1885.
En 1901, un paysan ukrainien, Judas Antonovich Koshman, parvient à créer un hybride de thé résistant au froid. Sotchi devient rapidement une place forte de la culture du thé, la plus septentrionale au monde. Le pays commence à produire du thé en Géorgie, en Abkhazie et en Adjarie. Ces tentatives sont affectées par la Première Guerre mondiale mais reprennent dans les années 1920. Le thé de Dagomys, aussi connu sous le nom de thé Krasnodar, commence à être produit à grande échelle en 1936 et en 1980, il s'agit d'une des sources de thé les plus importantes de l'Union soviétique. Ces thés produisent deux à trois récoltes par an.
La production de thé commence en Turquie en 1924 à partir de graines venues d'URSS, d'abord à Rize, puis à Trabzon, Giresun et Ordu et encore plus tard Artvin et Toplam. La production est quasi exclusivement consommée sur place.

#### Afrique

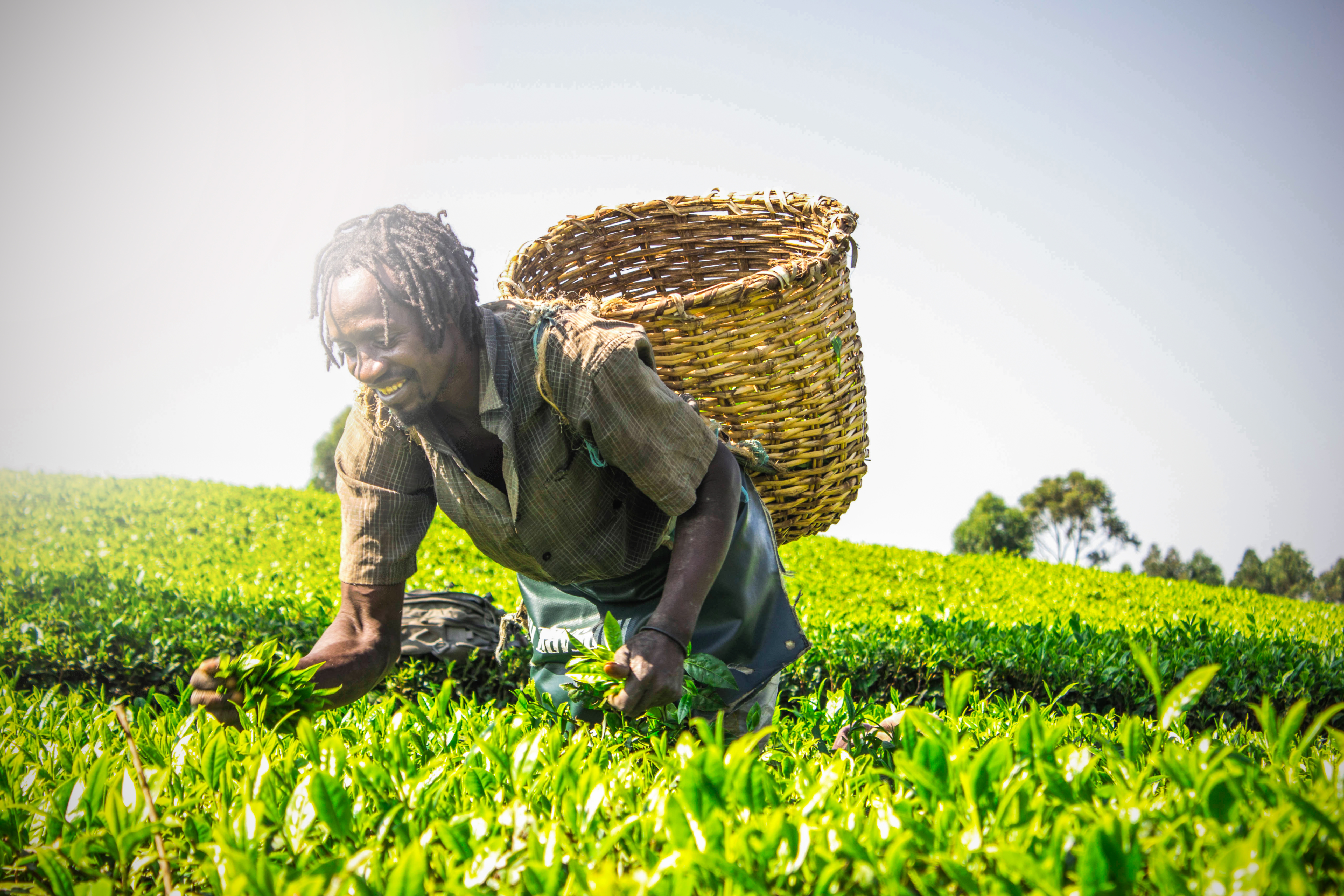
Cueillette du thé au Kenya, 2017.

Le Kenya est le plus important pays africain producteur de thé. Celui-ci y est introduit en 1903, commence à être commercialisé dans les années 1920 et se développe réellement après la Seconde Guerre mondiale. Les plantations appartiennent alors exclusivement aux colons britanniques. Après l'indépendance, le gouvernement lance le Kenya Tea Development Authority qui sert à soutenir les petits propriétaires : ceux-ci sont au nombre de 37 205 en 1975 et sont regroupés avec les grands exploitants au sein du Kenya Tea Growers Association. La production du Kenya, qui se concentre des deux côtés de la vallée du Grand Rift entre le Mont Kenya et le Lac Victoria, est essentiellement CTC et destinée à l'export.
Le Malawi est le premier pays d'Afrique à exporter le thé. Il y est introduit en 1878 par Jonathan Duncan, jardinier à la mission de l'Église d'Écosse, à partir de graines du jardin botanique d'Édimbourg et des jardins botaniques royaux de Kew. Si les essais réalisés près de Blantyre sont des échecs, ceux réalisés plus tard à Mulanje, Thyolo et Nkhotakota prennent. Le pays produit essentiellement du CTC destiné à l'export.
Au début du xxe siècle, des plants sont envoyés de ces mêmes jardins vers l'Ouganda, plus précisément au jardin botanique d'Entebbe (en) ; leur bonne acclimatation fait qu'en 1909, 200 kg de graines de théiers d'Assam sont importées pour les plantations gouvernementales de Kampala, qui aboutissent à une commercialisation en 1931. Sa production rivalise avec celle du Kenya jusqu'au début des années 1970, où le coup d'Etat d'Idi Amin Dada ainsi que l'instabilité politique et la guerre civile qui suivent provoquent une chute importante de la production et des exportations. Celles-ci se relèvent progressivement sous l'action de Yoweri Museveni. La régularité des pluies fait que les théiers de Mengo (en), Toro, Mityana, Masaka, Ankolé, Kigezi (en) et Bunyoro ne rentrent pas en phase de dormance, assurant une production toute l'année destinée majoritairement à l'export.

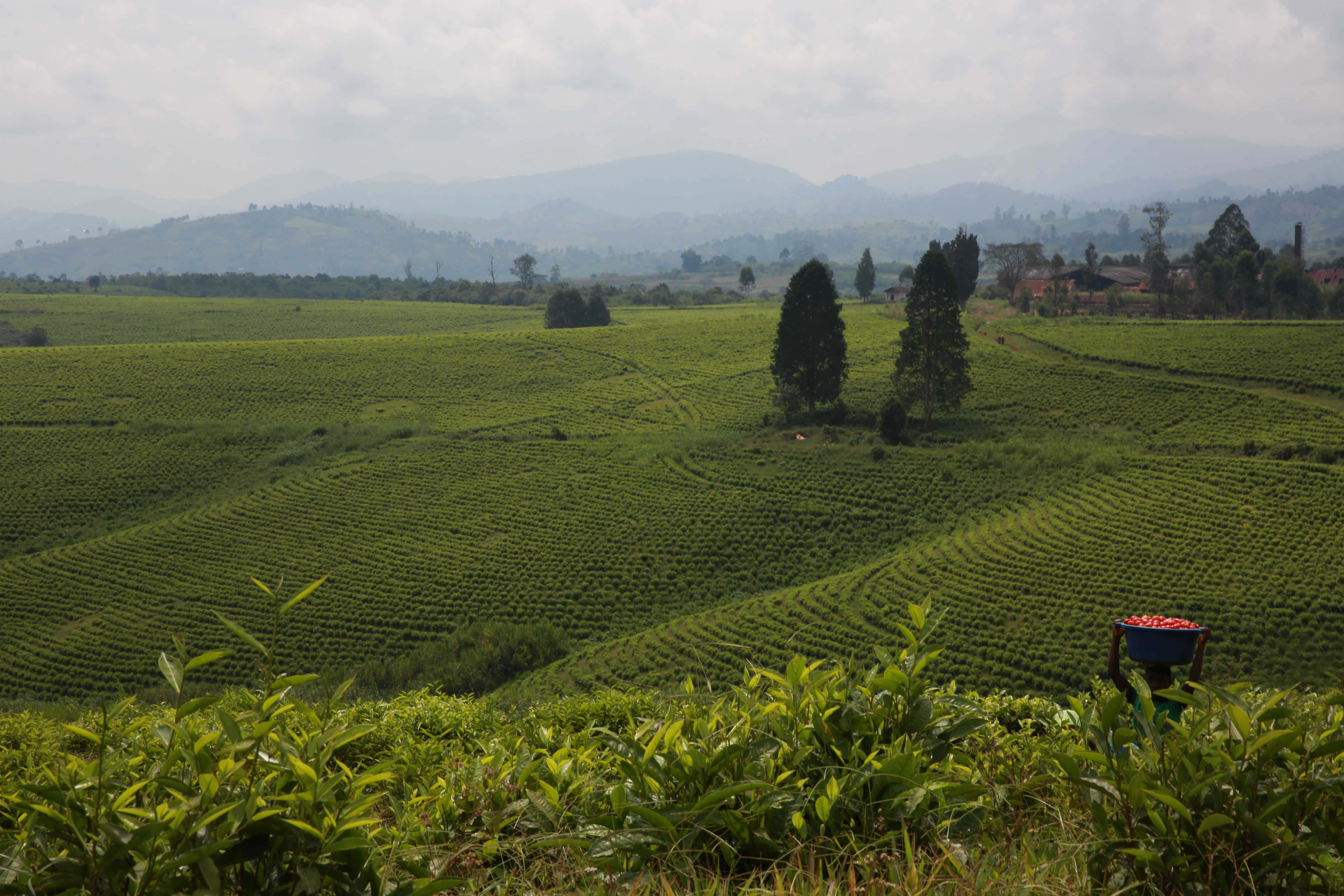
Culture du thé en république démocratique du Congo (Nord-Kivu), 2015. Le paysage brumeux est typique des plantations de thé, le théier préférant les climats humides et relativement peu ensoleillés.

En république démocratique du Congo, le thé est essentiellement produit dans les montagnes Kivu, dans des conditions similaires à celles de l'Ouganda.
Sous l'influence du Malawi, le Mozambique se met à la culture du thé dans les années 1920, dans le district de Milange, puis à Gurué, Socone et Tacuane, aux climats plus favorables. Si la production est encore peu importante jusqu'au début des années 1990 (1 500 t en 1995), elle ne cesse de grandir au cours du xxie siècle pour arriver à 32 000 t en 2017.
Le Zimbabwe suit l'exemple du Mozambique et commence ses cultures commerciales en 1925, à Chipinge et autour du mont Inyangani, avec des théiers de type Assamica.
Les premiers théiers du Cameroun datent de 1914 et sont plantés par les colons allemands au pied du mont Cameroun. Ces cultures ne se développent réellement, en parallèle de celles de Ndu et de Bafou, qu'à partir des années 1950.
Si ces mêmes colons introduisent le thé dès le début du xxe siècle en Tanzanie, c'est en 1930 que des plantations à grande échelle voient le jour, au pied des monts Usambara, à Mufindi (en), Rungwa (de) et Bukora. La production, très majoritairement tournée vers l'export, est dominée par les grands propriétaires ; les autres producteurs, qui représentent un tiers des récoltes, sont aidés par la Tanzania Tea Authority (de) qui leur assure l'achat de leurs recoltes.
Le théier est introduit en Éthiopie en 1928 par un colon britannique qui fournit des graines à divers fermiers de Gore ; l'un d'entre eux, le Libanais en exil Keynazmch Mejid Abboud, fonde en 1957 la première plantation commerciale du pays, Gumaro ; la seconde plantation du pays, Wush, est fondée quant à elle en 1973.

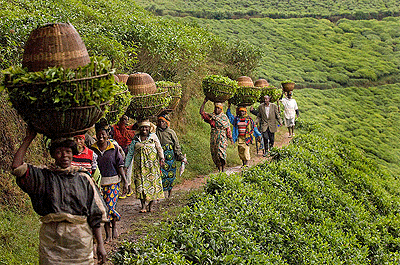
Théicultrices au Rwanda, 2017.

Le Rwanda commence à exporter du thé dans les années 1950. Celui-ci est essentiellement produit au sud-est du Lac Kivu et destiné à l'export. La guerre civile et le génocide des Tutsi provoquent un effondrement de la production sur la période 1993-1996,.
Au Burundi, les surfaces cultivées augmentent doucement des années 1960 au milieu des années 2010, et progressent fortement depuis ; la productivité quant à elle connait une explosition au tournant du xxie siècle. Le pays libéralise son secteur du thé en 2007 sur les conseils du Fonds monétaire international et le secteur privé gère dans la fin des années 2010 la moitié de l'industrie de transformation du thé. D'abord entièrement tourné vers l'exportation de thé noir en particulier vers le marché européen, l'office du thé du Burundi (en) inaugure en 2018 une usine de thé vert, plutôt tournée vers le marché asiatique.
Fait rare en Afrique, l'Afrique du Sud consomme la quasi-totalité de sa production de thé CTC. Si des théiers vivent dans le pays dès 1850 aux jardins botaniques de Durban, elle prend un tour commercial en 1877 avec l'arrivée de graines d'Assam. Les conditions climatiques difficiles, en particulier le vent et les sécheresses, pénalisent les rendements des plantations du KwaZulu-Natal et du Transkei.
À l'île Maurice, le thé est introduit dès 1760 par Pierre Poivre. Les colons français, qui occupent alors l'île, ne cherchent pas spécialement à développer la culture du thé et ce théier devient un spécimen de musée. C'est sous domination britannique, plus précisément sous la gouvernance de Robert Farquhar au xixe siècle, que les plantations commerciales se développent. Des années 1920 à la crise de 1929, les plantations sucrières remplacent celles de thé. La culture du thé se développe à nouveau, l'exportation reprenant en 1948 et un programme d'aide aux petits producteurs étant créé en 1955 : les récoltes sont alors mécanisées et ont lieu pendant la saison des pluies. Mais, au milieu des années 1990, l'industrie du sucre reprend le dessus et la production du thé redevient marginale,.

#### Amérique

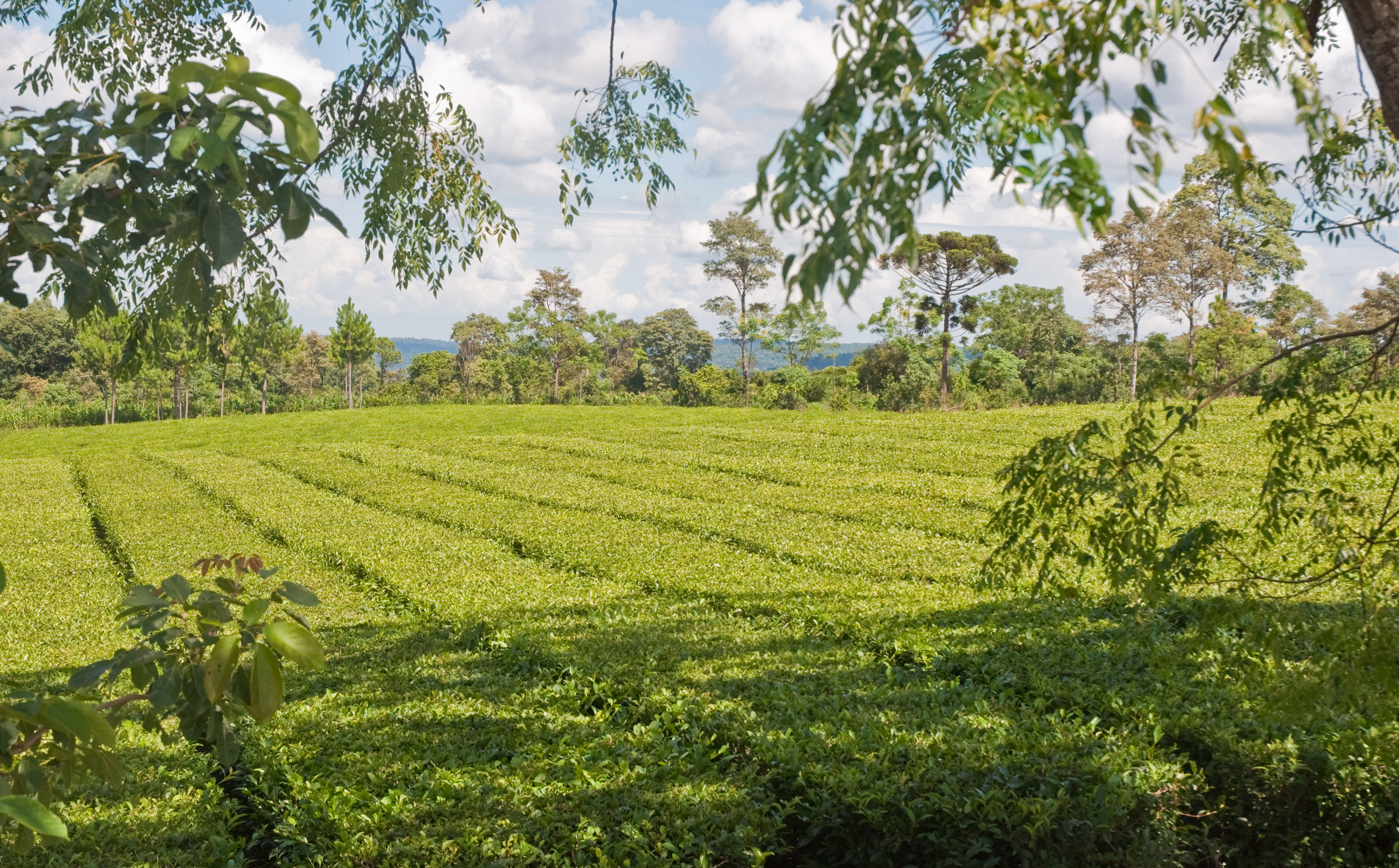
Plantations de thé dans la province de Misiones, en Argentine.

L'Argentine commence à se consacrer à la production de thé vers la fin des années 1940, dans la province nord de Misiones. Cette province produit à la fin du xxe siècle 95 % de la production nationale, le reste venant de la province de Corrientes. Des conditions climatiques difficiles font que la récolte est de faible qualité et destinée essentiellement à l'export pour des blends d'entrée de gamme.
Au Brésil, le thé arrive en 1818 lorsque Jean VI fonde le jardin botanique de Rio de Janeiro où sont alors plantées des graines de théiers rapportées de Chine. Grâce au travail d'experts chinois et d'esclaves, les cultures se développent dans le Minas Gerais et à São Paulo. Le secteur ne parvient pas à s'adapter à la fin de l'esclavage en 1888 et ne reprend que dans les années 1920 avec l'arrivée de migrants japonais à Registro. Torazo Okamoto, l'un d'entre eux, rapporte en 1935 des équipements d'usine du Japon et des graines de théier assamica volées dans des plantations d'Inde et du Sri Lanka. Si la production atteint 10 000 tonnes par an en 1994, elle redescend sous les 500 tonnes en 2016.
L'Équateur produit du thé depuis 1968, à 80 % destiné à l'export, en particulier vers les États-Unis.

#### Europe
L'île de São Miguel, aux Açores, offre un climat idéal pour la culture du thé. En 1878, deux Chinois (Lau-a-Pan et Lau-a-Teng) créèrent deux jardins de thé. La production se poursuit de nos jours, deux producteurs commercialisant une gamme de thés verts et fermentés (Chá Gorreana et Chá Porto Formoso (pt)) sur le marché portugais. Catherine de Bragance (1638-1705), princesse portugaise qui aimait boire du thé, l'aurait fait connaitre en Grande-Bretagne après son mariage avec Charles II. C'est son profil qui décore les boites à thé de la Companhia Portugueza do Chá, magasin lisboète pittoresque connu pour son Earl Grey aux bergamotes portugaises.
En Suisse se trouve une plantation de 1 000 théiers dans le Tessin, au-dessus d'Ascona, terrain acide favorable aux camélias, qui produit du thé vert chaque printemps dans un esprit japonisant.

#### Océanie
Des graines d'Assam sont apportées de Malaisie dans les années 1900 vers les jardins botaniques de Brisbane (en), en Australie. En parallèle, des théiers sont instroduits à Innisfail, mais ceux-ci sont ravagés en 1918 par un cyclone tropical. En 1930, les plants de Brisbane sont acclimatés en Papouasie-Nouvelle-Guinée, dans la province de Morobe. Le thé produit en Papouasie est CTC et destiné à l'exportation, tandis que la production très marginale de l'Australie est consommée sur le marché intérieur.

#### Investissements étrangers
Les pays importateurs peuvent parfois avoir un contrôle très fort sur la production du thé. C'est le cas du Japon, qui a investi en Chine, en Indonésie et au Vietnam pour produire des thés sencha à la manière japonaise et vendus sans toujours mentionner clairement leur pays d'origine.

### Cueillette

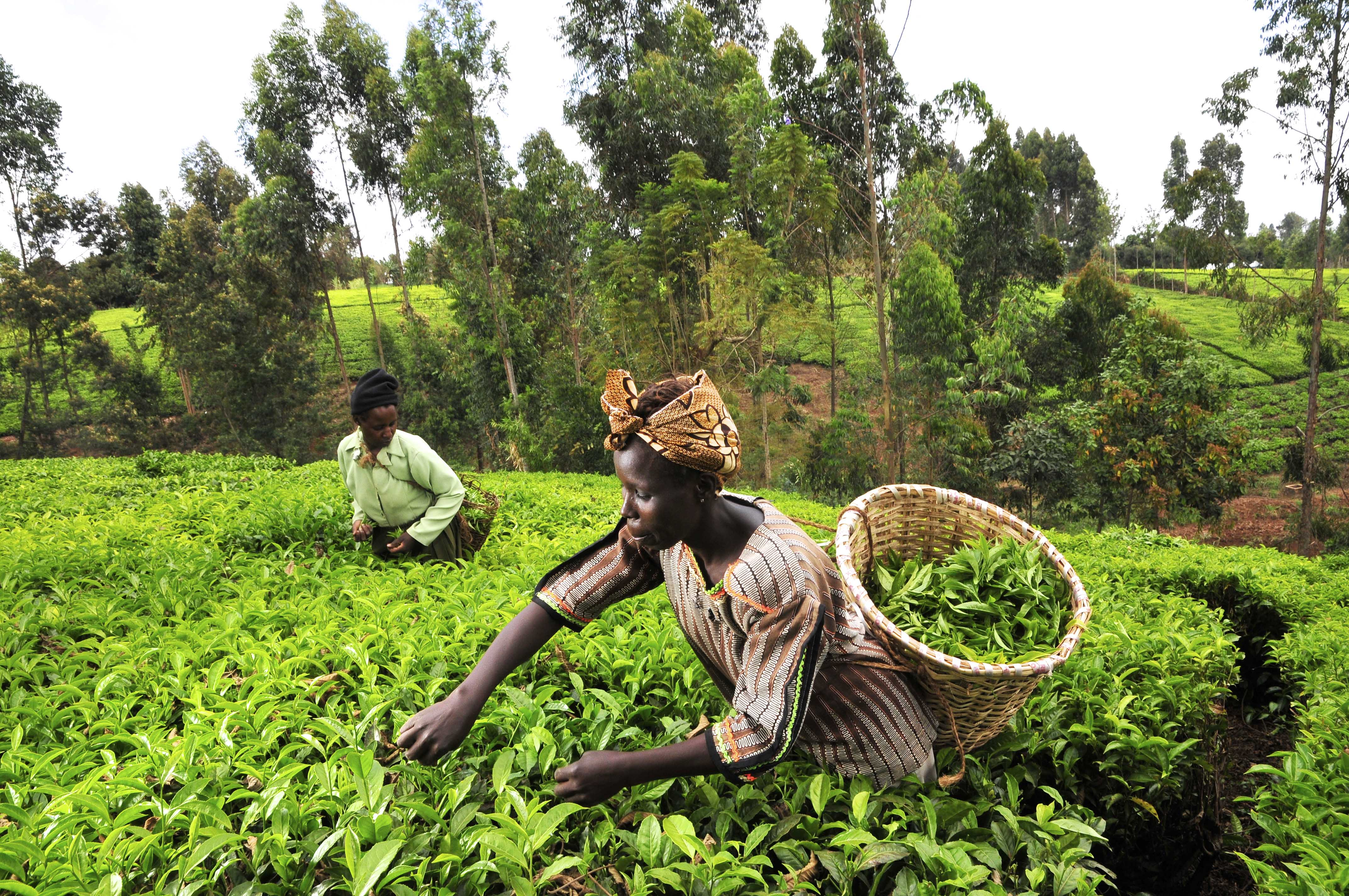
Récolteuse de thé au Kenya, 2010.

Le théier étant une plante vivace, la cueillette peut s'effectuer en principe toute l'année. Sa croissance varie fortement en fonction de la température et de l'humidité ; en conséquence, les cycles de récolte varient fortement en fonction de la région de culture et de la saison. Les récoltes ont ainsi lieu de janvier à décembre en Indonésie, en Inde du Sud et au Sri Lanka, quand elles ne sont pratiquées que d'avril à novembre en Inde du Nord, à Taïwan ou dans certaines provinces de Chine. À Darjeeling, les théiers sont récoltés 42 fois par an.

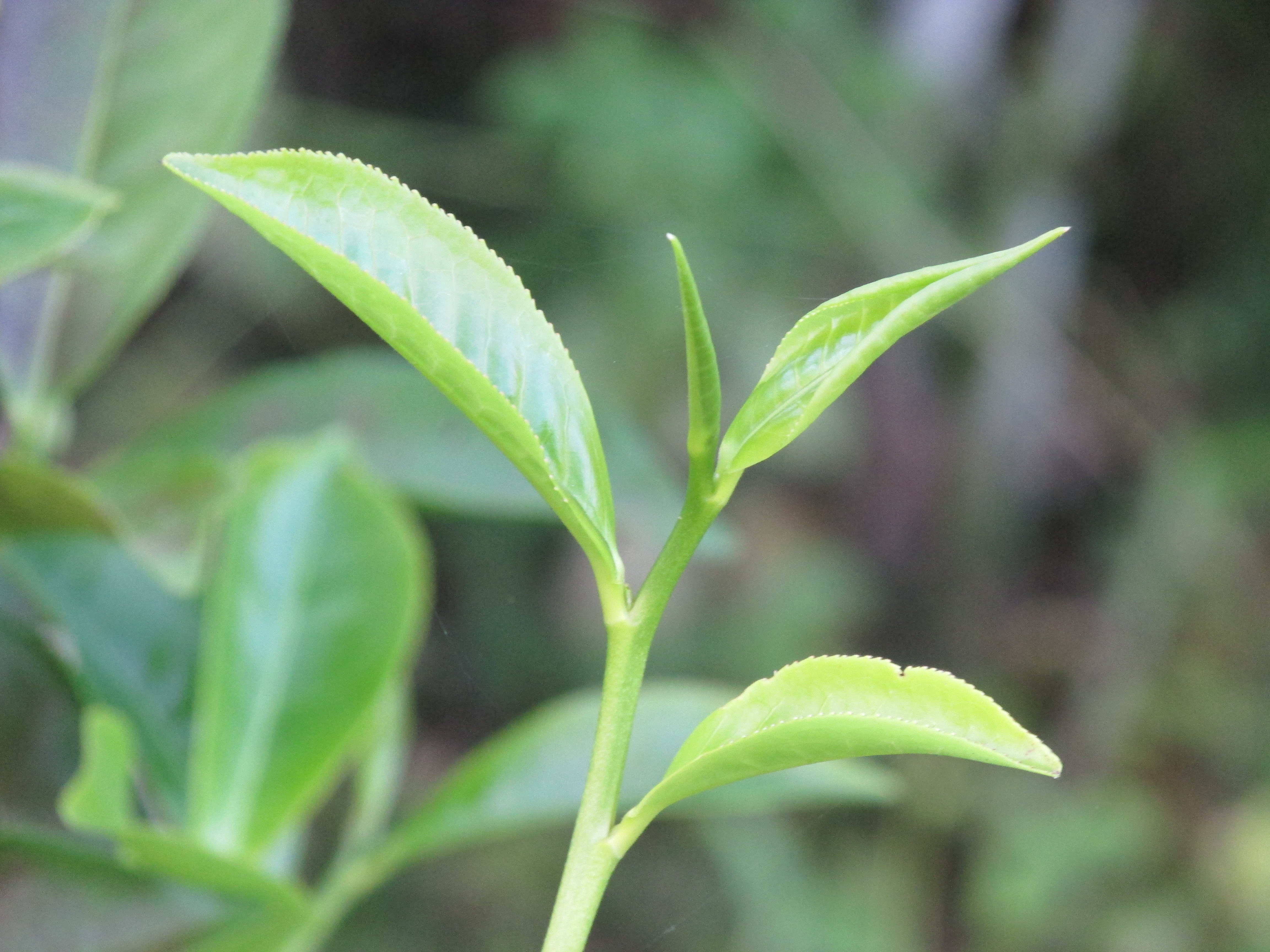
Bourgeon avec ses trois premières feuilles, dans plantation au Bangladesh.

Les cueillettes ont lieu par cycle de quatre à 15 jours, généralement long au printemps où la croissance est lente, et court en période de mousson où celle-ci s'accélère.
Les feuilles les plus jeunes sont vert clair. Ce sont les plus riches en substance (caféine, tanin, alcaloïdes, etc.) et celles qui donnent la boisson la plus goûteuse et la plus raffinée. À l'extrémité des branches se trouve un bourgeon recouvert d'un duvet blanchâtre, le pekoe (zh), qui signifie en chinois duvet blanc et qui est la jeune pousse enroulée sur elle-même. Ce bourgeon est particulièrement recherché. Plus on redescend sur la branche, plus les feuilles sont larges et moins la boisson sera savoureuse. On effectue donc plusieurs sortes de cueillette suivant la qualité recherchée de la boisson. C'est ce qui définit le grade du thé noir. Dans la cueillette dite « impériale », on cueille uniquement le pekoe plus une feuille, dans la cueillette « fine », le pekoe plus deux feuilles et dans la cueillette normale, le pekoe et trois feuilles ou plus.

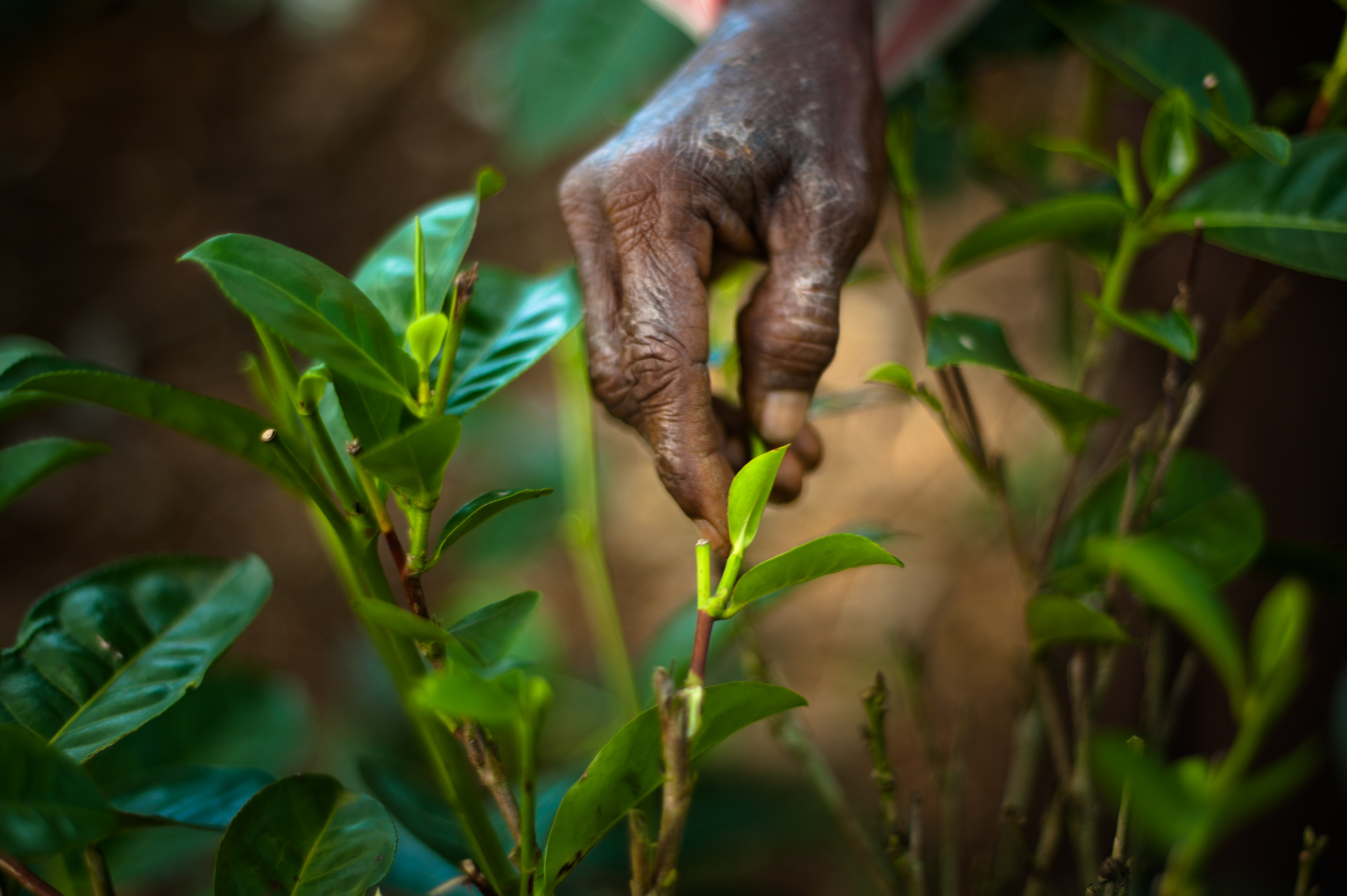
Geste de récolte à la main où le pouce maintient la tige en place tandis que l'index la rompt.

En plus de la position sur la branche, l'époque de récolte influence la qualité du thé : les premiers bourgeons de l'année, les plus riches en huiles essentielles en raison de la période végétative de la plante en hiver, sont les plus recherchés. Ainsi, les thés blancs du Fujian ne sont produits qu'à partir de la première récolte du printemps. Ces thés sont appelés « thés verts primeurs » en Chine (provinces de Fujian, Anhui, Zhejiang), [Quoi ?]en Inde (Darjeeling et Assam) et « Ichibanda » au Japon.
La cueillette s'effectue à la main en Chine, à Taiwan, en Inde et exceptionnellement au Japon pour les Gyokuro, en calant la jeune pousse entre l'index et le majeur, la brisant avec le pouce et la jetant par-dessus l'épaule dans le sac. Par cette méthode, il est possible de récolter jusqu'à 60 kg de feuilles en une journée de 8 h de travail. L'utilisation d'outils tels que ciseaux, faucilles ou taille-haies se fait au détriment de la qualité gustative et requiert un terrain plat. La mécanisation est pratiquée dans les régions où la main d’œuvre est chère ; au mieux, elle peut permettre de maintenir une bonne qualité de récolte, au pire, elle dégrade la qualité du produit et endommage le feuillage de la plante.
L'activité de cueillette est parfois fortement genrée : elle est ainsi exclusivement féminine au Sri Lanka, dans les régions de Darjeeling, en Assam et dans les Nilgiris en Inde, mixte quand elle est mécanique et féminine quand elle est manuelle au Japon, et mixte dans la région de Kangra, en Chine, à Taiwan ou au Kenya. Dans les régions où la cueillette est exclusivement féminine, on invoque comme justification la délicatesse, la dextérité et la patience dont les femmes feraient naturellement plus preuve.

### Types de thé et étapes de production

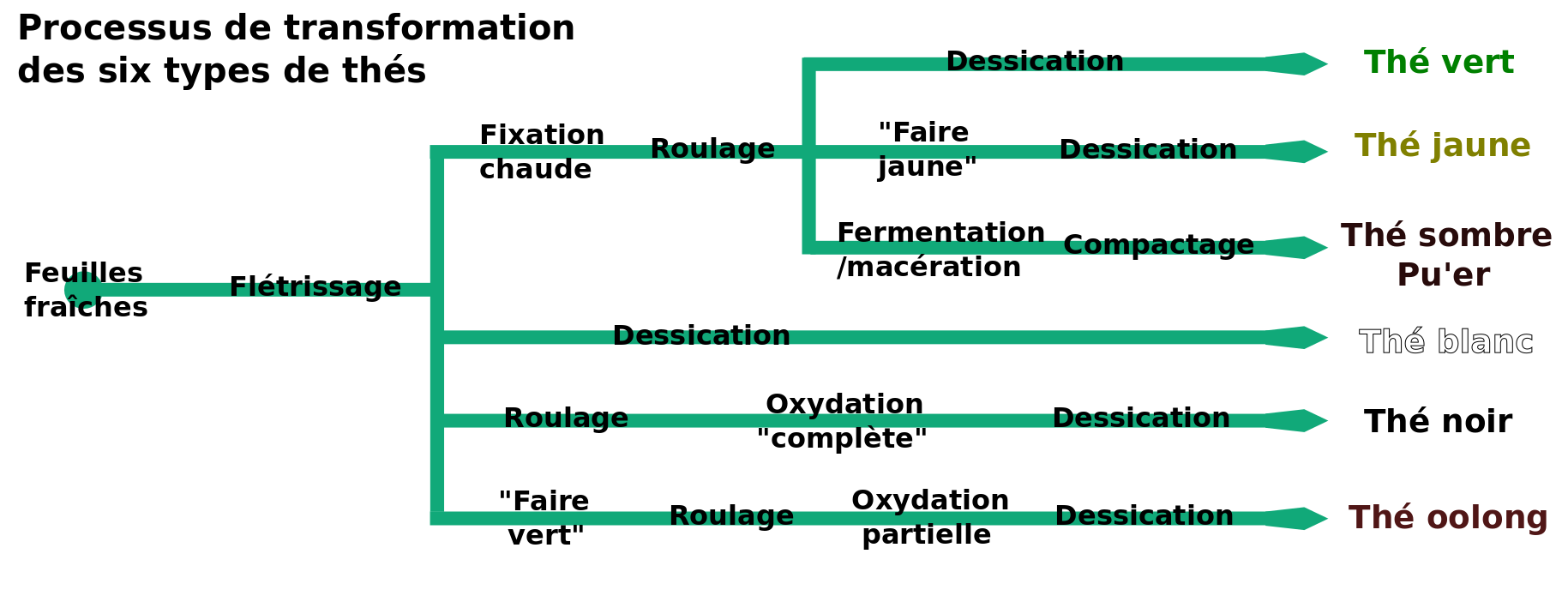
Étapes de production des différents types de thé.

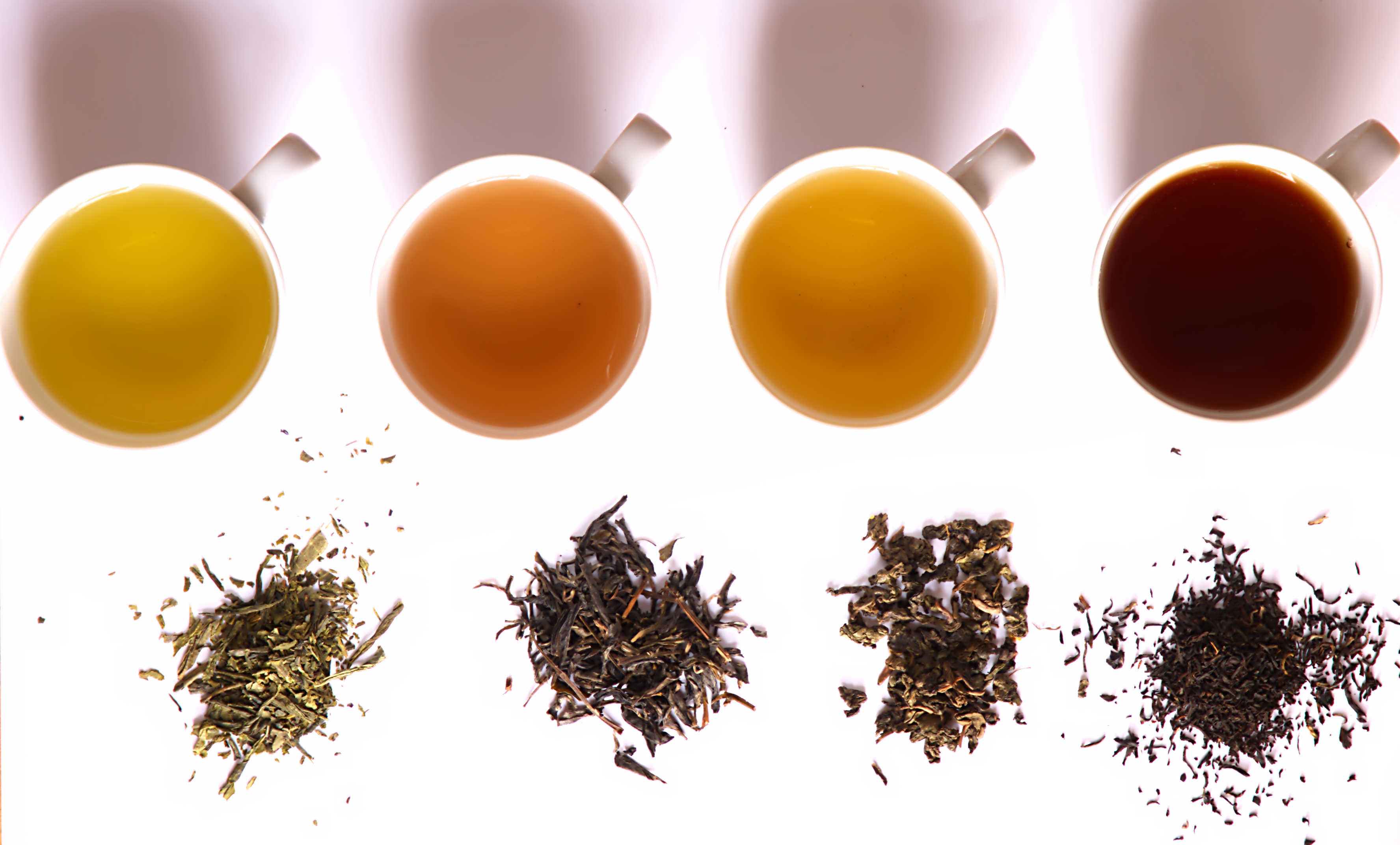
Différents thés selon leur fermentation : thé vert (bancha, Japon), thé jaune (Kekecha, Chine), Oolong (Chine) et thé noir (Assam, Inde).

Les familles de thés sont différenciées par leur couleur : noirs, verts, Oolong, jaunes, blancs et post-fermentés. Ils ne proviennent pas de différentes espèces de théier, comme on l'a longtemps cru en Occident, mais sont obtenus en traitant différemment les feuilles récoltées.
Parmi les principales étapes de la fabrication qui peuvent entrer dans chaque processus figurent :
- la cueillette
- le flétrissage
- la dessiccation
- l'oxydation (thés noirs, Oolong, jaunes)
- le roulage
- le séchage
- le triage ou tamisage
- la cuisson finale ou torréfaction (thés noirs, Oolong).

Les thés les plus simples ne comportent qu'une seule étape, la dessiccation. Les thés les plus élaborés peuvent compter jusqu'à 14 étapes distinctes incluant un vieillissement sur plusieurs années.[réf. nécessaire]
Ces différents processus de fabrication ont été codifiés à partir des années 1880 et leur mécanisation s'est généralisée à la suite de la Seconde Guerre mondiale[réf. nécessaire]. Pour les thés de qualité inférieure, le procédé CTC, mis au point dans les années 1930, permet même un traitement mécanisé des feuilles après leur flétrissage.
En plus des opérations décrites ci-dessous, les feuilles de thé sont parfois façonnées à la main en boules, en fleurs, en dragons, etc.

#### Thé noir
Un thé noir est un thé qui a subi une oxydation complète. La plupart des thés consommés en Occident sont des thés noirs, en référence à la couleur des feuilles. Les Chinois les nomment thés rouges en référence à la couleur de l'infusion. En Chine, l'appellation thé noir désigne les thés post-fermentés, d'où un risque de confusion pour le consommateur.
Les thés noirs communément commercialisés en Occident sont issus d'un processus de fabrication mis au point par les Britanniques, en Inde, au milieu du XIXe siècle. Les Britanniques se sont inspirés des méthodes chinoises, qu'ils ont largement rationalisées[évasif] et simplifiées, introduisant notamment l'usage de machines (broyeuses, séchoirs, tamis, etc.), là où les Chinois continuent à préparer les thés à la main.
Les thés noirs sont classés en grade qui renseigne sur la finesse de la cueillette et la taille de la feuille de thé (entière, brisée, broyée).

##### Le procédé orthodoxe
- Le flétrissage (18 à 32 heures) : permet de retirer une partie de l'humidité présente dans les feuilles fraîches.
- Le roulage (30 minutes) : les feuilles sont roulées, cela a pour effet de briser les cellules de la feuille qui libéreront des enzymes permettant une meilleure fermentation.
- L'oxydation (1 à 3 heures) : les feuilles sont mises à reposer dans une pièce chaude et humide.
- La dessiccation (20 minutes) : pour arrêter la fermentation, on soumet les feuilles à une température de 90 °C.
- Le tamisage : il s'agit de trier les feuilles et de les emballer.

##### Procédé CTC

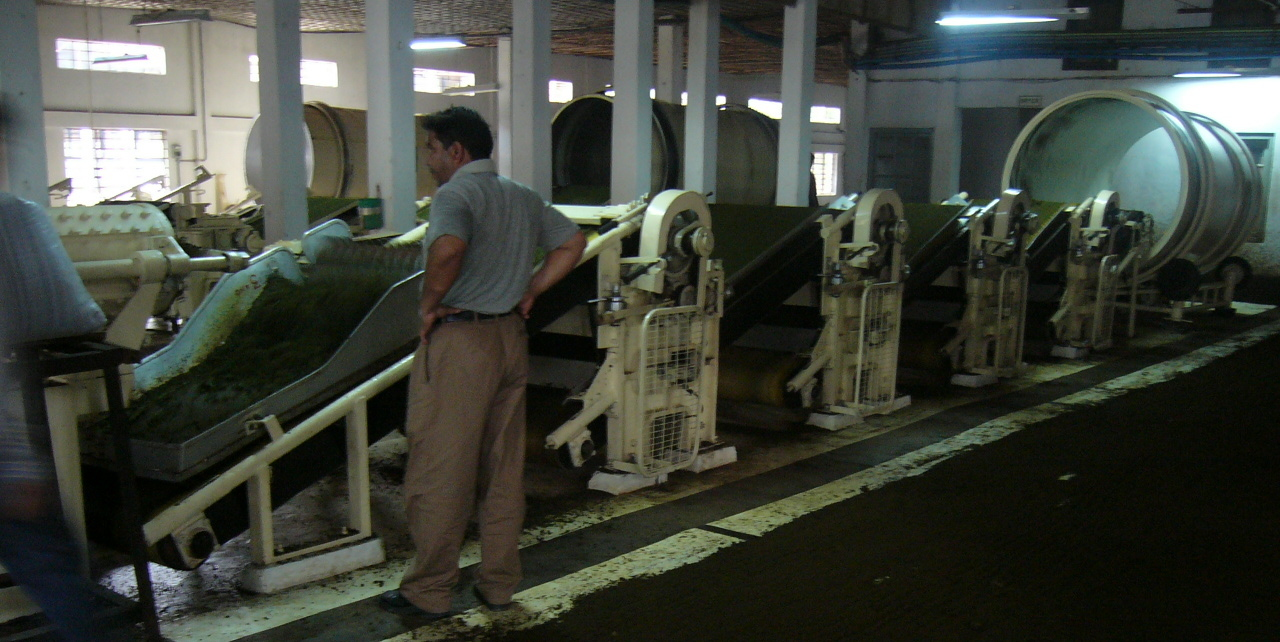
Procédé CTC : le thé passe entre deux cylindres munis de lames jusqu'à prendre la forme de boules, pour ensuite rejoindre le ghoogi qui les roule. Usine de thé de Srimongol, Bangladesh, 2007.

Dans le procédé CTC (crushing, tearing, curling, soit broyage, déchiquetage et enroulement), après avoir été légèrement flétries et coupées, une seule machine écrase les feuilles pour en extraire l'eau, les déchiquette, les roule en balles pour accélérer leur fermentation, avant qu'elles ne soient transportées au séchoir. Elles sont ensuite roulées dans un ghoogi (tonneau tournant sur lui-même). Cette technique traite une grande quantité de thé à la fois, y compris celle qui était autrefois gaspillée. Elle permet un gain de temps et une économie de main-d’œuvre, et donc un profit supplémentaire pour les industriels.
Dans les années 1930, ce procédé, qui a l'avantage de provoquer une infusion plus intense, ne rencontre pas le succès, les amateurs de thé lui reprochant son goût trop fermenté et sa pauvreté arômatique ; ce n'est qu'après la Seconde Guerre mondiale qu'il rencontre son public grâce à l'industrie du sachet de thé.

#### Thé vert
Le thé vert est un thé dont les feuilles, après la cueillette, sont le plus souvent flétries et chauffées à haute température, afin de neutraliser les enzymes responsables de l'oxydation. Elles sont ensuite roulées et séchées plusieurs fois afin d'obtenir une forme particulière. On peut distinguer deux méthodes principales pour obtenir du thé vert. La méthode chinoise, d'une part, par laquelle les feuilles sont chauffées dans de grandes bassines de cuivre placées sur le feu ; la méthode japonaise, d'autre part, par laquelle les feuilles sont chauffées à la vapeur, très brièvement, en moins d'une minute, avant d'être roulées et séchées.

#### Oolong
Thés d'origine chinoise, aussi appelés Wulong (« dragon noir »), thés semi-oxydés ou incorrectement semi-fermentés, les Oolong sont également désignés en Chine par leur couleur : qïng chà « thé bleu-vert ». La famille des Wulong regroupe des thés que l'on peut situer entre les thés verts et les thés noirs, selon leur degré d'oxydation. On distingue ainsi les Wulong verts (qui subissent une oxydation de 10 à 30 %) des Wulong noirs (qui peuvent être oxydés jusqu'à 70 %).
Les Wulong sont produits principalement en Chine et à Taïwan, mais quelques-uns sont également produits dans la région de Darjeeling en Inde. Le processus de transformation des Wulong verts Taïwanais fait que ceux-ci sont roulés en petites boules (comme les dongding), alors que ce n'est pas le cas pour les wulongs verts et noir de Chine (exception faite du Wulong de Chine Tie Guan Yin).

#### Thé jaune
Thés d'origine chinoise, les plus fins et souvent les plus rares des thés, très délicats, ce sont des thés verts qui subissent une légère fermentation à l'étouffée (traditionnellement dans un panier en osier recouvert de paille) et leurs feuilles ne sont pas travaillées. Seuls les bourgeons duveteux sont utilisés[réf. nécessaire].

#### Thé blanc
Thés d'origine chinoise, à l'instar des thés jaunes, ils sont très délicats et subissent une très légère oxydation, seulement en surface. Les trois premières feuilles, dont le bourgeon, peuvent être présentes, toujours entières. Elles sont simplement flétries, puis séchées.

#### Thé post-fermenté
Au contraire des Occidentaux, les Chinois appellent « thés noirs » les thés post-fermentés, en raison de la couleur très sombre de leur infusion. Peu connus en Occident, ces thés y sont parfois désignés par les termes de thé sombre ou thé noir-noir. Le plus célèbre d'entre eux est le thé Pu-erh, originaire du Yunnan.
Les thés post-fermentés ont connu une oxydation non enzymatique différente de celle des thés noirs. Deux procédés coexistent pour les produire. Traditionnellement, les thés post-fermentés sont obtenus à partir de feuilles de thé que l'on torréfie pour stopper toute oxydation enzymatique, puis que l'on compresse et enfin conserve pendant une longue période de plusieurs années durant laquelle a lieu un processus complexe d'oxydation non enzymatique et de fermentation longue. Ce type de thé est désigné en Chine comme « cru » et est millésimé.
Au milieu des années 1970 a été inventé un procédé permettant d'obtenir rapidement un thé imitant la longue post-fermentation du thé cru. Après la torréfaction, le thé est maintenu dans une atmosphère très humide, proche du compostage, qui permet une post-fermentation accélérée. Le thé est ensuite souvent compressé. Ce type de thé post-fermenté est désigné en Chine comme « cuit ».
Les thés post-fermentés ont la particularité de se bonifier avec le temps : leur âge est ainsi un élément essentiel de leur prix. Ils ont un goût très particulier, terreux, évoquant le cuir, les feuilles humides ou les champignons. L'infusion est particulièrement âcre chez les thés jeunes (surtout pour les « cuits ») ; elle s'adoucit et s'enrichit en vieillissant.

#### Mélanges de thé
Les mélanges ou blends sont des associations de plusieurs thés nature issues de diverses plantations. Ils sont réalisés afin de garantir un produit final aux qualités gustatives et olfactives constantes, préservé des aléas des récoltes et de la pousse des plantes, et les industriels britanniques dominent cette étape de production. Ces mélanges peuvent aussi être réalisés pour avoir un produit mélangeant le meilleur des diverses productions : les thés noirs d'Inde et de Chine servant de base et apportant la couleur, auquel on ajoute un peu de Lapsang souchong pour un goût fumé, du Darjeeling pour du fruité ou du thé vert pour des arômes végétaux. Les thés du matin, riches en caféine (« théine ») et souvent consommés avec un peu de lait, se composent plus souvent de thés d'Assam, du sud de l'Inde, du Sri Lanka et du Bangladesh, tandis que ceux de l'après-midi mélangent des thés d'Assam ou du Sri Lanka avec des Darjeeling.

#### Thés parfumés

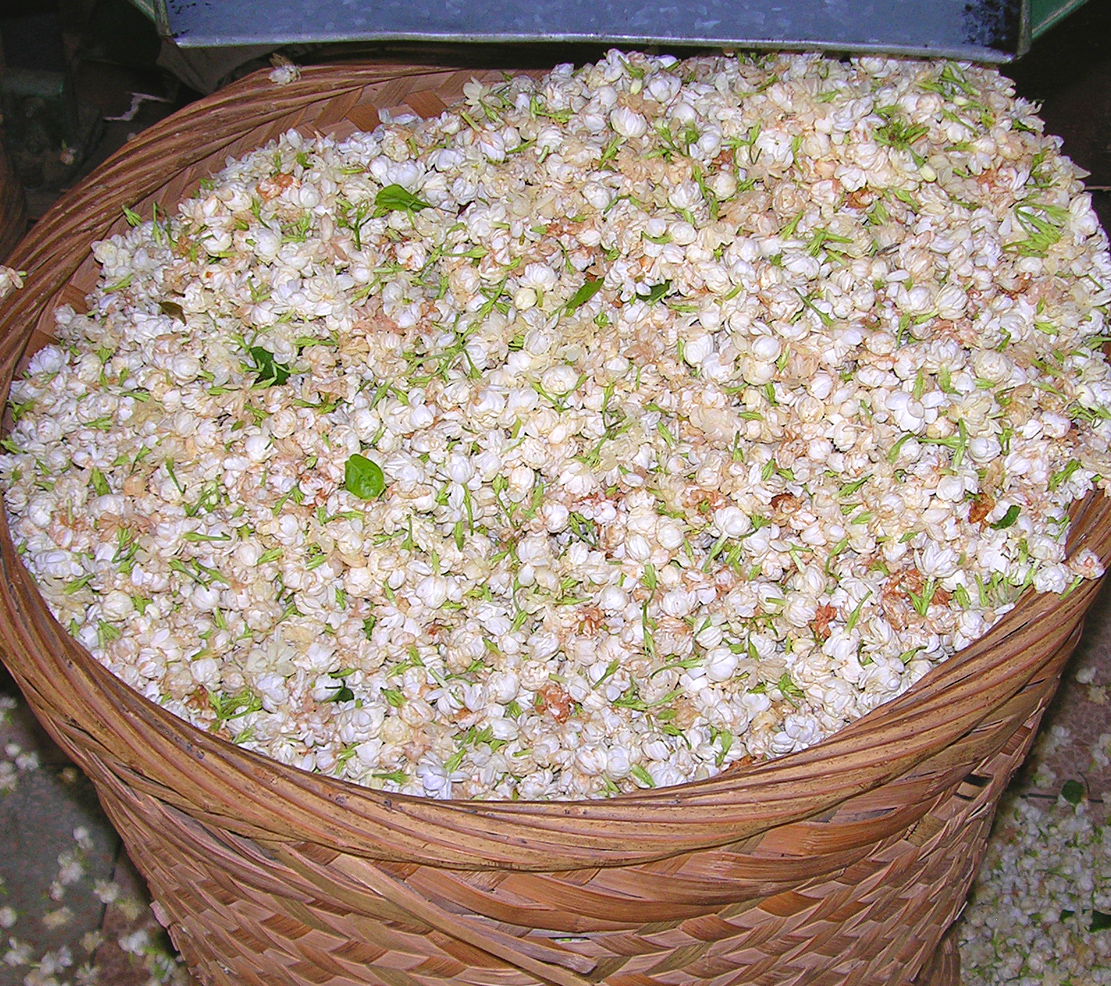
Boutons de jasmin posés sur du thé vert, province de Fujian, Chine, 2007.

Le thé au jasmin est fabriqué dans les plantations en mélangeant à la tombée de la nuit des fleurs de jasmin aux feuilles de thé, qui en sont retirées à l'aube. L'opération peut être répétée trois, cinq ou neuf fois suivant la qualité recherchée.[réf. nécessaire]

#### Thés aromatisés
Les thés aromatisés sont très généralement produits par pulvérisation d'essence ou d'huile essentielle sur les feuilles, puis ajout de fleurs, zestes et pelures de fruits pour raisons esthétiques. Cette opération est réalisée dans les pays importateurs, qui peuvent ensuite réexporter le mélange.

### Conditions de travail

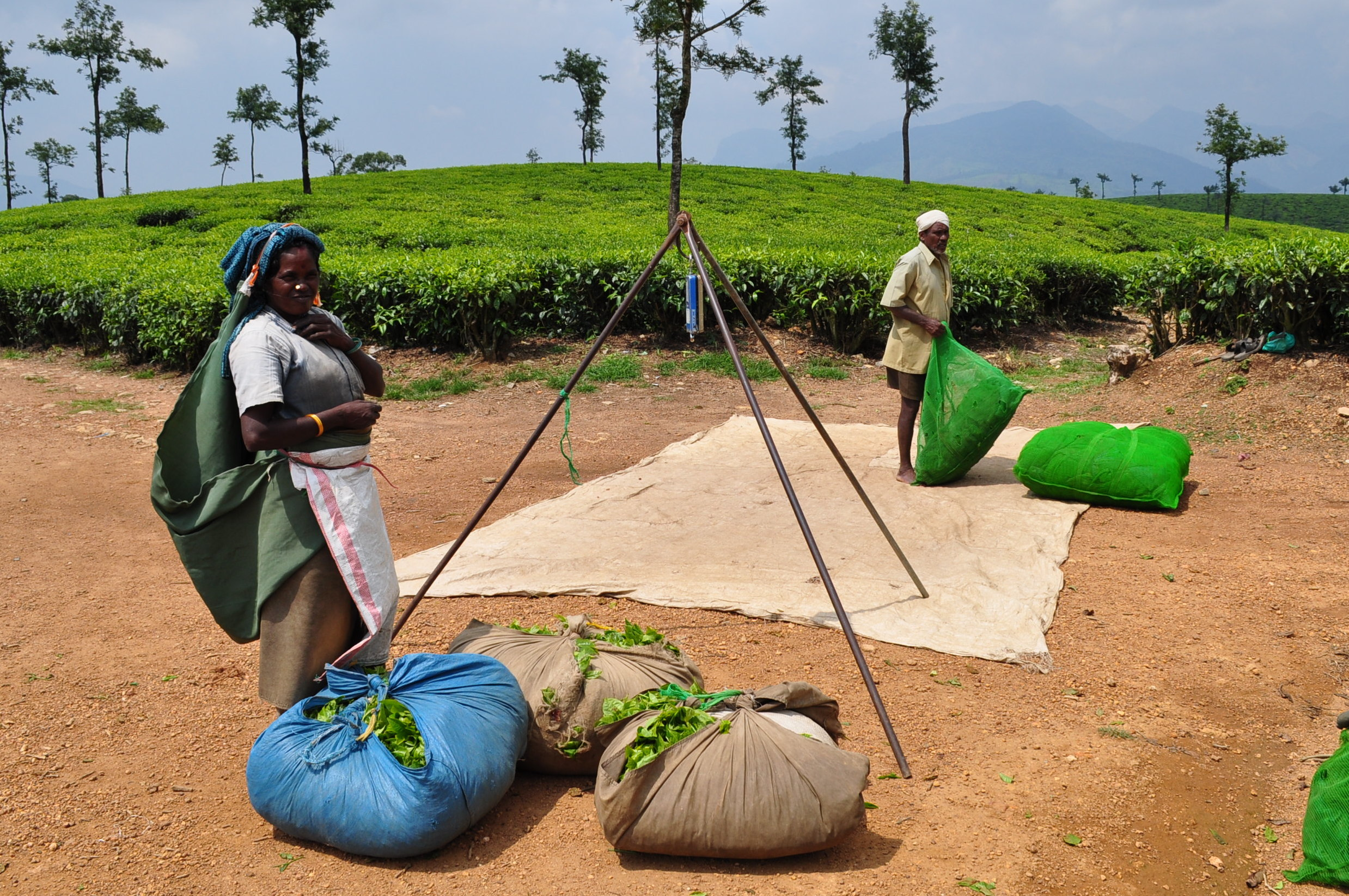
Travailleurs de thé à Tamil Nadu (Inde) pesant leur récolte de thé de la journée. La rémunération au poids est associée à des revenus très bas, et le transport de charges lourdes (les sacs peuvent atteindre 60 kg) est source de troubles musculosquelettiques.

Les conditions de travail varient d'un pays à l'autre et au sein d'un même pays, suivant la qualité du thé produit. Un thé de plus haute qualité exige plus de savoir-faire sur toute la chaîne de production, donc des travailleurs qualifiés plus difficiles à recruter sur le marché de l'emploi.
Au Bangladesh, en 2016, 359 085 personnes vivaient dans les plantations de thés et leurs alentours, ce qui correspond à 89 812 travailleuses et travailleurs enregistrés et 10 592 occasionnels. Les conditions de travail sont particulièrement difficiles. Majoritairement originaires d'autres régions des Indes britanniques, ils et elles vivent avec moins d'un dollar par jour, soit trop peu pour se nourrir suffisamment. Les femmes, qui représentent près des deux tiers des travailleurs, souffrent de conditions de travail pires que celles des hommes. Les enfants des ouvriers agricoles travaillent généralement aussi dans les plantations, parfois pour y rester toute leur vie. Plus de la moitié des travailleurs sont nés dans la plantation dans laquelle ils travaillent, et le reste est très majoritairement né dans une plantation voisine. Alors que le pays a considérablement travaillé sur les objectifs du millénaire pour le développement, les conditions de vie dans les plantations de thé évoluent peu, car les autorités considèrent qu'elles relèvent de la responsabilité de celles-ci et non de l’État. Malgré le travail de l'organisation internationale du travail, le dialogue social entre le gouvernement bengali, les syndicats de travailleurs et les organisations patronales reste faible voire inexistant.

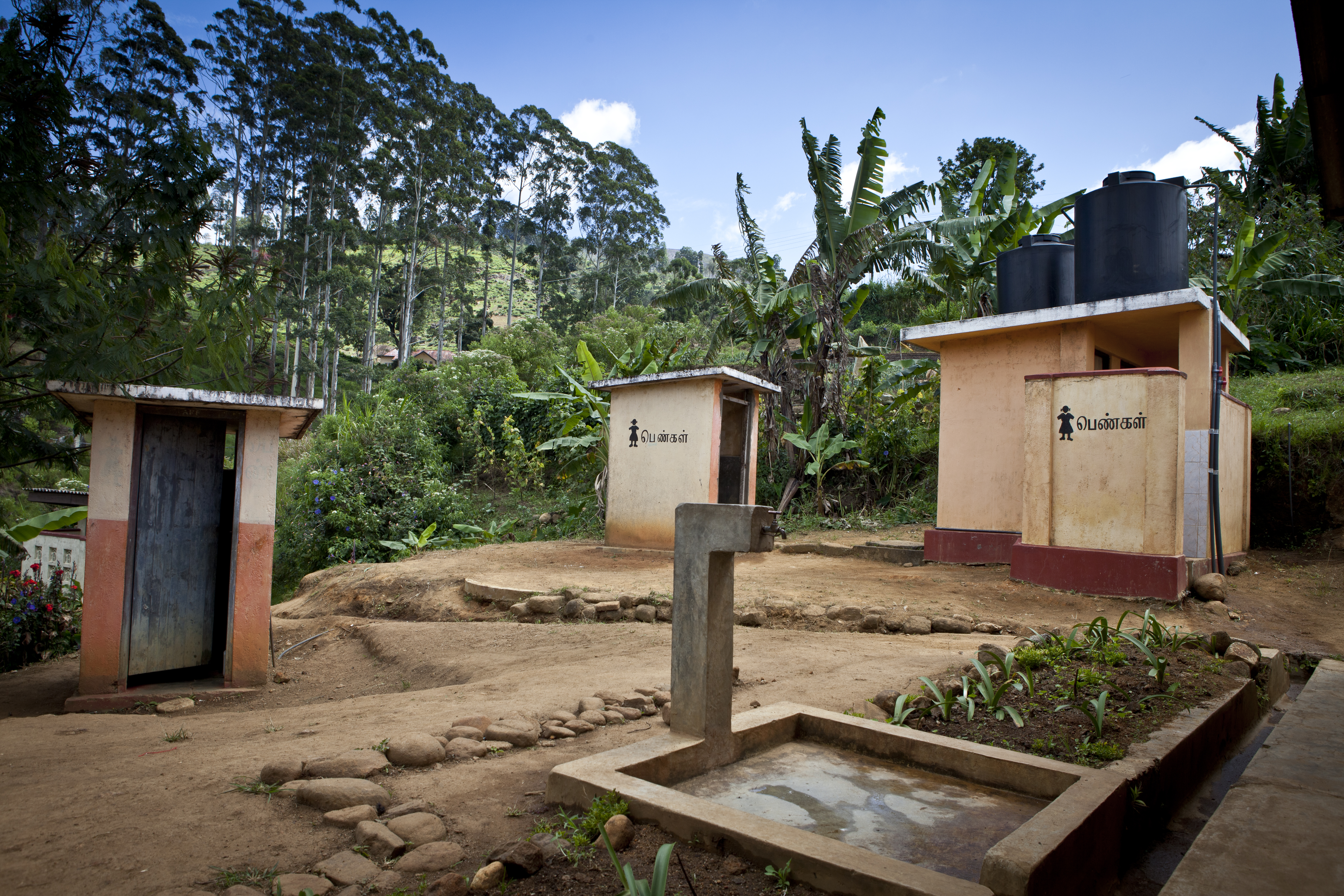
Toilettes de l'école de la plantation de Bogawana, financées grâce à l'aide internationale du gouvernement australien.

En Inde, une enquête de 2015 de la BBC dans les plantations d'Assam d'Amalgamated Plantations Private Limited (APPL), fournisseur notamment de PG Tips, Lipton, Tetley et Twinings, révèle des conditions de vie similaires, avec un manque criant de sanitaires, des logements insalubres, 90 % des travailleurs souffrant de malnutrition, un salaire de 115 roupies par jour (inférieur au salaire minimum de la région, 177 roupies), du travail infantile et une exposition aux pesticides sans équipement adapté, provoquant de graves problèmes respiratoires,. La Société financière internationale a investi dans les plantations d'APPL pour en améliorer les conditions de vie, mais les résultats en étaient très insatisfaisants en raison d'un manque d'implication de la société.
En 2019, une ONG britannique attaque le regroupement de plantations de thé du Kenya James Finlays (en) pour non-respect des normes de travail, en particulier concernant le matériel de protection contre le bruit et le transport de charges lourdes.

### Impact environnemental

#### Sols

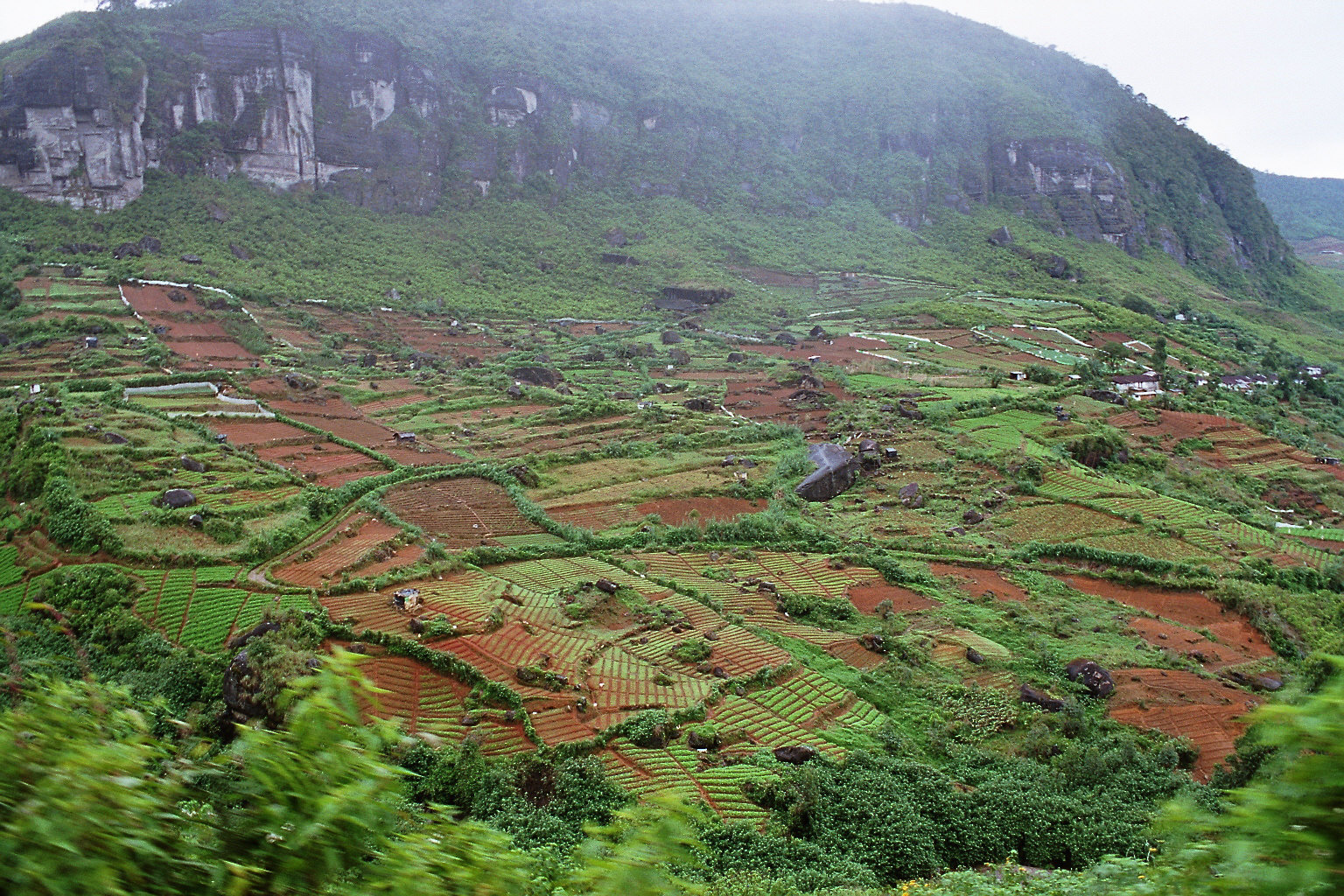
Plantations de thé au Sri Lanka. Les théiers prennent la place de la forêt, plus riche en biodiversité, et la culture laisse exposée beaucoup de terre, accélérant son érosion.

Dans une étude réalisée au Sri Lanka en 1985, il est souligné que les plantations de thé sont particulièrement éprouvantes pour les sols, en particulier comparé au caoutchouc et à la noix de coco, les deux autres cultures dominantes du pays : cela est dû aux pratiques agricoles différentes, et aussi au fait que les plantations de théiers sont généralement en pentes. Depuis l'introduction des cultures de thé, les sols ont ainsi perdu près de 30 cm, alors que les sols y sont naturellement peu érodables. Parmi les causes d'érosion, sont cités le désherbage au grattoir, qui expose une grande quantité de sol tout en retournant la terre ce qui la rend susceptible d'être emportée par le ruissellement de l'eau de pluie ; le non-remplacement des théiers morts, qui augmentent la surface d'exposition, et, enfin, la multiplication des théiers à partir de graines plutôt que de boutures : ces théiers poussent alors de manière hétérogène, exposant le sol.
Afin de réduire l'érosion, il est possible d'utiliser des cultures de couvertures, sélectionnées pour ne pas entrer en compétition avec le thé, tels que drymaria cordata (en), oxalis corymbosa (zh), oxalis latifolia et oxalis corniculata ; de bannir le désherbage à la main pour le remplacer par l'usage d'herbicides ; d'utiliser du compost à base d'herbe, telle que tripsacum laxum (en) ; de remplir les espaces laissés vacants entre les théiers par cette herbe, eragrostis curvula (en) ou cymbopogon conferiiflorus et l'utilisation de drainages latéraux.

#### Écosystèmes
Les plantations de thé se font sur des espaces préalablement occupés par des forêts ; l'extension des surfaces cultivées se fait ainsi au prix d'une déforestation et menace ainsi la faune et la flore qui y vivaient. L'influence sur la biodiversité s'étend au-delà des espaces agricoles : une étude sur l'influence de la culture du thé sur les populations d'invertébrés des cours d'eau dans les montagnes du monts Usambara a révélé que la proximité des plantations est associée avec une baisse des effectifs, sans mettre en évidence une influence quant à la diversité des espèces observées.

#### Eau

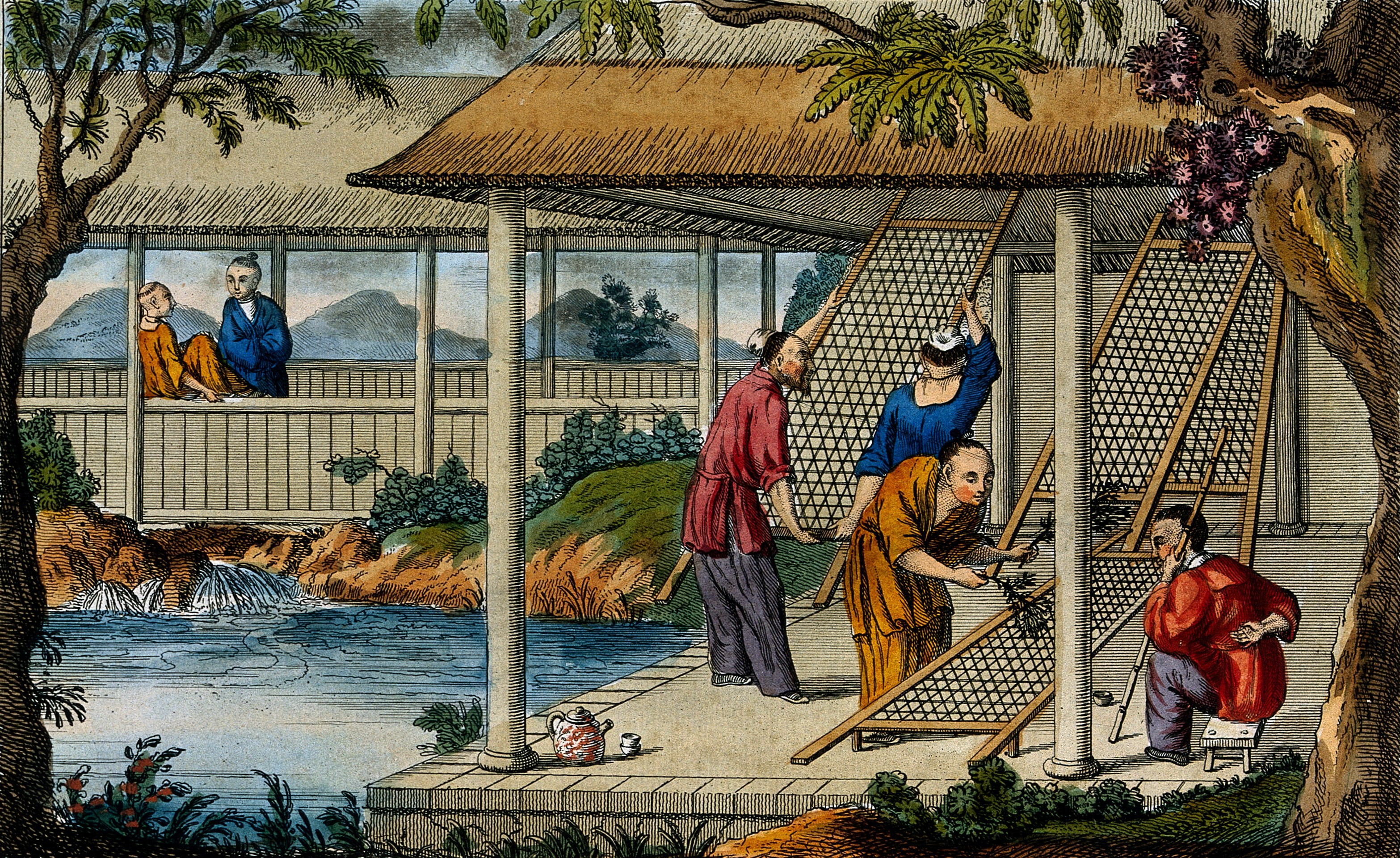
Travailleurs chinois lavant les égouttoirs servant à faire sécher le thé, consommant ainsi de l'eau virtuelle. Gravure à l'eau-forte colorisée du début du XIXe siècle conservée à la Wellcome Collection.

L'eau virtuelle consommée pour produire du thé varie de pays à pays : elle est par exemple, sur la période 1995-1999, de 4 978 m3 par tonne en Inde, 12 247 m3 au Sri Lanka et 16 604 m3 en Chine. En Inde, cette eau est consommée à 25 % pendant la phase de croissance de la plante (feuille fraiche), à 50 % pendant la phase de roulage des feuilles (feuille roulée), et à 25 % pendant la phase d'oxydation (produit final), mais chaque étape a elle-même une forte variabilité par pays. Ainsi, la Turquie ne consomme que 1 828 m3 d'eau par tonne de feuille fraiche contre 4 046 m3 en Ouganda ; le Japon ne consomme en moyenne que 3 202 m3 pour sa phase de roulage contre 6 014 m3 pour le Bangladesh et enfin, l'Inde consomme encore l'équivalent de 1 394 m3 contre 4 649 m3 pour la Chine pour arriver au produit final.

#### Dioxyde de carbone
L'empreinte carbone du thé provient à environ 50 % de la consommation d'énergie pour faire bouillir de l'eau, à 35 % du processus agricole et à 15 % de la transformation, le transport et la distribution ayant un impact négligeable[source insuffisante]. Dans le processus agricole, c'est la fabrication des engrais, en particulier des engrais azotés, qui est la plus gourmande en énergie. Pour la transformation du thé, ce sont surtout le roulage mécanique et le séchage à air chaud, consommateurs d'électricité, qui sont émetteurs indirects d'émissions carbones.

#### Changements climatiques
Comme plusieurs autres produits agricoles, le thé est très sensible aux changements climatiques. En effet, des phénomènes tels que l'augmentation de l'écart entre les niveaux de précipitations et leur irrégularité causent de nombreux problèmes tels que de l'érosion, des inondations, mais également des périodes de sécheresse. Une trop grande quantité d'eau a aussi des effets négatifs sur la concentration en composés métabolites secondaires du thé, facteur important en ce qui concerne son goût et sa qualité fonctionnelle, pouvant être jusqu'à 50 % plus basse dans ce cas. Parfois, l'installation coûteuse d'infrastructures telles que des systèmes d'irrigation est nécessaire pour compenser la quantité d'eau provenant des précipitations. L'augmentation générale de la température ambiante pose également problème, principalement car cette augmentation permet à certains types d'insectes et de parasites nocifs pour le théier de survivre, causant ainsi des infestations, ce qui n'était normalement pas le cas sous des conditions climatiques habituelles. Cela encourage, entre autres, une utilisation accrue d'engrais et de pesticides chimiques. En réponse à ces problématiques et aux nouvelles tendances du marché, de nombreux producteurs se tournent maintenant vers un mode de production biologique.

#### Production de thé biologique
L'industrie du thé est également concernée par le développement durable promouvant des normes écologiques et sociales. En Chine, elle démarre en 2000. En Inde, est lancé en 2012 le programme Trustea, rassemblant producteurs, industriels et ONG. Hormis en Inde et en Chine, c'est principalement au Kenya, au Japon et au Viêt Nam que l'on rencontre de l'agriculture biologique.
La production de thé biologique est toujours en hausse. Elle atteint 3 500 tonnes en 2003. La majorité de la production de ce thé (environ 75 %) est destinée à la France, à l'Allemagne, au Japon, au Royaume-Uni ou aux États-Unis.[Passage à actualiser][réf. souhaitée]
Deux motivations principales poussent au passage à l'agriculture biologique : le problème de l'épuisement des sols, qui provoque des pertes de rentabilité, incite les producteurs à adopter des méthodes durables d'agriculture ; et le marché occidental, où le label bio permet de nouveaux débouchés. Cet intérêt occidental pour le bio est alimenté par les rapports d'ONG, telles que Greenpeace, qui a publié en 2012 pour la Chine et en 2014 pour l'Inde des études listant les pesticides reconnus dangereux pour la santé retrouvés dans les échantillons de thé analysés. En 2017, le magazine 60 Millions de consommateurs révèle la présence de pesticides — jusqu'à 17 par échantillon — retrouvés dans les sachets de thé au cours d'une étude portant sur 26 marques de thés verts et noirs commercialisés en France.
Toutefois, la démarche de certification est chère et de nombreux producteurs adoptent les recommandations de l'agriculture biologique sans en obtenir le label.
Parmi les démarches concrètes effectuées en agriculture biologique, on peut citer l'utilisation de compost comme fertilisant, comme les scories des graines de ricin en Inde du Sud, l'introduction de vers de terre dans les plantations, qui permettent aussi d'améliorer le drainage et l'aération des sols, et d'oiseaux et d'insectes mangeant les parasites du théier. La table de cueillette est aussi abaissée afin de limiter la surface exposée aux nuisibles du théier. Enfin, afin de limiter la contamination par les pesticides employés dans les plantations voisines, les parcelles en agriculture biologique sont entourées d'essences d'arbres servant à faire écran.

## Commerce

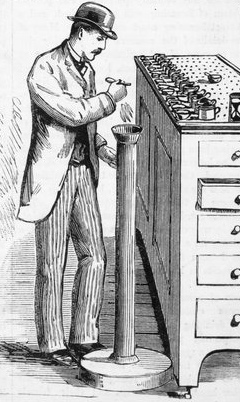
Détail d'une gravure de 1885 représentant, dans une vente aux enchères de thé en Australie, un trader goûtant différents échantillons (Bibliothèque d'État du Victoria).

Le thé n'est pas coté sur le marché à terme des matières premières. Cela s'explique par sa diversité, ainsi que par la rapide dégradation (en environ un an) de la qualité du thé, qui fait qu'aucun acteur ne stocke du thé dans une optique de spéculation.
En 2016, sur les 5,73 millions de tonnes de thé produites, 1,84 million ont été échangées sur le marché international, le reste étant consommé directement dans le pays de production.

### Types de négoce du thé
Le gré à gré entre un producteur et un acheteur est le plus rentable pour le producteur. Le producteur envoie un échantillon des lots qu'il souhaite vendre à plusieurs acheteurs, et chacun fait une offre : la plus élevée remporte le lot, qui est ensuite expédiée par bateau (environ un mois de délai) ou avion (deux à trois jours).
Le gré à gré entre un négociant et un acheteur, lui, repose sur une tierce partie, le négociant ou courtier (broker). Celui-ci se charge d'envoyer des échantillons aux acheteurs, qui proposent un prix maximal d'achat, que le négociant cherche à obtenir. Les brokers sont aussi des blenders : ils achètent aux enchères des lots sans acheteur, les mélangent et les proposent à nouveau à des acheteurs ; ce procédé peut aboutir à un thé nature ou un thé aromatisé. La plupart des négociants de thé qui revendent en Europe sont implantés à Hambourg.

### Échanges internationaux

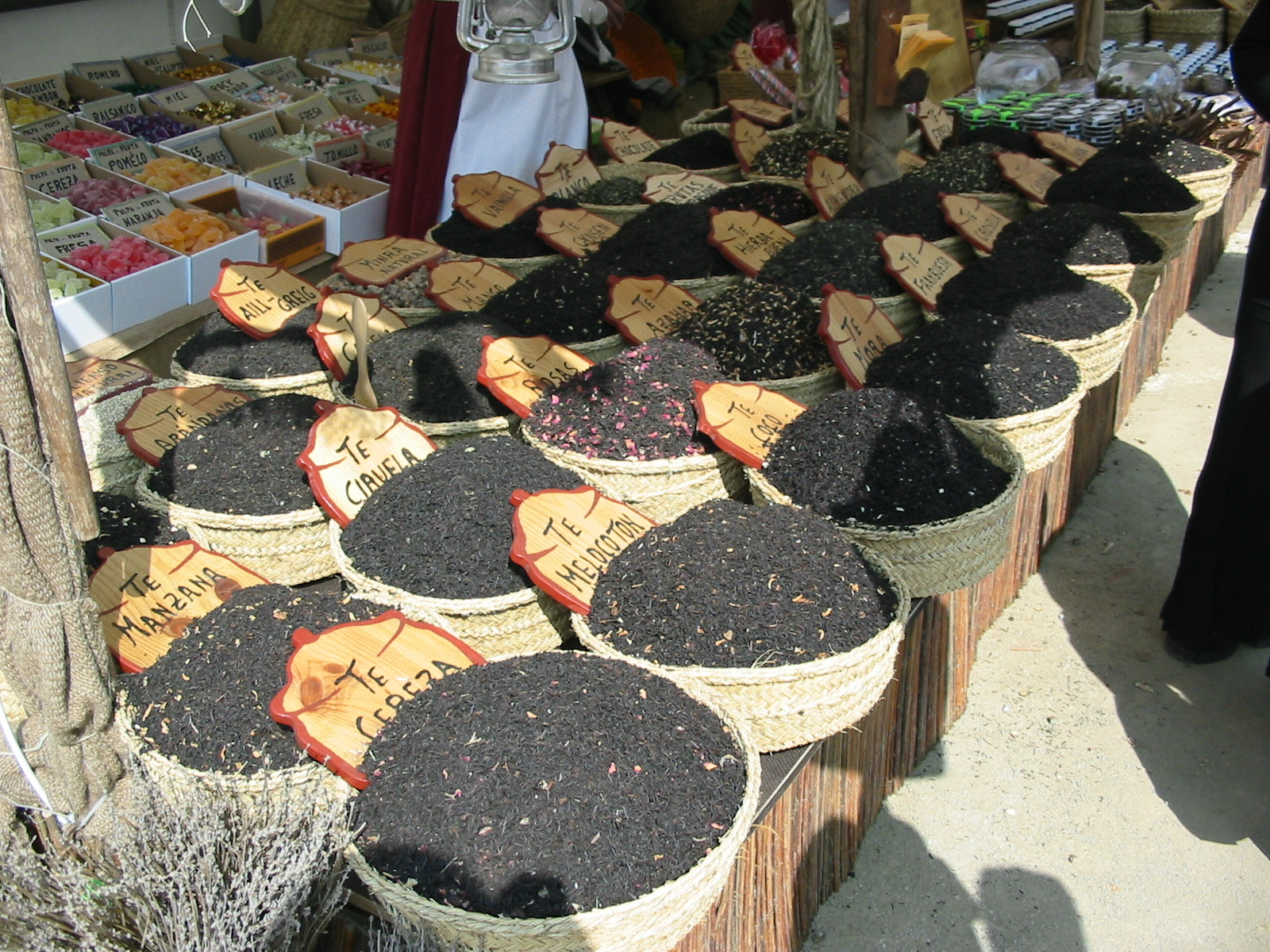
Étal d'un vendeur de thé en Espagne.

Les principaux importateurs en 2018 sont l'Union européenne (18 %), suivie par la Russie (9 %), le Pakistan (9 %), les États-Unis (7 %), l'Égypte (5 %), les Émirats arabes unis (4 %), le Maroc (4 %) et l'Iran (3 %). Sur ces importations, les pays importateurs imposent des droits de douane très variables ; par exemple, en 2017, l'Inde impose une taxe de 130 % sur l'importation de thés chinois, tandis que la Chine taxe le thé indien à hauteur de 17 %.
La consommation de thé en Inde est en adéquation avec ces droits de douane : le thé chinois y est consommé comme un produit de luxe et est destiné aux touristes.

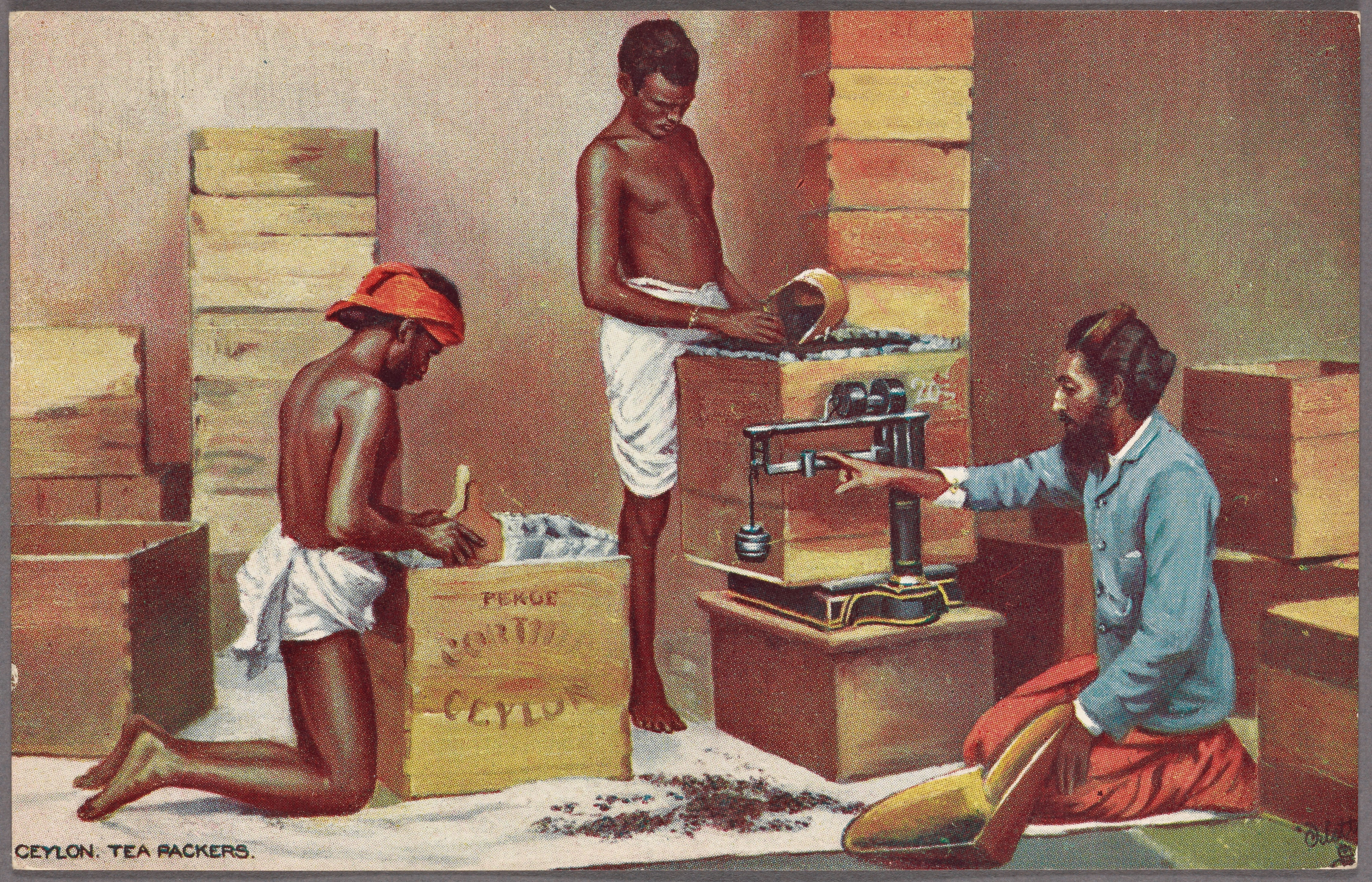
Carte postale de 1908 représentant l'emballage et la pesée de thé destiné à l'export au Sri Lanka (New York Public Library).

En Chine communiste, l'exportation du thé est organisée jusqu'en 1995 exclusivement par bureaux régionaux, avec un interlocuteur unique dans chaque région pour chaque type de thé. Avec la libéralisation du pays, les anciens fonctionnaires sont devenus des exportateurs à titre privé, qui ont parfois aussi investi dans des plantations de théiers. Les thés subissent un contrôle avant exportation, qui en détermine leur grade ; autrefois, des spécialistes dans un type de thé visitaient les fermes pour en goûter les produits ; avec la libéralisation, certains sont devenus consultants au sein des plantations et d'autres continuent leur travail de contrôle, mais ils reçoivent directement les échantillons.
En Inde, les thés qui ne sont pas vendus de gré à gré entre producteur et acheteur passent par la bourse de Calcutta (en). Chaque lundi, les courtiers peuvent déguster les lots qui seront vendus le lendemain, avec description et évaluation ; la vente se fait parfois aux enchères, parfois en enchère inversée. Ce système d'enchères, hérité de la colonisation de l'Inde par la Grande-Bretagne, limite l'accès des petits producteurs au marché international.
Au Kenya, les enchères de Mombasa permettent de vendre non seulement la production du pays, mais aussi d'autres pays d'Afrique comme le Burundi.

### Commerce équitable
D'après François-Xavier Delmas, fondateur du Palais des thés qui ne commercialise que du thé orthodoxe sans label, le label commerce équitable n'a de sens que dans les plantations de thés de qualité inférieure, qui cherchent à obtenir des prix bas ; dans ces plantations, les ouvriers agricoles sont saisonniers et remplacés en cas de conflits sociaux, ce qui nécessite une protection supplémentaire. En revanche, pour les thés les plus prestigieux, la compétence des travailleurs est primordiale et suffit aux travailleurs à obtenir juste rémunération, crèches, hôpitaux et minimisation des accidents du travail. Il va même plus loin et fait remarquer que le label est une manière pour des thés de faible qualité gustative de s'assurer un marché.
D'après une étude de 2008 de l'American Anthropological Association, l'émergence du commerce équitable dans les plantations de Darjeeling, qui s'est faite à l'initiative de labels américains de commerce équitable et non pas des producteurs ou travailleurs locaux, a des effets pervers, en érodant le pouvoir des syndicats et de l'État indien, plus efficaces à améliorer les conditions de travail qu'un organisme bureaucratique de certification.
Au Laos, des associations forment les paysans à la culture du thé dans des plantations où cohabitent théiers et caféiers ; la production est revendue avec un label commerce équitable, mais la démarche est plus sociale et solidaire que véritablement commerciale.

## Consommation
Au début du XXIe siècle, 1,5 milliard de tasses de thé sont bues chaque jour dans le monde, ce qui en fait la deuxième boisson consommée après l'eau. La Turquie est en tête de la liste des pays par consommation annuelle de thé par habitant (en), avec 7,5 kg/an/hab. Depuis 2013, la consommation de thé turc par personne excède les dix tasses par jour et plus de 13,8 kg/an.

### Modes de préparation

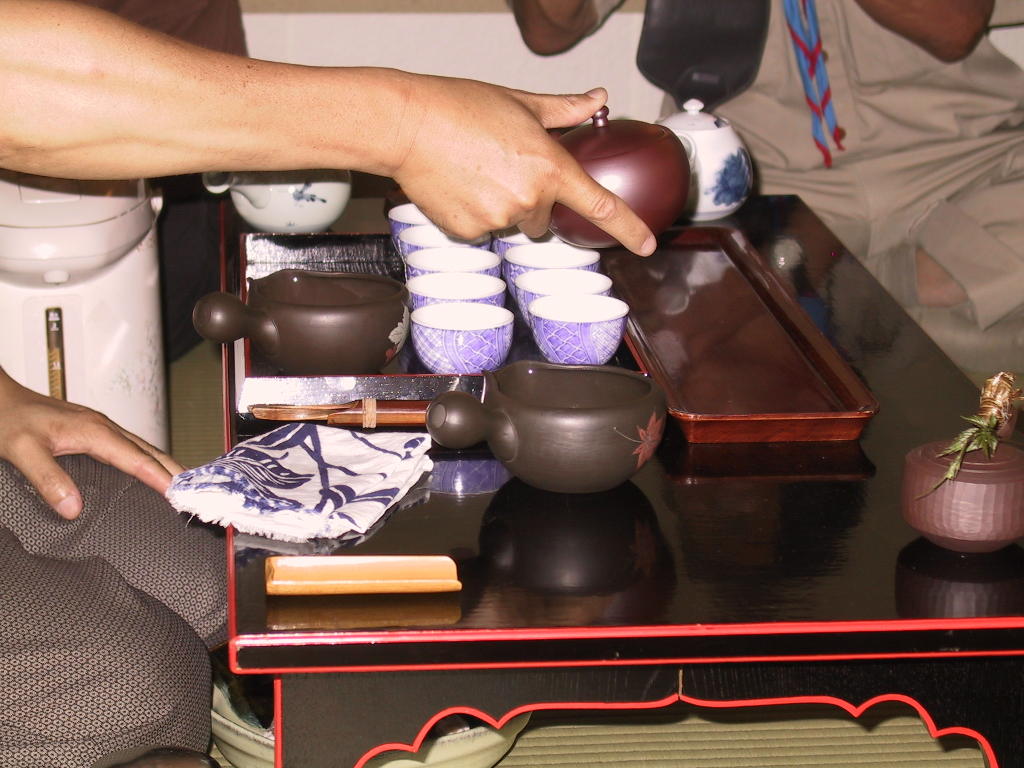
Une méthode de préparation du thé en Chine (Gong Fu Cha).

La préparation de la boisson elle-même peut prendre des formes très diverses, parfois élevées à un art rituel soucieux de perfection : recherchée pure après un nettoyage préalable à l'eau bouillante pour les goûteurs spécialisés, additionnée de lait et de sucre au Royaume-Uni, longuement bouillie avec des épices en Mongolie, avec de la menthe au Maghreb et en Afrique de l'Ouest, bouillie avec des épices et du lait en Inde, préparée dans de minuscules théières dans la technique chinoise du gōngfū chá, ou battue avec une grande maîtrise en chanoyu au Japon. Cette appropriation du thé est généralement devenue un élément culturel important des pays qui l'ont adopté.
Le thé noir est infusé dans une théière, avec une eau à 95 °C, de trente secondes à cinq minutes, suivant la qualité du thé. Dans la tradition britannique, ces thés sont parfois additionnés de sucre et de lait pour en atténuer l'amertume.
Le Oolong est infusé dans une eau à 95 °C, de quatre à sept minutes. Ces thés se préparent également par la méthode du gōngfū chá. Les feuilles doivent généralement être rincées quelques secondes avant l'infusion pour leur permettre une infusion optimale.
Le thé vert est infusé dans une eau moins chaude, entre 70 °C et 80 °C, pendant deux à trois minutes. Les thés jaunes ou blancs sont préparés de même, dans une eau de moins en moins chaude au fur et à mesure que la qualité du thé augmente. Ces thés se préparent aussi en zhōng.

### Consommation particulière
En Chine, la consommation de thé est saisonnière : le thé vert est plutôt consommé au printemps et à l'été, tandis que le thé noir et le Oolong le sont à l'automne et à l'hiver.
En Occident, le thé est parfois vu comme une manière de lutter contre l'alcoolisme : le tchifir, thé très concentré, est ainsi consommé dans les prisons de Russie à la place de l'alcool. En Angleterre, la reine Victoria organisait des tea moralities où chômeurs, sans-abris et prostituées recevaient du thé chaud et des sermons contre l'alcoolisme.

### Boissons et aliments à base de thé

#### Boissons au thé

##### Thés parfumés ou aromatisés
Une fois les feuilles de thé préparées, des additifs peuvent être utilisés pour parfumer le thé avant son infusion. Cela peut être des fleurs (jasmin, rose, sakura), des essences (bergamote, citron, sudachi) ou bien encore des épices (gingembre, cardamome, cannelle, poivre noir, clou de girofle, muscade). Les thés parfumés ou aromatisés peuvent être produits à partir de n'importe quel type de thé : vert, blanc, noir ou même post-fermenté.
Les thés peuvent être aromatisés aux arômes naturels (fleurs ou fruits), ou de synthèse, ces derniers étant interdits par la législation européenne.
Quelques thés parfumés célèbres :
- thé au jasmin : thé vert auquel sont ajoutées lors de l'oxydation des fleurs de jasmin, que l'on laisse en partie pour décoration ;
- thé à la menthe : thé vert (en général du Gunpowder) auquel sont ajoutées lors de l'infusion des feuilles de menthe fraîche et du sucre ;
- Earl Grey : thé noir parfumé à l'essence de bergamote.

La consommation de thé aromatisé a explosé dans les années 1970, notamment sous l'impulsion des consommateurs de France et d'Allemagne.

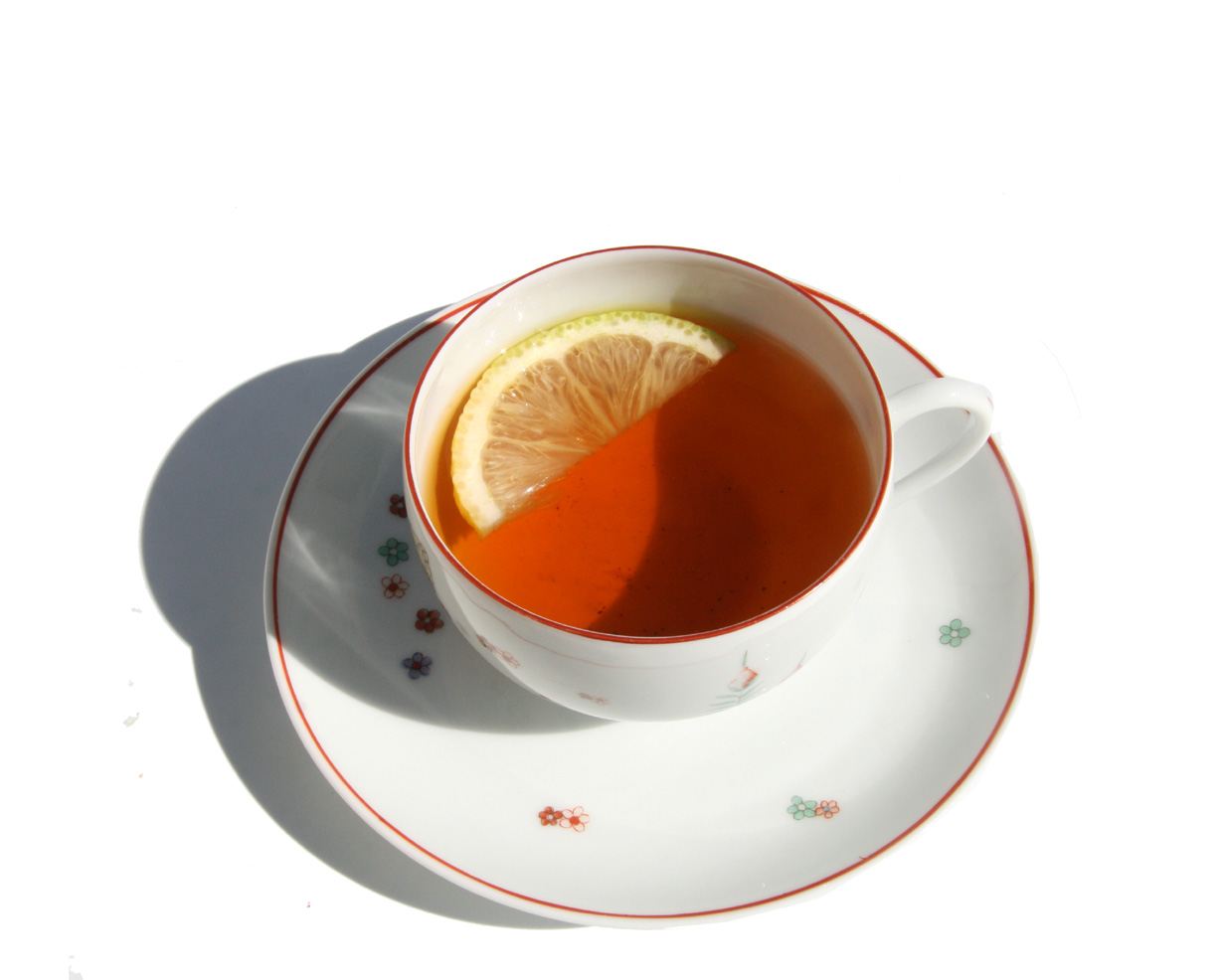
Rondelle de citron Interdonato dans du thé de Ceylan.

Le thé parfumé ou aromatisé peut être considéré en Occident comme moins respectable que le thé nature. Alain Stella, de Mariage Frères, écrit ainsi « Citronner un subtil thé vert serait donc un véritable sacrilège, et un bon thé noir (...) une incongruité. Il n'est pas interdit, en ajoutant une rondelle de citron à un très grossier thé noir, de composer un breuvage qui ne s'appellerait plus « thé » ». Pour lui, ce ne sont que de « fantaisistes créations à base de thé », destinées avant tout à attirer les femmes et les adolescents vers la consommation de thé d'origine.
La famille royale britannique parfume son thé de l'après-midi d'une demie rondelle de citron Interdonato Messina Jonica, hybride de citronnier et de cédratier d'une acidité légère, sans amertume et réputé respecter le gout du thé.
Au Japon le thé noir d'été s'infuse avec des zestes de sudachi ou se parfume avec des rondelles de sudachi fraiches, on trouve aussi du thé parfumé au sudachi en sachets.

##### Thé et produits laitiers

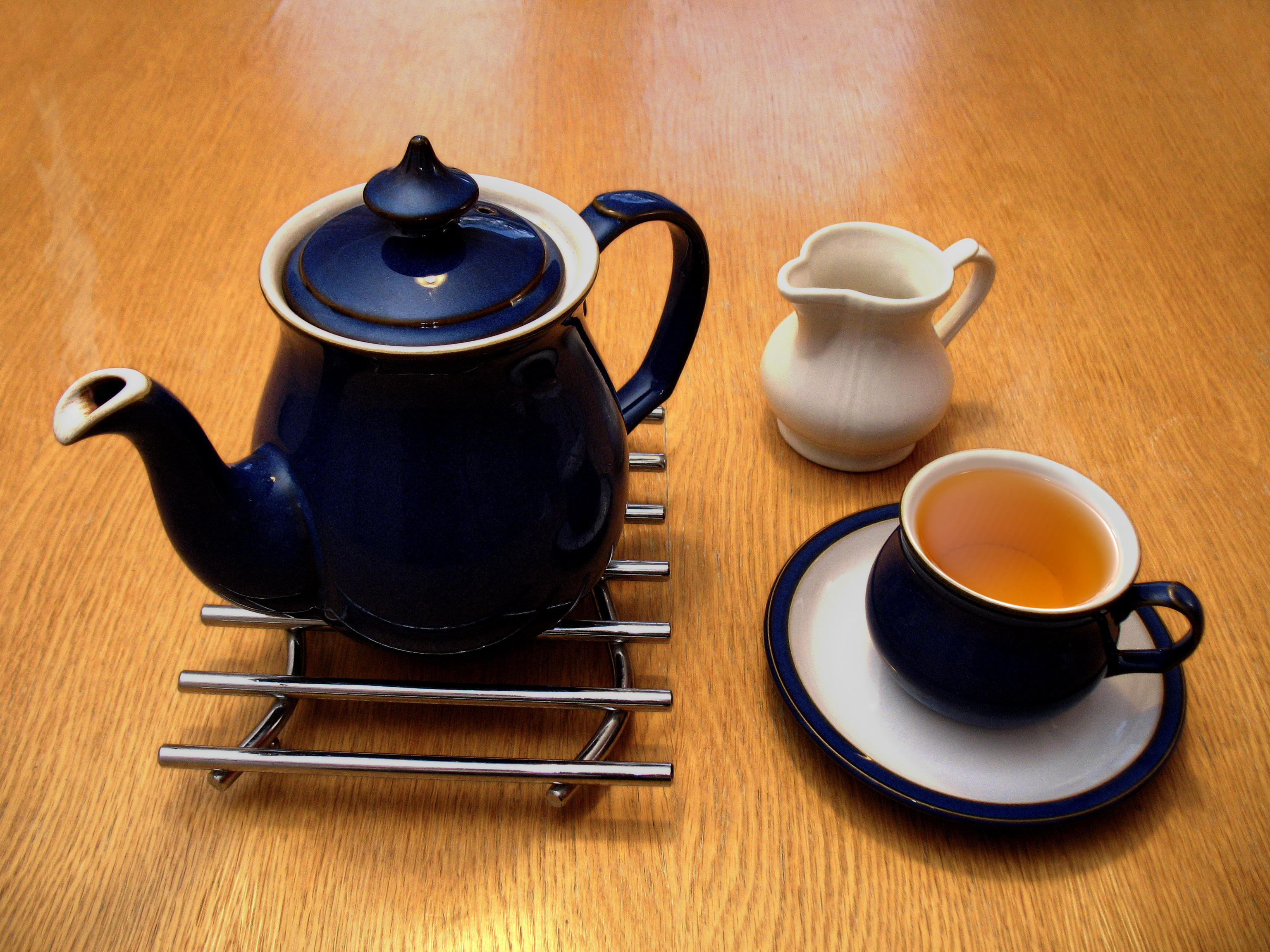
Une coupe de thé, une théière et un pot de lait pour la préparation d'un thé au lait.

Différentes régions d'Asie entretiennent des traditions de thé au lait : le chai en Inde, le süütei tsai en Mongolie et pays des steppes frontaliers, le thé aux perles de Taïwan, le teh tarik de Malaisie et Singapour ou encore le thé au beurre rance du Tibet.

##### Cocktails à base de thé
Paradoxalement, alors qu'il sert dans la lutte contre l'alcoolisme en Russie et en Angleterre, le thé entre dans la composition de certains cocktails alcoolisés dès le XIXe siècle. En témoignent différentes recettes de punchs qui figurent, dès sa première édition de 1862, dans The Bartender's Guide de Jerry Thomas, considéré comme le fondateur de la mixologie. Ces punchs se boivent soit froids, comme le « United Services Punch », soit brûlants, comme le « Royal Punch ». Ces recettes sont à base de thé noir ou de thé vert, selon les associations d'alcools plus ou moins forts. Le « Tea Punch » qui, selon l'auteur, se doit d'être servi encore bouillonnant, est préparé dans un bol en argent (ou tout au moins en métal) préalablement chauffé dans lequel sont versées une demi-pinte de brandy et une demi-pinte de rhum, mélangées avec une demi-livre de sucre en pain dissous dans de l'eau et le jus d'un gros citron. Le bol est alors porté sur le feu pour qu'y soit versé progressivement un litre de thé vert infusé, le breuvage devant être remué un certain temps à la louche avant d'être servi.
Depuis, l'utilisation du thé s'est élargie à d'autres catégories de cocktails. La base de thé se prépare soit par macération à froid de 10 à 12 heures au réfrigérateur, soit par infusion à chaud puis refroidissement à température ambiante. Le thé peut aussi être directement infusé dans le spiritueux qui servira au cocktail pendant quatre jours maximum, à raison de huit grammes par litre d'alcool. Pour une note plus subtile, l'alcool peut être passé à travers des feuilles de thé préalablement trempées dans de l'eau. Une autre technique consiste à réaliser un sirop de thé qui servira à aromatiser le cocktail.
Le thé est aussi un ingrédient de choix dans les mocktails, cocktails sans alcool, tendance venant du monde anglo-saxon.

#### Cuisine salée

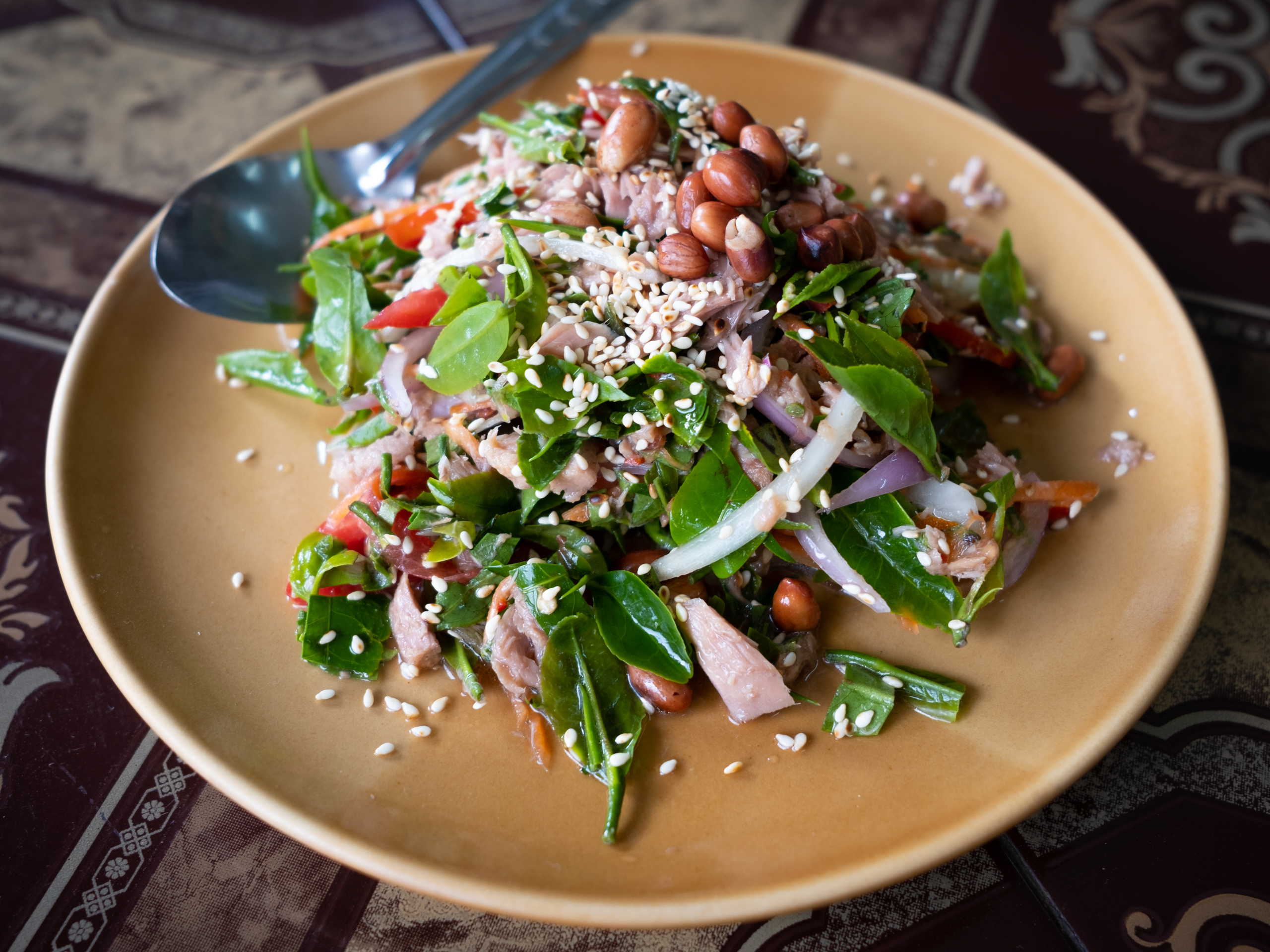
Yam bai cha, salade thaïlandaise épicée à base de jeunes pousses de thé, préparée ici avec du thon.
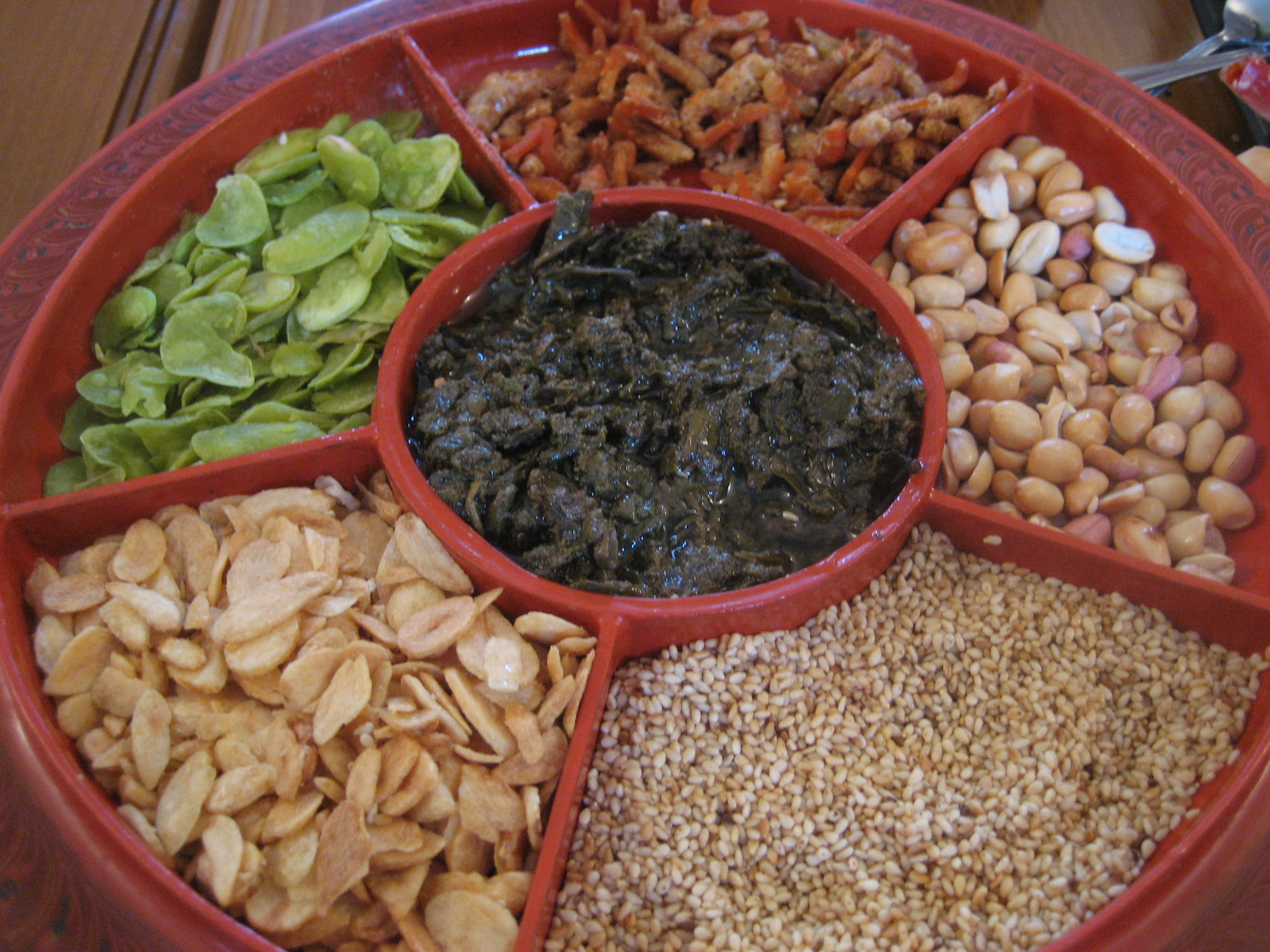
Lahpet, spécialité birmane de thé fermenté ou lactofermenté.
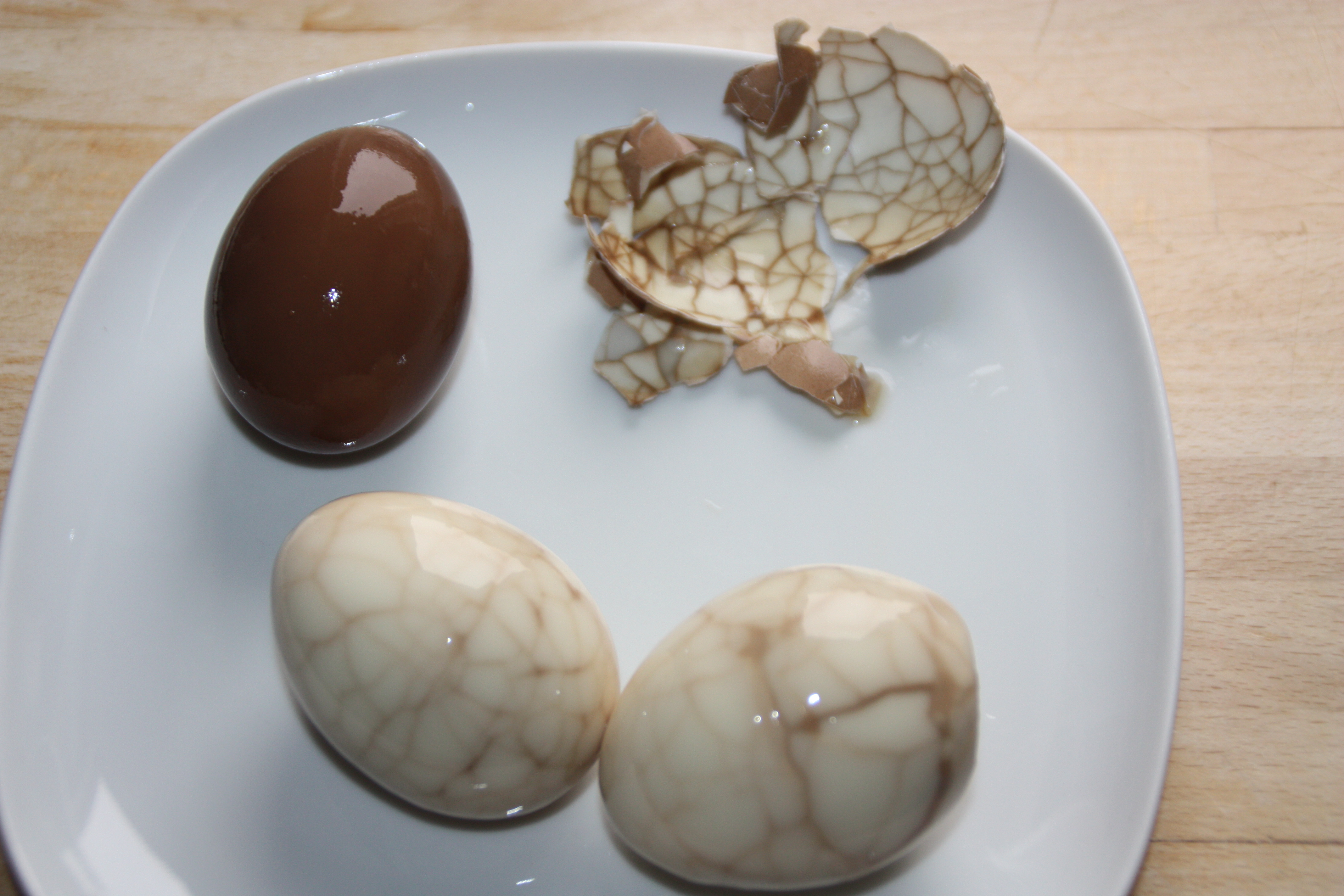
Œufs au thé noir, une spécialité de la cuisine chinoise de rue.

#### Pâtisseries au thé
On trouve différentes pâtisseries au thé en Extrême-Orient.
Le matcha japonais accompagne souvent ces pâtisseries. On trouve ainsi des mochi et daifuku au matcha, ou encore du tiramisu au matcha.
De la même façon, les thés verts chinois sont utilisés dans différentes pâtisseries chinoises, comme les gâteaux de taro au thé et sésame (绿茶香芋饼, lǜchá xiāng yù bǐng, spécialité de la cuisine du Hunan) ou encore de la patate douce au thé.

### Accords thés et mets
Bien que le thé, et particulièrement le thé chinois avec ses quelque six mille variétés, offre une grande diversité de goûts et de textures, il n'existe pas de références historiques sur l'accord entre les mets et cette boisson, comme il peut s'en trouver en France, dans la gastronomie, avec le vin. Lanshu Chen, nommée meilleure femme chef asiatique en 2014, l'explique en ces termes : « Dans la cuisine chinoise, l'accord avec le thé n'existe pas. C'est une cuisine très ronde, très équilibrée, avec beaucoup de saveurs. Il n'y a pas de place pour une boisson qui viendrait la compléter. Dans la tradition, on ne boit du thé qu'à la fin du repas, pour se rafraîchir. » Il en va de même pour la cuisine traditionnelle japonaise.
Néanmoins, des tentatives d'associer le thé au repas, notamment gastronomique, sont menées en France depuis les années 1990 par des grands chefs ou pâtissiers, tels Guy Martin, Antoine Westermann, Pierre Gagnaire, Alain Senderens, Guy Savoy, Olivier Roellinger ou Alain Passard. Durant son séjour dans l'Hexagone, la Taïwanaise Lanshu Chen s'est rapprochée de sa compatriote, Yu Hui Tseng, maître du thé chinois installée à Paris, pour travailler à cet accord entre les mets et le thé. Depuis, certains restaurants étoilés parisiens présentent une carte des thés pour accompagner ou clore le repas gastronomique, à côté de la traditionnelle carte des vins française.
En 1999, est créée à Paris une École du thé par François-Xavier Delmas, fondateur de Palais des thés, et Mathias Minet, expert dans la création de thés parfumés. Cette école dispense auprès du public amateur des cours sur les accords entre thés et mets, thés et fromages, thés et chocolats, de même que des cours de cuisine au thé et des ateliers de mixologie pour la création de cocktails au thé. Depuis, des écoles ont ouvert également à New York et à Moscou.

## Effets sur la santé
À partir de l'effet démontré de tel ou tel de ses composants, on prête au thé les vertus les plus variées. Il entretiendrait le système nerveux, préviendrait le développement du cancer,, (en raison des catéchines qu'il contient), ralentirait le vieillissement, limiterait l'arthrite, favoriserait le drainage, éviterait les caries, fluidifierait le sang, contrôlerait l'hypertension, etc.. Toutefois, l'effet bénéfique d'une consommation régulière de thé n'a jamais pu être mis en évidence de manière probante.
À l'inverse, un excès de thé peut induire des problèmes de fixation du fer à cause de sa teneur en tanins et le boire trop chaud augmente le risque de cancer de l'œsophage. Ce dernier risque n'est pas dû à la caféine ni aux autres composés du thé, mais uniquement à la température élevée de l'eau, comme dans le cas du café ou d'autres boissons,,,.

### Thé au lait
De nombreuses études expérimentales et cliniques antérieures ont révélé que le thé exerce un effet protecteur contre les maladies cardiovasculaires grâce à ses polyphénols. Toutefois, une étude scientifique allemande de Campus Mitte publiée en 2007, venant confirmer une précédente suggestion parue dans la revue Nature en 2003, prouve que, si la consommation de thé noir voire vert permet d'améliorer de manière significative la dilatation des artères (par son effet vasodilatateur) par rapport à la consommation d'eau chaude, l'ajout de lait supprime totalement ces effets en raison de la présence des caséines et de la formation de complexes avec les catéchines du thé,,,,.

### Microplastiques de sachets de thé

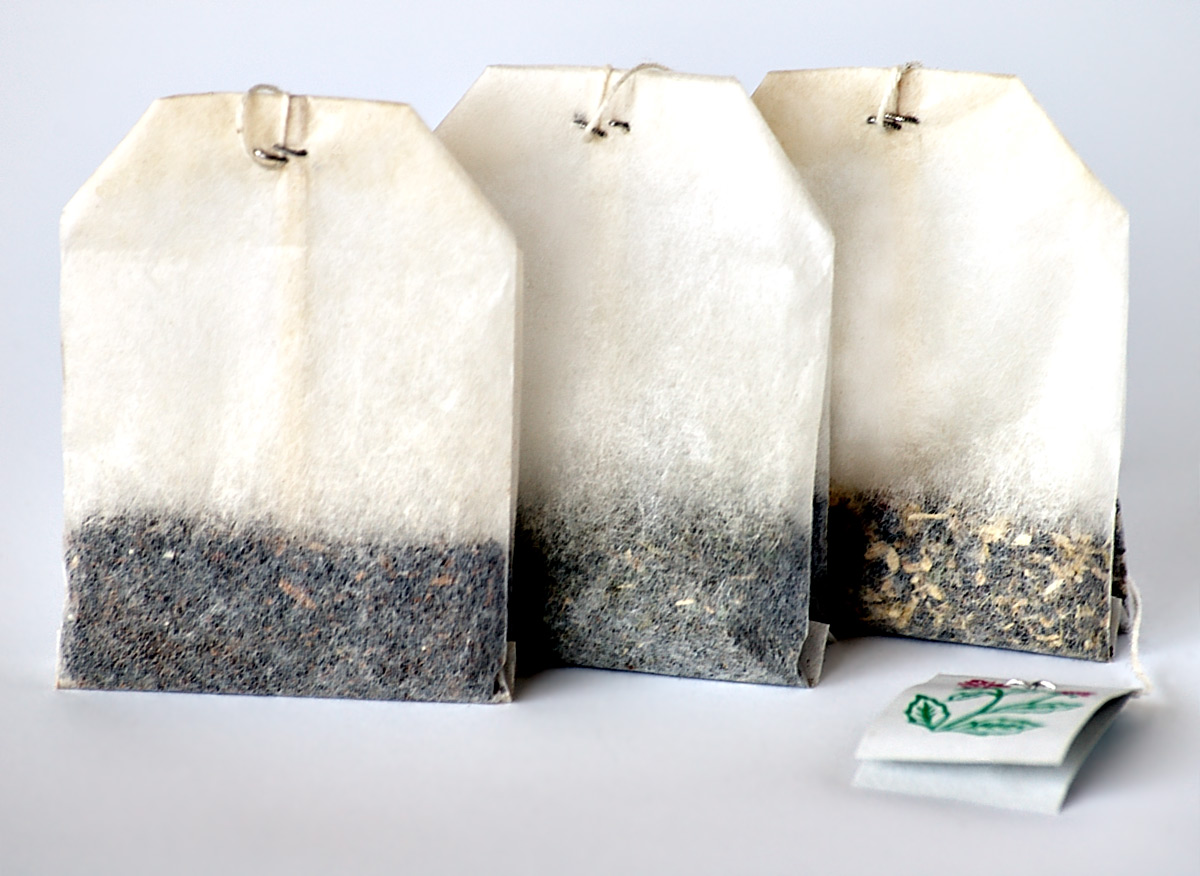
Sachets de thé.

Selon une étude publiée en 2019, certains sachets de thé en plastique « soyeux » (en nylon et polytéréphtalate d'éthylène) libèrent dans l'eau à 95 °C « environ 11,6 milliards de microplastiques et 3,1 milliards de particules de nanoplastique dans une seule tasse de la boisson », soit plusieurs ordres de grandeur au-dessus de ce que l'on trouve dans les autres aliments et boissons jusqu'ici étudiés. On ignore le degré de risque induit par ces particules pour la santé des consommateurs, faute d'études sur les effets des microplastiques. Des daphnies exposées à ces microplastiques nageaient « follement ». Des tests de toxicité aiguë effectués sur des invertébrés ont montré que l’exposition aux seules particules libérées par les sachets de thé (donc sans théine) a des effets proportionnels à la dose sur leur comportement et leur développement.

### Publications universitaires
1. 1 2 3  Mair et Hoh 2009, p. 262.
2. ↑  Mair et Hoh 2009, p. 263.
3. ↑  Mair et Hoh 2009, p. 262-263
4. ↑  Desroches 2012.
5. ↑  Macfarlane et Macfarlane 2004, p. 34.
6. ↑  (en) Liam Drew, « The growth of tea », Nature, no 566,‎ 6 février 2019 (lire en ligne, consulté le 27 septembre 2019).
7. 1 2  J. Galy-Carles, « La culture du Théier en Russie », Journal d'agriculture traditionnelle et de botanique appliquée, Persée, vol. 8, no 86,‎ 1928, p. 683–692 (ISSN 0370-3681, DOI 10.3406/jatba.1928.4667, lire en ligne, consulté le 29 septembre 2019).
8. ↑  Bernard Dupaigne, Martine Raibaud et François Souty (dir.), « Le commerce du thé. De la Chine à l'Europe, XVIIe-XXIe siècle », Outre-Mers. Revue d'histoire, vol. 95, no 360,‎ 2008, p. 356–358 (lire en ligne, consulté le 21 septembre 2019).
9. 1 2  (en) P. Krishnarajah, Soil erosion control measures for tea land in Sri Lanka, 1985.
10. ↑  (en) K. Yeshitela, Loss of forest biodiversity associated with changes in land use: the case of Chewaka-Utto tea plantation. imperative problems associated with forestry in Ethiopia, Biological Society of Ethiopia, p.115-122, 2001.
11. ↑  (en) Olly van Biervliet, Konrad Wiśniewski, Joseph Daniels et James R Vonesh, « Effects of Tea Plantations on Stream Invertebrates in a Global Biodiversity Hotspot in Africa: Effect of Tea Plantations on Stream Biodiversity », Biotropica (en), vol. 41, no 4,‎ juillet 2009, p. 469–475 (DOI 10.1111/j.1744-7429.2009.00504.x, lire en ligne, consulté le 5 octobre 2019).
12. ↑  (en) A. K. Chapagain et A. Y. Hoekstra, « The water footprint of coffee and tea consumption in the Netherlands », Ecological Economics, vol. 64, no 1,‎ 15 octobre 2007, p. 109–118 (ISSN 0921-8009, DOI 10.1016/j.ecolecon.2007.02.022, lire en ligne, consulté le 27 septembre 2019).
13. 1 2 3  (en) Wen-Hsien Tsai, « Modeling and Simulation of Carbon Emission-Related Issues », Energies, vol. 12, no 13,‎ janvier 2019, p. 2531 (DOI 10.3390/en12132531, lire en ligne, consulté le 5 octobre 2019).
14. 1 2  (en) S. Besky, « Can a plantation be fair? Paradoxes and possibilities in fair trade Darjeeling tea certification », Anthropology of Work Review, vol. 1, no 29,‎ 2008, p. 1-9.
15. ↑  Hall 2000, p. 18.
16. ↑  (en) Henning SM, Fajardo-Lira C, et al. « Catechin content of 18 teas and a green tea extract supplement correlates with the antioxidant capacity », Nutr. Cancer 2003;45(2):226-35.

### Organisations internationales
1. 1 2 3 4 5  (en) « Emerging trends in tea consumption: Informing a generic promotion process » [PDF], FAO, mai 2018.
2. 1 2 3 4 5 6 7 8 9 10 11 12 13 14  « FAOSTAT / Cultures », sur FAO (consulté le 21 septembre 2019).
3. ↑  (en) « Twenty-first session of the Intergovernmental Group on Tea », sur Organisation des Nations unies pour l'alimentation et l'agriculture, 5-7 novembre 2014 (consulté le 30 novembre 2018).
4. ↑  (en) Ahmmed Faisal et Hossain Ismail, A Study Report on Working Conditions of Tea Plantation Workers in Bangladesh, Organisation internationale du travail, 2016 (lire en ligne [PDF]).
5. ↑  (en) « CAO Investigation of IFC Environmental and Social Performance in relation to:Amalgamated Plantations Private Limited (APPL), India » [PDF], sur Compliance Advisor/Ombudsman (en), 6 septembre 2016 (consulté le 25 septembre 2019).
6. ↑  FAO Statistiques, Organisation des Nations unies pour l'alimentation et l'agriculture.

### ONG
1. ↑  (en) « Hidden ingredients in Chinese tea » [PDF], sur Greenpeace, 2012.
2. ↑  (en) « Trouble Brewing » [PDF], sur Greenpeace, 2014.

### Ouvrages de synthèse
1. 1 2 3 4 5 6 7  Butel 1989, p. 13-42.
2. ↑  Butel 1989, p. 165-184.
3. ↑  Butel 1989, p. 79-104.
4. ↑  Butel 1989, p. 106-128.
5. ↑  Butel 1989, p. 129-164.
6. 1 2  Butel 1989, p. 185-206.
7. 1 2 3 4 5 6 7 8 9 10  Jean Montseren, « Le thé dans le champ », dans Guide de l'amateur de thé : les thés du monde entier, Solar, 1999 (ISBN 2263028471 et 9782263028472, OCLC 407018486).
8. 1 2 3 4 5 6 7 8 9 10 11 12 13 14 15 16 17  Montseren, Jean., « Le monde des thés - Asie », dans Guide de l'amateur de thé : les thés du monde entier, Solar, 1999 (ISBN 2263028471 et 9782263028472, OCLC 407018486).
9. 1 2 3  Yi, Sabine. et Walsh, Michel., Le livre de l'amateur de thé, R. Laffont, 1990 (ISBN 2-221-07925-6 et 9782221079256, OCLC 41574958).
10. 1 2 3 4 5 6 7 8 9 10 11 12 13 14 15 16 17 18 19 20  Jean Montseren, « Le monde des thés - Afrique », dans Guide de l'amateur de thé : les thés du monde entier, Solar, 1999 (ISBN 2263028471 et 9782263028472, OCLC 407018486).
11. ↑  Jean Montseren, « Le monde des thés - Un itinéraire bis », dans Guide de l'amateur de thé : les thés du monde entier, Solar, 1999 (ISBN 2263028471 et 9782263028472, OCLC 407018486).
12. 1 2 3 4 5 6  Jean Montseren, « Le monde des thés - Amérique », dans Guide de l'amateur de thé : les thés du monde entier, Solar, 1999 (ISBN 2263028471 et 9782263028472, OCLC 407018486).
13. 1 2  Jean Montseren, « Le monde des thés - Océanie », dans Guide de l'amateur de thé : les thés du monde entier, Solar, 1999 (ISBN 2263028471 et 9782263028472, OCLC 407018486).
14. ↑  Jean Montseren, « Le thé dans la factory », dans Guide de l'amateur de thé : les thés du monde entier, Solar, 1999 (ISBN 2263028471 et 9782263028472, OCLC 407018486).

### Producteurs et revendeurs de thé
1. ↑  (en) Mei, Y. China tea production and marketing report in 2014 and situation forecast in 2015. Tea World 2015, 6, p. 50–59.
2. ↑  Christine Barbaste, François-Xavier Delmas, Mathias Minet, Le Guide de dégustation de l'amateur de thé, « Le théier ».
3. 1 2 3 4 5 6 7 8 9 10 11 12 13 14 15 16 17 18  Christine Barbaste, François-Xavier Delmas, Mathias Minet, Le Guide de dégustation de l'amateur de thé, 2018 (ISBN 9782812318436), « La cueillette ».
4. 1 2 3  « La Corée du Sud », dans Christine Barbaste, François-Xavier z, Le Guide de dégustation de l'amateur de thé.
5. 1 2 3  « L'Inde », dans Christine Barbaste, François-Xavier Delmas, Mathias Minet, Le Guide de dégustation de l'amateur de thé.
6. 1 2 3 4  « Sri Lanka », dans Christine Barbaste, François-Xavier Delmas, Mathias Minet, Le Guide de dégustation de l'amateur de thé
7. 1 2 3  « Le Népal », dans Christine Barbaste, François-Xavier Delmas, Mathias Minet, Le Guide de dégustation de l'amateur de thé.
8. 1 2  François-Xavier Delmas, Chercheur de Thé (ISBN 978-2-9517419-4-2 et 2-9517419-4-4).
9. ↑  « Le Japon », dans Christine Barbaste, François-Xavier Delmas, Mathias Minet, Le Guide de dégustation de l'amateur de thé, 2018 (ISBN 9782812318436).
10. 1 2 3 4 5 6 7  Sangmanee, Kitti Cha., L'ABCdaire du thé, Mariage Frères, 1996 (ISBN 2-08-012480-3 et 9782080124807, OCLC 319936246).
11. ↑  (en) « Trustea Program », sur Trustea (consulté le 30 novembre 2018).
12. 1 2 3  Christine Barbaste, François-Xavier Delmas et Mathias Minet, Le Guide de dégustation de l'amateur de thé, « La culture du théier ».

### Presse spécialisée
1. ↑  Nathalie Hutter-Lardeau, « Le thé vert, un puissant antioxydant aux vertus préventives », Sciences et Avenir, 11 juin 2015.
2. ↑  « Les surprenantes vertus du thé vert », La Recherche, avril 1998.

### Presse généraliste
1. 1 2 3  Jean Bosco, « Le Burundi mise désormais sur le thé vert », sur www.aa.com.tr, Anadolu Agency (consulté le 3 octobre 2019).
2. ↑  (en) Justin Rowlatt, « Indian tea workers' conditions remain very poor », sur BBC, 12 novembre 2016 (consulté le 25 septembre 2019).
3. ↑  (en) Justin Rowlatt et Jane Deith, « The bitter story behind the UK's national drink », sur BBC, 8 septembre 2015 (consulté le 25 septembre 2019).
4. ↑  (en) « Trouble brews at Finlays », Daily Nation (consulté le 27 septembre 2019).
5. 1 2  (en) « Indian tea industry has a lot to learn from its Chinese counterpart, say traders and growers », sur Hindustan Times, 22 avril 2017 (consulté le 22 septembre 2019).
6. ↑  Turkish Statistical Institute, « En çok çay ve karpuz tüketiyoruz » [« Nous consommons beaucoup de thé et de pastèque »], CNN Turk, 11 août 2013 (consulté le 27 septembre 2016).
7. ↑  (en) Sixth Tone, « How the Chinese Fell Back in Love With Black Tea », sur Sixth Tone, sun oct 29 20:37:38 pdt 2017 (consulté le 28 septembre 2019).

### Autres références
1. ↑  Ardalan Bassols, « Les bienfaits du rooibos, une infusion riche en antioxydants », sur Therapeutes magazine, 17 mai 2017 (consulté le 15 novembre 2019).
2. ↑  « Décret du 7 octobre 1932 pris pour l'application de la loi du 1er août 1905 sur la répression des fraudes dans la vente des marchandises et des falsifications des denrées alimentaires en ce qui concerne le café, la chicorée et le thé », sur Légifrance (consulté le 12 juin 2022).
3. ↑  « Quelles sont les différences entre le thé et l'infusion ? », sur saveur-the.fr (consulté le 16 novembre 2019).
4. ↑  (en) Kit Chow, Ione Kramer, All the Tea in China, China Books & Periodicals Inc., 1990 (ISBN 0-8351-2194-1), p. 20.
5. ↑  (en) J. Jiang, G. Lu, Q. Wang et al., The analysis and identification of charred suspected tea remains unearthed from Warring State Period Tomb, Sci Rep 11, 16557, 2021 lire en ligne.
6. 1 2  Jean-Paul Desroches, « Le Thé - Histoires d’une boisson millénaire », exposition au Musée Guimet, 3 octobre 2012 au 7 janvier 2013.
7. ↑  (en) « Tea drinking in different dynasties », sur lcsd.gov.hk (version du 14 juin 2018 sur Internet Archive)
8. ↑  Marc Pénin, « Importation du thé en Angleterre », sur Encyclopædia Universalis, 18 août 2017
9. ↑  (en) « The Cup of Tea », Metropolitan Museum of Art (consulté le 2 décembre 2021).
10. ↑  Robert Fortune, La route du thé et des fleurs, Petite Bibliothèque Payot, 2017, 224 p. (ISBN 978-2-228-91817-6).
11. ↑  Morandi 2021, p. 157.
12. ↑  (en) « Special brew: Africa's love affair with tea », sur CNN, 17 juillet 2015 (consulté le 3 février 2018).
13. ↑  Selon Arcadia, déclinaison africaine du Rapport Cyclope, pages 136 et 137.
14. ↑  (en) « What is the demand for tea in Europe? », sur Centre for the Promotion of Imports from developing countries, 15 février 2017 (consulté le 18 novembre 2019).
15. 1 2 3 4 5 6 7 8 9  Alain Guerder, Théiers, Théieraies, Feuilles de Thés, Écohameau de Barthès, 2021, 240 p. (ISBN 9782958037505).
16. ↑  (en) Current market situation and medium term outlook, Hangzhou, FAO, 17-20 mai 2018.
17. 1 2  (ru) Grande Encyclopédie soviétique, vol. 29, Советская энциклопедия,‎ 1978, p. 11.
18. ↑  (pt) Luís Mendonça de Carvalho, As Plantas e os Portugueses, Fundação Francisco Manuel dos Santos, 10 septembre 2019, 112 p. (ISBN 978-989-8943-90-3, lire en ligne).
19. ↑  Dominique Auzias et Jean-Paul Labourdette, LISBONNE 2019 Petit Futé, Petit Futé, 26 décembre 2018 (ISBN 978-2-305-00294-1, lire en ligne).
20. ↑  « Plantation de thé du Monte Verità », sur ticino.ch (consulté le 9 novembre 2020).
21. 1 2  (en) Food and Agriculture Organization of the United Nations, Report of the Working Group on Climate Change of the FAO Intergovernmental Group on Tea, Rome, 2016, 84 p. (ISBN 978-92-5-109279-8, lire en ligne [PDF]).
22. ↑  (en) Selena Ahmed, John Richard Stepp, Colin Orians et Timothy Griffin, « Effects of Extreme Climate Events on Tea (Camellia sinensis) Functional Quality Validate Indigenous Farmer Knowledge and Sensory Preferences in Tropical China », PLOS ONE, vol. 9, no 10,‎ 6 octobre 2014, e109126 (ISSN 1932-6203, PMID 25286362, PMCID PMC4186830, DOI 10.1371/journal.pone.0109126, lire en ligne, consulté le 3 décembre 2019).
23. ↑  (en) Food and Agriculture Organization of the United Nations, Socio-economic implications of climate change for tea producing countries, Rome, 7 p. (lire en ligne)
24. ↑  (en) « FAO - News Article: Global tea consumption and production driven by robust demand in China and India », sur www.fao.org (consulté le 3 décembre 2019)
25. ↑  (en) « Sustainable development of tea industry in China », sur csr-asia.com, 2 février 2010 (consulté le 27 novembre 2014).
26. ↑  « Nos sachets de thé contiennent jusqu'à 17 pesticides et plusieurs traces de métaux, selon "60 millions de consommateurs" », sur Franceinfo, 7 novembre 2017 (consulté le 23 février 2020).
27. ↑  (ja) « フレッシュすだちティー｜秋の紅茶レシピ｜日本紅茶協会 » (consulté le 18 juillet 2024)
28. ↑  « 香りの銘茶　すだち茶 24包入 », sur omni8.jp (consulté le 18 juillet 2024).
29. ↑  Thomas 1887.
30. ↑  Composé d'une demi-pinte d'Arrack, d'une pinte de rhum jamaïcain, de trois pintes de thé, du jus de six citrons et d'une demi-livre de sucre en pain (p. 84 du Guide).
31. ↑  Composé d'une pinte de thé vert, d'une demi-pinte de brandy, d'une demi-pinte de rhum jamaïcain, d'un verre à vin de Curaçoa, d'un verre à vin d'Arrack, du jus de deux citrons verts, du zeste d'un citron jaune, de sucre blanc à volonté et d'un peu de gelée de veau (Thomas 1887, p. 85).
32. ↑  Thomas 1887, p. 89.
33. ↑  « Le thé, la boisson de l'été : du thé glacé aux cocktails à base de thé », sur Dilmah France (consulté le 4 janvier 2020).
34. ↑  Du verbe anglais « to mock » qui signifie ici « imiter ».
35. ↑  « Tendance : le cocktail sans alcool a la cote », sur France Info, 13 avril 2019 (consulté le 4 janvier 2020).
36. ↑  (ja) « 抹茶大福 ».
37. 1 2  « Thé et gastronomie : accords, bémols et harmonie », sur atabula.com, 24 mars 2015 (consulté le 4 janvier 2020).
38. ↑  « S'initier au meilleur du thé », sur L'École du Thé (consulté le 4 janvier 2020).
39. ↑  « Décryptons les différents thés », sur Bee'lity, 20 septembre 2019 (consulté le 23 février 2020).
40. ↑  (en) « Tea: A cup of good health? », sur Harvard Health, Harvard Medical School, août 2014 (consulté le 7 décembre 2019).
41. ↑  Hélène Baribeau, « Consommer du thé en cas de carence en fer », sur Passeport Santé (consulté le 23 février 2020).
42. ↑  (en) Tran GD, Sun XD, Abnet CC, Fan JH, Dawsey SM, Dong ZW, Mark SD, Qiao YL, Taylor PR, Prospective study of risk factors for esophageal and gastric cancers in the Linxian general population trial cohort in China, Int J Cancer, 113, 2005, p. 456–463.
43. ↑  (en) Farhad Islami, Paolo Boffetta, Jian-Song Ren et Leah Pedoeim, « High-temperature beverages and foods and esophageal cancer risk—A systematic review », International Journal of Cancer, vol. 125, no 3,‎ 2009, p. 491–524 (ISSN 1097-0215, PMID 19415743, PMCID PMC2773211, DOI 10.1002/ijc.24445).
44. ↑  (en) Farhad Islami, Akram Pourshams, Dariush Nasrollahzadeh et Farin Kamangar, « Tea drinking habits and oesophageal cancer in a high risk area in northern Iran: population based case-control study », BMJ, vol. 338,‎ 27 mars 2009, b929 (ISSN 0959-8138 et 1756-1833, PMID 19325180, DOI 10.1136/bmj.b929, lire en ligne, consulté le 23 février 2022).
45. ↑  (en) Ming Wu, Ai-Min Liu, Ellen Kampman et Zuo-Feng Zhang, « Green tea drinking, high tea temperature and esophageal cancer in high- and low-risk areas of Jiangsu Province, China: A population-based case–control study », International Journal of Cancer, vol. 124, no 8,‎ 2009, p. 1907–1913 (ISSN 1097-0215, DOI 10.1002/ijc.24142).
46. ↑  Anaïs Manin, « Le nuage de lait dans le thé : une habitude à perdre ? », Extrait du BE Allemagne no 318-, Ambassade de France, sur Futura, 22 janvier 2007 (consulté le 21 mars 2020).
47. ↑  « Chasser le nuage de lait dans le thé », sur Sciences et Avenir, 9 janvier 2007 (consulté le 21 mars 2020).
48. ↑  (en) Mario Lorenz, Nicoline Jochmann, Amélie von Krosigk et Peter Martus, « Addition of milk prevents vascular protective effects of tea », European Heart Journal, vol. 28, no 2,‎ 1er janvier 2007, p. 219–223 (ISSN 0195-668X, DOI 10.1093/eurheartj/ehl442, lire en ligne, consulté le 21 mars 2020).
49. ↑  (en) « Milk Eliminates Cardiovascular Health Benefits Of Tea, Researchers Warn », sur Science Daily, 9 janvier 2007 (consulté le 3 décembre 2020).
50. ↑  (en-GB) Sarah Boseley et health editor, « Tea is good for the heart - but adding milk to it wipes out the benefits, say researchers », The Guardian,‎ 9 janvier 2007 (ISSN 0261-3077, lire en ligne, consulté le 21 mars 2020).
51. 1 2  (en) Laura M. Hernandez, Elvis Genbo Xu EG, Hans C. E. Larsson, Rui Tahara, Vimal B. Maisuria et Nathalie Tufenkji, « Plastic Teabags Release Billions of Microparticles and Nanoparticles into Tea », Environmental Science & Technology,‎ 25 septembre 2019 (DOI 10.1021/acs.est.9b02540).
52. ↑  (en) Emily Chung, Some tea bags may shed billions of microplastics per cupk, CBC News, 25 septembre 2019.

### Francophone
- Tuul et Bruno Morandi, Les routes du thé, Hozhoni, 2021, 280 p. (ISBN 978-2-37241-073-1).
- Christine Barbaste, François-Xavier Delmas et Mathias Minet, Le guide de dégustation de l'amateur de thé, Paris, Éditions du Chêne, mars 2015, 247 p. (ISBN 978-2-8123-1012-6, BNF 44302217).
- Jean-Paul Desroches, Le thé histoires d'une boisson millénaire : [exposition, musée des arts asiatiques Guimet, Paris, du 3 octobre 2012 au 7 janvier 2013], Paris, Musée Guimet, dl 2012, 58 p. (ISBN 978-2-7118-6047-0, 2711860477 et 9791090262065, OCLC 834931073).
- Jean Montseren, Guide de l'amateur de thé : les thés du monde entier, Paris, Solar, 1999, 287 p. (ISBN 2-263-02847-1 et 9782263028472, OCLC 407018486).
- Kitti Cha Sangmanee, L'ABCdaire du thé, Mariage Frères, 1996, 119 p. (ISBN 2-08-012480-3 et 9782080124807, OCLC 319936246).
- Sabine Yi et Michel Walsh, Le livre de l'amateur de thé, R. Laffont, 1990 (ISBN 2-221-07925-6 et 9782221079256, OCLC 41574958).
- Paul Butel, Histoire du thé, Paris, Ed. Desjonquères, 1989, 256 p. (ISBN 978-2-904227-37-0 et 9782263028472, OCLC 407018486, BNF 35038484).

### Autres langues
- (en) George van Driem, The Tale of Tea : A Comprehensive History of Tea from Prehistoric Times to the Present Day, Leyde, Brill, 2019, 904 p. (ISBN 978-90-04-39360-8, lire en ligne).
- Jane Pettigrew, Jane Pettigrew's world of tea., 2018 (ISBN 978-1-940772-51-6 et 1-940772-51-6, OCLC 1043926696)
- (en) Victor H. Mair et Erling Hoh, The True History of Tea, New York et Londres, Thames & Hudson, 2009, 280 p. (ISBN 978-0-500-25146-1).
- Lee Jolliffe, Tea and tourism : tourists, traditions and transformations, Channel View Publications, 2007 (ISBN 978-1-84541-058-2 et 1-84541-058-0, OCLC 86105752)
- (en) Alan Macfarlane et Iris Macfarlane, The Empire of Tea, The Overlook Press, 2004, 320 p. (ISBN 978-1-59020-175-6, The Empire of Tea sur Google Livres), p. 32.
- (en) Nick Hall, The tea industry, 2000, 610 p. (ISBN 978-1-84569-922-2 et 184569922X, OCLC 872400842).
- (en) Jerry Thomas, The Bartender's Guide or How to Mix Drinks, New York, Dick & Fitzgerald, Publishers, 1887 (1re éd. 1862) (lire en ligne), p. 89, connu aussi sous le titre de How to Mix Drinks, The Bon Vivant's Companion